# Varsovie
Pour les articles homonymes, voir Varsovie (homonymie).
 (janvier 2015).
Varsovie (prononcé /vaʁ.sɔ.vi/ ; en polonais : Warszawa /varˈʂava/ ) est depuis 1596 la capitale de la Pologne et depuis 1999 le chef-lieu de la voïvodie de Mazovie. Elle est située sur la Vistule, à environ 320 km de la mer Baltique et des Carpates. Peuplée par plus d'1,8 million d'habitants (2 millions pour l'agglomération), la capitale polonaise est la plus grande ville du pays et dispute à Budapest la huitième place parmi les plus grandes villes de l'Union européenne. Varsovie se divise en dix-huit arrondissements (dzielnice).
Surnommée « la Ville-phénix » pour avoir réussi à renaître de ses cendres après que 84 % de ses bâtiments eurent été détruits durant la Seconde Guerre mondiale, Varsovie a connu une croissance spectaculaire au cours de la seconde moitié du XXe siècle, encore ravivée par le passage de la Pologne à l’économie de marché dans les années 1990. L’agglomération continue à se transformer et à se développer à un rythme soutenu : elle regroupe toute une gamme d'industries et soixante-six établissements d'enseignement supérieur. C’est aussi un centre artistique et culturel important, une place financière et un pôle économique majeur de l’Europe centrale.
Varsovie a donné son nom à la confédération de Varsovie, au pacte de Varsovie, au duché de Varsovie, à la Convention de Varsovie, aux différents traités de Varsovie et à l'insurrection de Varsovie. La Varsovienne de 1831 est largement considérée comme l'hymne officieux de la ville.

## Toponymie

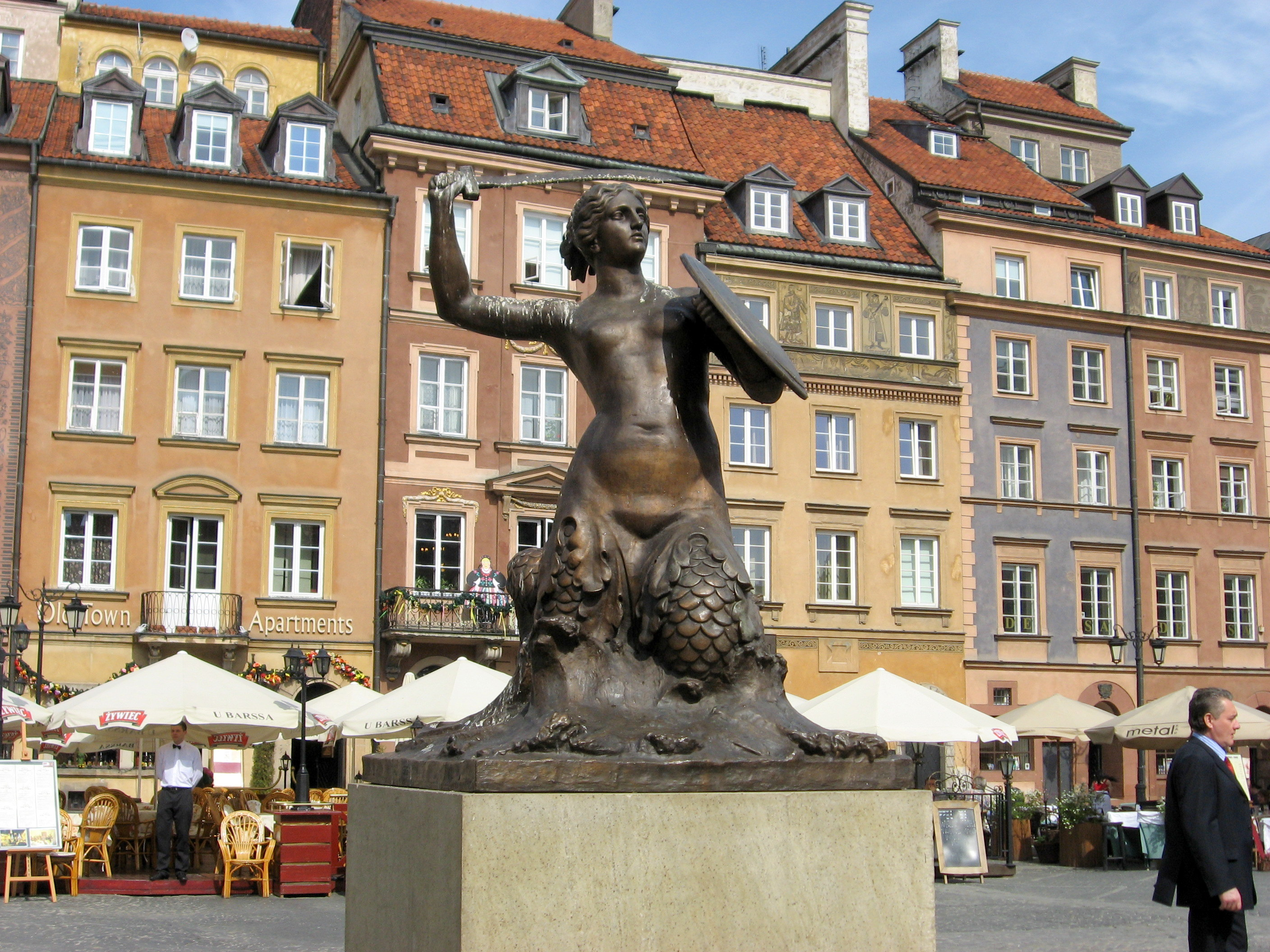
Syrenka, figure allégorique de la Ville de Varsovie.

Le nom officiel complet de la ville est Ville capitale de Varsovie (en polonais : Stołeczne miasto Warszawa). Les habitants de Varsovie sont appelés Varsoviens et Varsoviennes.
La ville est citée à partir du XIVe siècle sous les noms de Warseuiensis (1321) et Varschewia (1342), puis Warschouia (1482), pour devenir plus tard Warszowa et enfin Warszawa, le nom polonais actuel de Varsovie. Ce nom signifie « appartenant à Warsz », une forme abrégée du prénom masculin Warcisław. Il s’agit vraisemblablement d’un aristocrate des XIIe et XIIIe siècles qui possédait un village situé sur l'actuel site du quartier de Mariensztat.
L'étymologie populaire attribue le nom de la ville à deux personnages légendaires nommés Wars et Sawa : Wars est un pêcheur vivant au bord de la Vistule et Sawa une sirène dont il est tombé amoureux ; c’est cette sirène (en polonais : syrenka) qui est représentée sur les armes de la ville.
Le 9 novembre 1940, le général Władysław Sikorski ajouta par décret[réf. nécessaire] à ces armes la devise « Semper invicta » (« toujours invincible ») et décerna à la ville la décoration militaire suprême, l'ordre militaire de Virtuti Militari, en reconnaissance de la bravoure démontrée par ses habitants lors du siège opéré par les forces hitlériennes.
Le drapeau de la ville est constitué par deux bandes horizontales jaune et rouge. On retrouve ces couleurs sur les bus et les tramways de l’agglomération.

## Géographie

### Climat
Varsovie bénéficie d'un climat continental humide de type (Dfb) selon la classification de Köppen.
| Mois                                             | jan.       | fév.       | mars       | avril     | mai       | juin      | jui.      | août    | sep.      | oct.      | nov.      | déc.       | année      |
| ------------------------------------------------ | ---------- | ---------- | ---------- | --------- | --------- | --------- | --------- | ------- | --------- | --------- | --------- | ---------- | ---------- |
| Température minimale moyenne (°C)                | −4         | −3,3       | −0,6       | 4         | 8,8       | 12,4      | 14,5      | 13,8    | 9,5       | 5         | 1,3       | −2,5       | 4,9        |
| Température moyenne (°C)                         | −1,5       | −0,4       | 3,2        | 9,2       | 14,3      | 17,7      | 19,7      | 19,1    | 14        | 8,7       | 3,8       | −0,1       | 9          |
| Température maximale moyenne (°C)                | 1          | 2,6        | 7,4        | 14,5      | 19,8      | 23,1      | 25,2      | 24,7    | 19,1      | 12,9      | 6,5       | 2,3        | 13,3       |
| Record de froid (°C) date du record              | −30,7 1987 | −27,6 1970 | −22,6 1963 | −6,9 1952 | −3,1 1971 | 1,8 1975  | 4,6 1964  | 3 1973  | −1,6 1977 | −9,6 1988 | −17 1989  | −24,8 1969 | −30,7 1987 |
| Record de chaleur (°C) date du record            | 13,8 1993  | 18,3 2021  | 22,9 1974  | 30,4 2012 | 32,8 2005 | 35,3 2019 | 35,9 1994 | 37 2013 | 34,5 2015 | 25,9 1966 | 19,2 2018 | 15,4 1961  | 37 2013    |
| Ensoleillement (h)                               | 44,5       | 66,5       | 139,3      | 210,1     | 272,4     | 288,8     | 295,4     | 280,2   | 193,6     | 122,6     | 50,6      | 33,6       | 2 009,1    |
| Précipitations (mm)                              | 31         | 29,8       | 29         | 35,1      | 55,5      | 63,9      | 82,2      | 60,6    | 50,4      | 40,2      | 36        | 36,1       | 549,7      |
| dont neige (cm)                                  | 126,1      | 135        | 55         | 5,8       | 0         | 0         | 0         | 0       | 0         | 0,7       | 16,9      | 61,2       | 400,7      |
| Nombre de jours avec précipitations              | 8,3        | 7,7        | 7,8        | 6,8       | 9,1       | 9,1       | 9,4       | 8,2     | 8         | 7,6       | 8,1       | 8,4        | 98,6       |
| dont nombre de jours avec précipitations ≥ 10 mm | 0,2        | 0,3        | 0,3        | 0,9       | 1,4       | 2         | 2,7       | 1,7     | 1,5       | 0,9       | 0,6       | 0,4        | 12,9       |
| Humidité relative (%)                            | 86,8       | 83,6       | 75,8       | 67,6      | 68,3      | 69,3      | 70,9      | 71,6    | 78,9      | 83,6      | 88,5      | 88,6       | 77,8       |
| Nombre de jours avec neige                       | 14,7       | 13,9       | 6,4        | 0,6       | 0         | 0         | 0         | 0       | 0         | 0,2       | 3,2       | 9,2        | 48,2       |

| Diagramme climatique                                  |             |           |           |             |              |              |              |             |           |          |             |
| J                                                     | F           | M         | A         | M           | J            | J            | A            | S           | O         | N        | D           |
| 1−431                                                 | 2,6−3,329,8 | 7,4−0,629 | 14,5435,1 | 19,88,855,5 | 23,112,463,9 | 25,214,582,2 | 24,713,860,6 | 19,19,550,4 | 12,9540,2 | 6,51,336 | 2,3−2,536,1 |
| Moyennes : • Temp. maxi et mini °C • Précipitation mm |             |           |           |             |              |              |              |             |           |          |             |

| Mois                                             | jan.       | fév.      | mars       | avril     | mai       | juin      | jui.      | août     | sep.      | oct.      | nov.       | déc.       | année    |
| ------------------------------------------------ | ---------- | --------- | ---------- | --------- | --------- | --------- | --------- | -------- | --------- | --------- | ---------- | ---------- | -------- |
| Température minimale moyenne (°C)                | −3,3       | −2,6      | 0,2        | 4,9       | 9,3       | 12,9      | 14,9      | 14,5     | 10,2      | 5,7       | 2          | −1,8       | 5,6      |
| Température moyenne (°C)                         | −1,1       | −0,1      | 3,6        | 9,7       | 14,8      | 18,2      | 20,2      | 19,4     | 14,2      | 8,9       | 4,2        | 0,3        | 9,3      |
| Température maximale moyenne (°C)                | 1,4        | 3,1       | 7,9        | 15,1      | 20,4      | 23,5      | 25,6      | 25,1     | 19,5      | 13,3      | 6,9        | 2,7        | 13,7     |
| Record de froid (°C) date du record              | −27,9 1956 | −28 1970  | −18,1 1971 | −5,5 2002 | −2,6 1953 | 2,8 2014  | 6,5 1956  | 5,1 1966 | −1,3 1977 | −8,3 1956 | −15,9 1998 | −24,8 1969 | −28 1970 |
| Record de chaleur (°C) date du record            | 13,5 1993  | 18,4 2021 | 23,1 1968  | 30,5 2012 | 32,9 2005 | 36,2 2000 | 36,9 2006 | 38 2015  | 34,3 2015 | 26,4 1966 | 19,2 2014  | 15,4 1961  | 38 2015  |
| Précipitations (mm)                              | 35,6       | 34,4      | 34,2       | 36,8      | 58,1      | 67,8      | 81,5      | 63,3     | 50,9      | 42,6      | 40,8       | 41,7       | 587,9    |
| dont neige (cm)                                  | 134,8      | 145,6     | 69,6       | 9         | 0         | 0         | 0         | 0        | 0         | 0,9       | 17,7       | 72,9       | 449,2    |
| Nombre de jours avec précipitations              | 9,4        | 8,6       | 8,6        | 7,1       | 9,5       | 9,8       | 10,3      | 8,3      | 7,9       | 8,1       | 8,7        | 9,1        | 105,3    |
| dont nombre de jours avec précipitations ≥ 10 mm | 0,3        | 0,5       | 0,5        | 0,9       | 1,5       | 2,1       | 2,7       | 1,8      | 1,3       | 1         | 0,8        | 0,7        | 14,1     |
| Humidité relative (%)                            | 85         | 82,5      | 75,8       | 66,5      | 66,5      | 66,9      | 69,9      | 70,9     | 79,5      | 83,1      | 86,4       | 86,4       | 76,7     |

| Diagramme climatique                                  |             |            |             |             |              |              |              |              |             |          |             |
| J                                                     | F           | M          | A           | M           | J            | J            | A            | S            | O           | N        | D           |
| 1,4−3,335,6                                           | 3,1−2,634,4 | 7,90,234,2 | 15,14,936,8 | 20,49,358,1 | 23,512,967,8 | 25,614,981,5 | 25,114,563,3 | 19,510,250,9 | 13,35,742,6 | 6,9240,8 | 2,7−1,841,7 |
| Moyennes : • Temp. maxi et mini °C • Précipitation mm |             |            |             |             |              |              |              |              |             |          |             |

### Transports

#### Transport aérien
L'aéroport Varsovie-Chopin, le plus grand de Pologne, est situé au sud-ouest de la ville, dans le quartier d’Okęcie. Il assure des vols directs vers plus de 50 pays sur 4 continents et une dizaine de vols intérieurs. Le second aéroport international de la capitale est l'aéroport Varsovie-Modlin, situé à 35 kilomètres au nord de la ville ; il a été inauguré en juillet 2012 et est centré sur les vols à bas prix. L'aéroport dit Centralny Port Komunikacyjny, dont l'inauguration est prévue pour 2032, devrait compléter cette offre.

#### Transports en commun
Le transport en commun est de très bonne qualité. La société de transport de Varsovie (Zarząd Transportu Miejskiego) se divise en quatre branches : autobus, tramways, métro et train de banlieue. D'autres liaisons sont assurées par des transporteurs privés et la société nationale de chemins de fer (PKP). Les autobus desservent quotidiennement 176 lignes en journée. Entre minuit et 5 heures du matin, 14 lignes nocturnes d'autobus prennent le relais. La première ligne de tramway a été ouverte en 1866 ; Varsovie est actuellement desservie par 29 lignes tous les jours sur 470 kilomètres de trajet. Il existe aussi trois lignes de tramway spécifiquement conçues pour les touristes. Les trolleybus ont desservi Varsovie jusqu'en 1995, quand les deux dernières lignes ont été fermées.
La première ligne de métro a été mise en service le 7 avril 1995. Depuis, la ligne 1 du métro de Varsovie (nord-sud) est composée de 21 stations ne comprenant pas les deux nouvelles en cours de construction. De même, la ligne 2 du métro de Varsovie (est-ouest), inaugurée le 8 mars 2015, comprend 15 stations[réf. nécessaire], le projet final en prévoyant 27. La Ligne 3 du métro de Varsovie, déjà planifiée, en comptera pour sa part 8.
- (en) Site du ZTM

#### Réseau routier
- Rocade express
(Obwodnica ekspresowa)
- Rocade intermédiaire
(Obwodnica etapowa)
- Rocade du centre-ville
(Obwodnica śródmiejska)

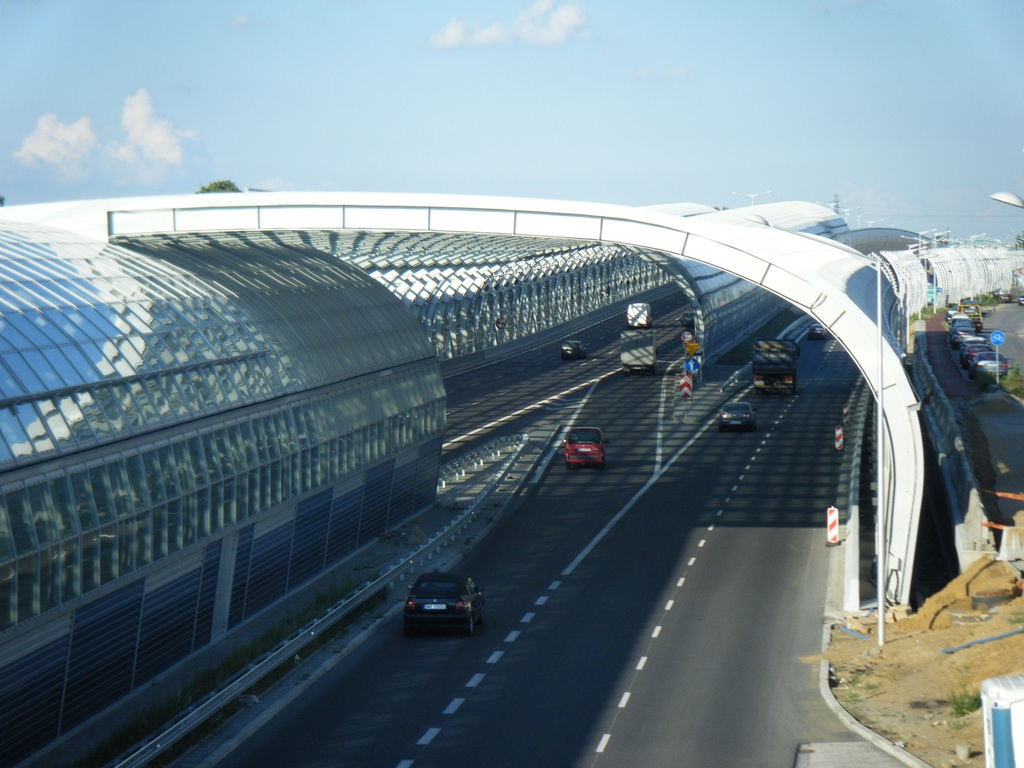
Route S8 - rocade express.

Projets de contournements de Varsovie
Rocade express
(Obwodnica ekspresowa)
Rocade intermédiaire
(Obwodnica etapowa)
Rocade du centre-ville
(Obwodnica śródmiejska)

Varsovie ne possède pas encore d'autoroute circulaire (seuls certains tronçons sont mis en service) et la majeure partie de la circulation s'effectue par le centre-ville. Actuellement, deux routes circulaires sont en construction. La première, Obwodnica Etapowa Warszawy, éloignée d'approximativement 10 km du centre-ville, permettra d'alléger le trafic, surtout avec la construction de deux nouveaux ponts au nord de la ville. La deuxième passera par l'arrondissement Ursynów au sud de la ville ; elle fera partie de la route européenne 30, laquelle emprunte l’autoroute A2 sur toute la traversée longitudinale du pays, et de la S7 (qui traverse verticalement le pays en reliant Gdańsk à Cracovie).

#### Transport ferroviaire
Les liaisons ferroviaires nationales et internationales sont assurées par la société nationale de chemins de fer (PKP). Le premier chemin de fer a été ouvert en 1845. Actuellement, on peut se rendre directement de Varsovie vers toutes les régions de Pologne mais également vers de nombreuses capitales européennes : Berlin, Cologne, Francfort-sur-le-Main, Prague, Bratislava, Budapest, Kiev, Minsk, Moscou et Vienne. Il y a au total 44 gares de voyageurs et haltes sur le territoire de la ville de Varsovie, cependant, seulement 6 jouent un rôle important, dont 4 sont situées sur la Ligne diamétrale (Linia średnicowa), similaire à la jonction Nord-Midi de Bruxelles. Cette ligne est en fait composée de deux lignes parallèles à double voie, reliant Warszawa Zachodnia (Gare de l'Ouest) à Warszawa Wschodnia (Varsovie Est). La première passe par Warszawa Centralna (Gare centrale) et porte la totalité du trafic grandes lignes. La deuxième ligne passe par Warszawa Śródmieście (Gare de Centre-ville) et dessert la plupart des gares de banlieue.
- Les 4 grandes gares de la Ligne diamétrale :
  - Warszawa Centralna (Gare centrale) est une gare souterraine située en plein centre de Varsovie. C'est la plus grande gare de la ville et du pays quant au nombre de voyageurs. La gare est desservie par les trains grandes lignes et quelques trains régionaux.
  - Warszawa Śródmieście (Gare de Centre-ville) est une gare souterraine située 500 m à l'est de Warszawa Centralna. Les deux gares sont reliées par un passage souterrain. Cette gare est desservie uniquement par les trains de banlieue et des trains régionaux.
  - Warszawa Wschodnia (Gare de l'Est) est une gare située sur la rive droite de la Vistule, à environ 5 km au nord-est du centre-ville. Cette gare est desservie par tous les trains qui passent par Warszawa Centralna et Warszawa Śródmieście, par conséquent elle est la plus grande gare de la ville quant au nombre de trains. Une gare routière est située devant la gare.
  - Warszawa Zachodnia (Gare de l'Ouest) est une gare située à environ 3 km à l'ouest du centre-ville. Cette gare est desservie par tous les trains qui passent par Warszawa Centralna et Warszawa Śródmieście à quelques exceptions près (principalement les trains InterCity, EuroCity). La principale gare routière de Varsovie est située à sa proximité immédiate.
- Autres gares importantes :
  - Warszawa Gdańska (Varsovie Gare de Gdańsk) est une gare située à 4 km au nord du centre-ville. Ancien terminus pour le chemin de fer du nord (Gdańsk / Olsztyn) puis gare de transit pour de nombreux trains Est - Ouest, elle a perdu de son importance après la construction de la gare centrale. Aujourd'hui la gare est desservie uniquement par les trains régionaux et de banlieue en provenance de la gare Warszawa Wola (à proximité immédiate de Warszawa Zachodnia) et à destination des villes au nord de Varsovie qui ne passent pas par la ligne diamétrale. C'est la seule gare à être reliée directement au métro de Varsovie. C'est aussi la seule gare de Varsovie qui ne dispose pas de quais hauts (96 cm), ce qui lui interdit la desserte par certains types de matériel roulant.
  - Warszawa Wileńska (Gare de Vilnius) est une gare située sur le rive droite de la Vistule, à 1 km au nord de Warszawa Wschodnia. Elle a été construite pour desservir la ligne Varsovie-Vilnius-Saint-Pétersbourg. Aujourd'hui elle est uniquement desservie par les trains de banlieue dans la direction du nord-est. Depuis 2002, la gare est intégrée à un centre commercial.

## Histoire

### Les débuts

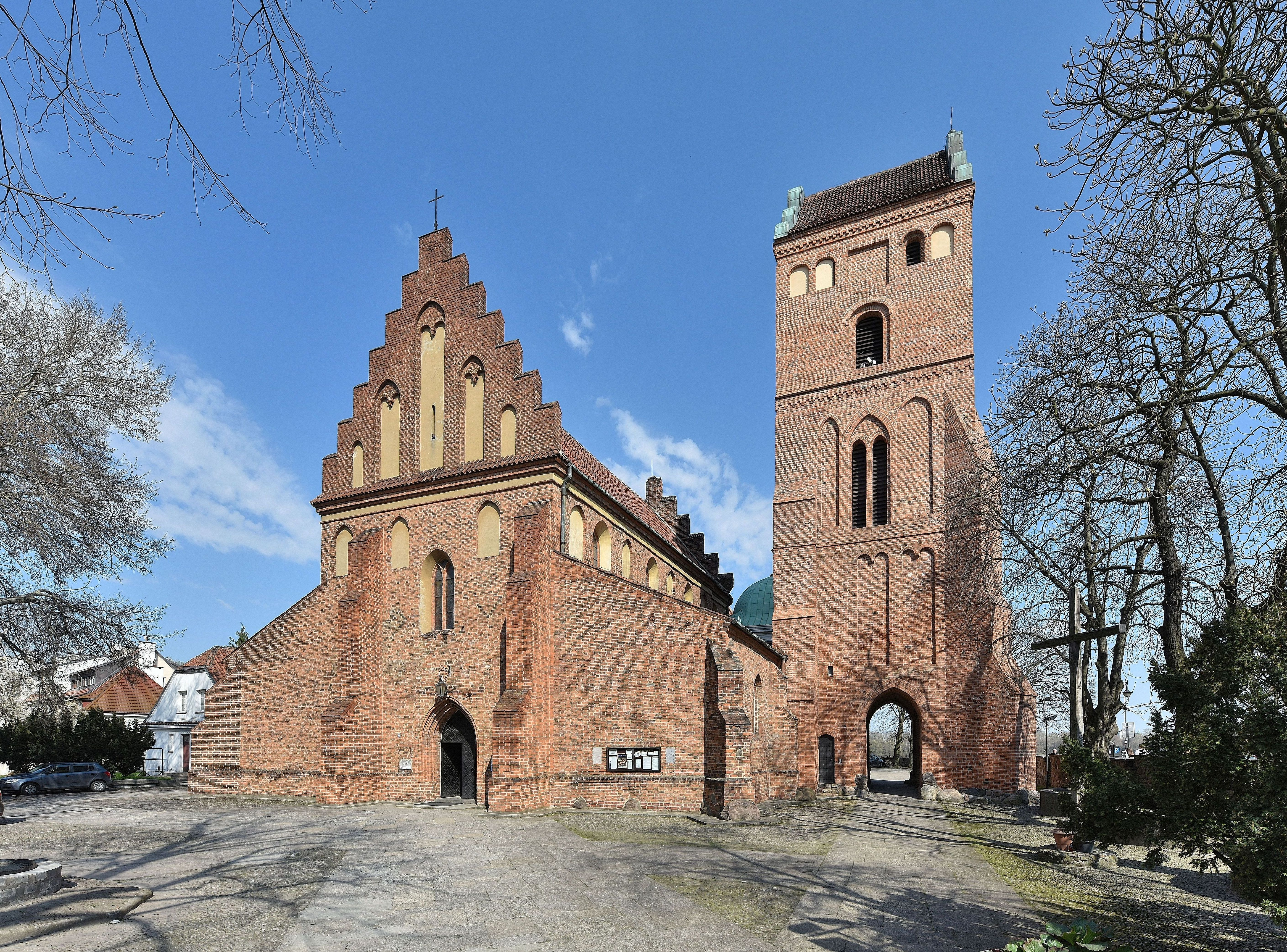
Église Notre-Dame, « Nouvelle ville » de Varsovie, 1411.

Les premiers édifices fortifiés construits sur le site où se trouve aujourd'hui Varsovie furent ceux de Bródno (IXe et Xe siècles) et de Jazdów (XIIe et XIIIe siècles). Après l'attaque et la destruction de Jazdów, une nouvelle colonie semblable fut créée sur le site d'un petit village de pêcheurs appelé Warszowa. Vers 1300, Boleslas II de Mazovie, prince de Płock, établit la ville actuelle de Varsovie. Au début du XIVe siècle, elle devint l'un des sièges des ducs de Mazovie, puis la capitale de la Mazovie en 1413. À cette époque, l'économie de la ville reposait sur l'artisanat et le commerce.

### DuXVIeauXVIIIesiècle

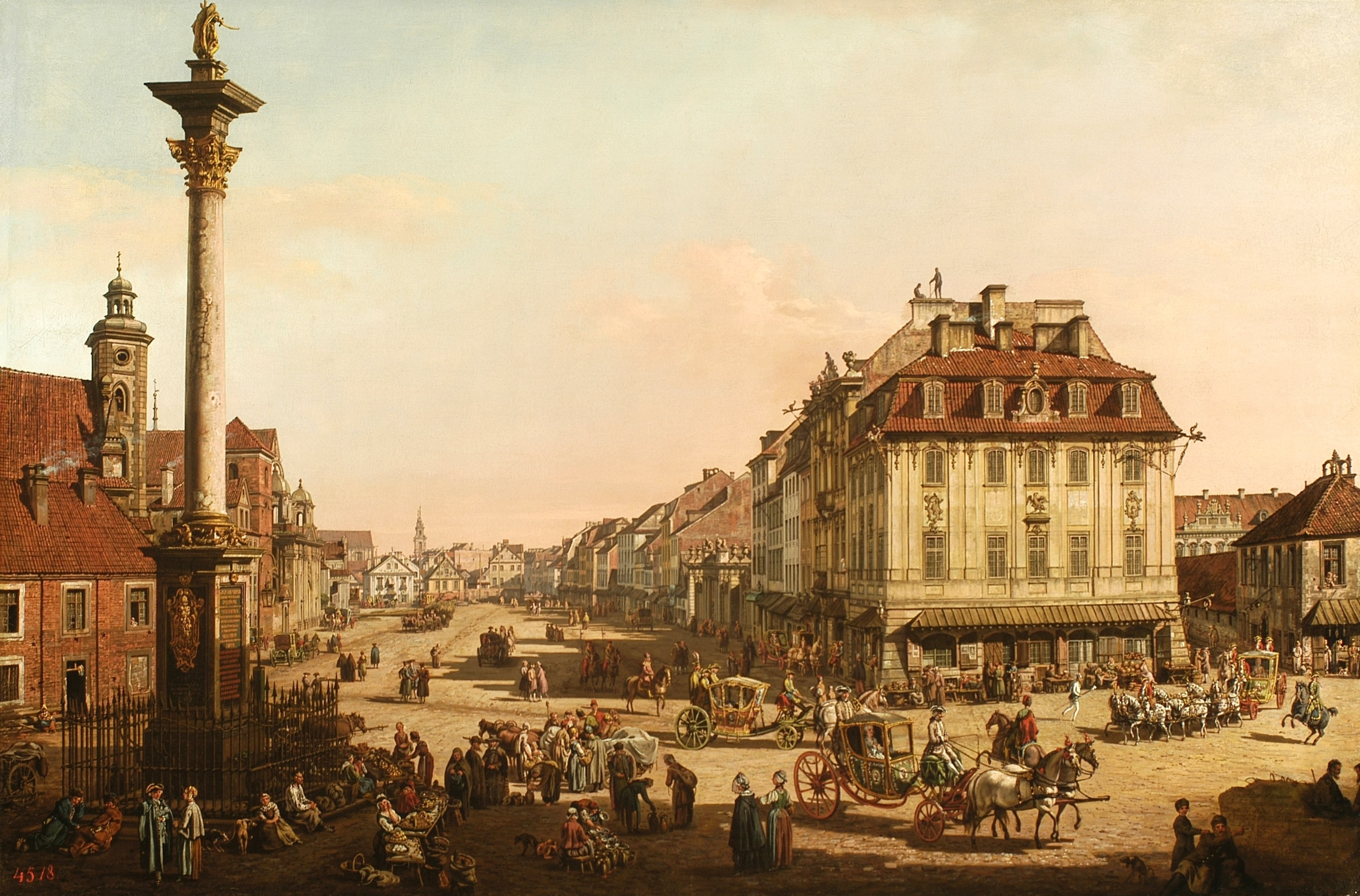
Varsovie au XVIIIe siècle.

À la suite de l'extinction de la ligne ducale, le duché de Mazovie fut intégré à la couronne polonaise en 1526. Trois ans plus tard, la Diète générale fut réunie pour la première fois à Varsovie, qui devint son siège permanent à partir de 1569, après avoir été brièvement occupée par les troupes alliées de la Suède et du Brandebourg durant la première guerre du Nord.

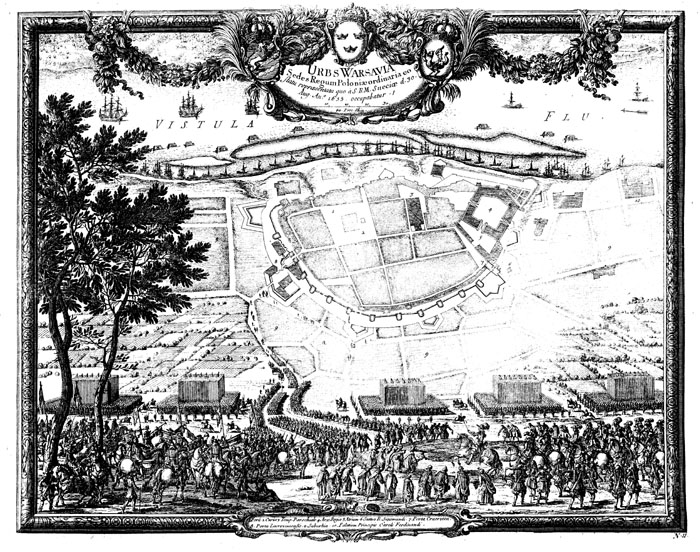
Bataille de Varsovie (1656) durant la première guerre du Nord.

En 1573, la ville donna son nom à la confédération de Varsovie, établissant officiellement la liberté de religion dans la république des Deux Nations. Grâce à sa situation médiane entre les capitales de ces deux nations (Cracovie pour la Pologne et Vilnius pour la Lituanie), Varsovie devint la capitale de la république unifiée. La couronne polonaise y fut transférée en 1596, quand le roi Sigismond Vasa déplaça la cour de Cracovie à Varsovie.
Dans les années qui suivirent, la ville s'étendit sur les terres de l'actuelle banlieue, sous forme de vastes domaines privés indépendants, possédés par la haute noblesse et administrés selon leurs propres lois. Entre 1655 et 1658, la ville fut assiégée trois fois et trois fois elle fut prise et pillée par les troupes suédoises, brandebourgeoises et transylvaniennes,.

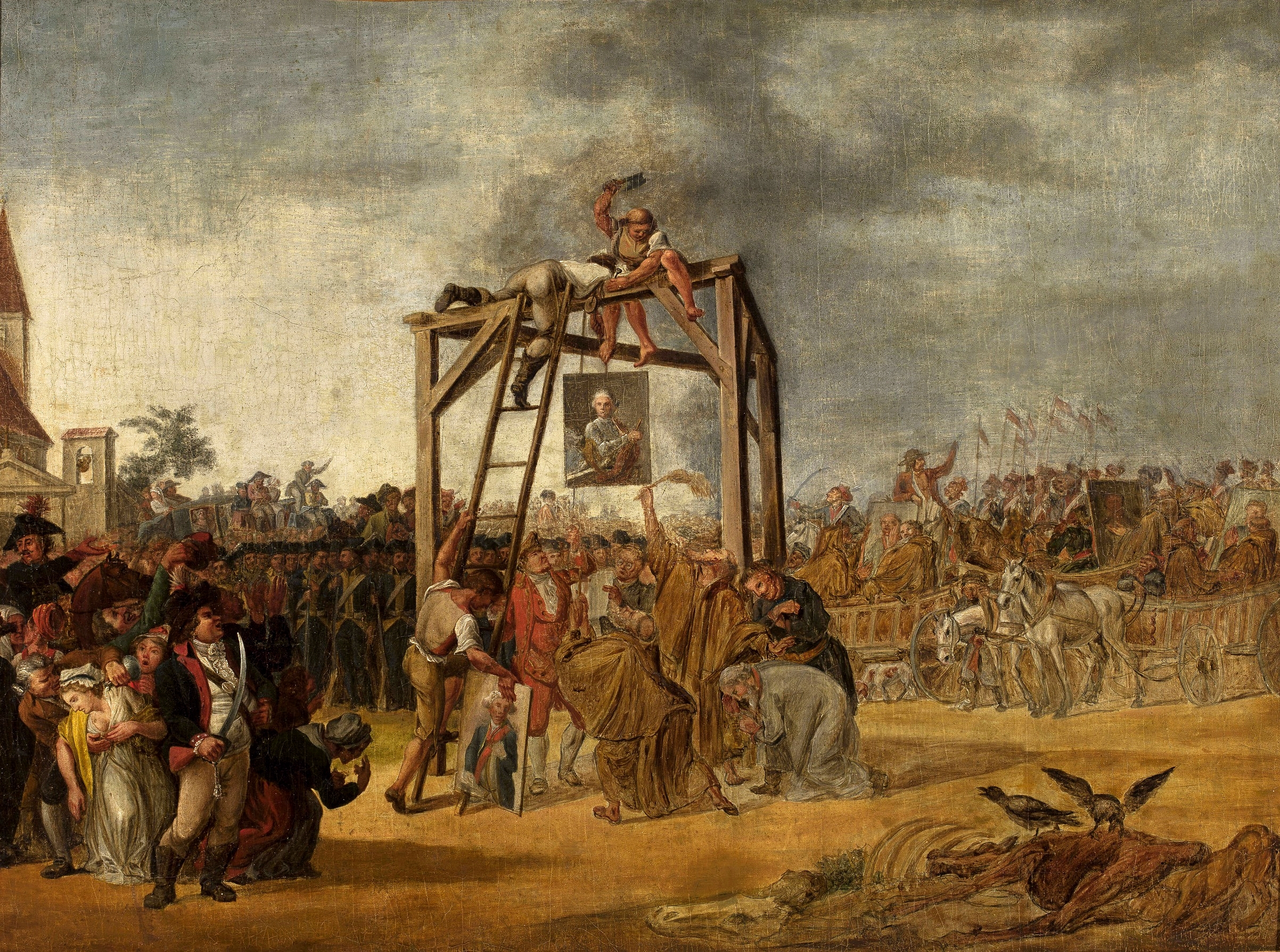
Pendaison de traîtres "in effigie" lors de l'insurrection de Varsovie en 1794. Les partisans de la confédération de Targowica, responsable de la seconde partition de la Pologne, sont devenus des ennemis publics. S'ils ne pouvaient pas être capturés, leurs portraits étaient pendus à leur place.

En 1700, la grande guerre du Nord éclata. La ville fut assiégée à plusieurs reprises et dut payer de fortes contributions.

Varsovie et le palais royal de Varsovie en 1773, tableau de Bernardo Bellotto, conservé au musée national de Varsovie.

Stanislas II, le dernier roi indépendant de la république des Deux nations, remodela l'intérieur du palais royal, et il fit de la ville un centre important dans le domaine artistique et culturel,, ce qui valut à Varsovie le surnom de « Paris oriental ».

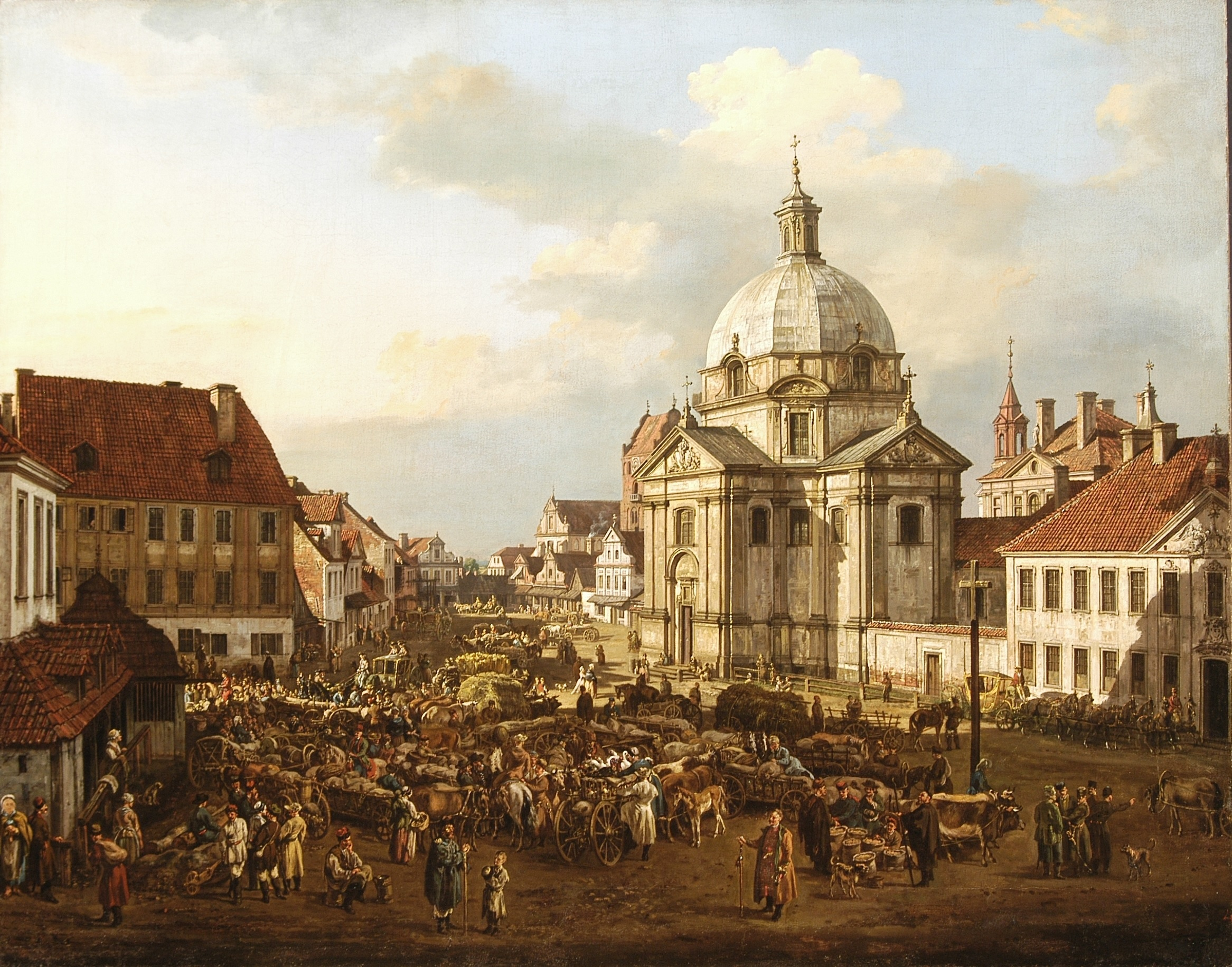
Nouvelle ville en 1778.

### XIXesiècle
Varsovie resta la capitale de la république des Deux Nations jusqu'en 1795, lorsqu'elle fut incorporée au royaume de Prusse pour devenir le chef-lieu de la province de Prusse-Méridionale (en allemand : Südpreußen). Libérée par l'armée de Napoléon en 1806, Varsovie devint la capitale du nouveau duché de Varsovie l'année suivante.
Après le congrès de Vienne de 1815, Varsovie devint le centre du royaume du Congrès, une monarchie constitutionnelle liée par une « union personnelle » à l'empereur de Russie, qui prit également de titre de « roi de Pologne ». Durant une dizaine d'années, Varsovie connut un essor important (création de l'Université royale et de nombreux instituts supérieurs, des bourses des marchandises et de la monnaie, de la Banque de Pologne, développement du commerce, de l'industrie et des transports…) mais l'arrivée au pouvoir de Nicolas Ier, monarque absolu ne tolérant aucune limitation à son pouvoir, marqua la fin de cette période libérale : le tsar envoya à Varsovie son frère cadet Constantin en qualité de vice-roi de Pologne et le mécontentement des élites polonaises grandit rapidement, jusqu'à aboutir à l'insurrection de Novembre. En janvier 1831, le tsar, qui venait d'être déposé par la Diète pour avoir transgressé à de nombreuses reprises la Constitution, envoya des troupes pour mater la rébellion. Les Russes entrèrent dans Varsovie le 8 septembre 1831. La Pologne fut alors soumise à une intense russification qui aboutit à la disparition officielle du royaume de Pologne en 1867 sous le règne de l'Empereur Alexandre II, malgré l'instauration d'un gouvernement national clandestin à Varsovie et plusieurs tentatives de soulèvement.
Varsovie a toutefois prospéré à la fin du XIXe siècle, avec le maire Sokrat Starynkiewicz (pl), un général d'origine russe nommé par le tsar Alexandre III. Avec lui, Varsovie fut doté d'un réseau de distribution d'eau et d'égouts conçus et construits par l'ingénieur anglais William Lindley et son fils William Heerlein Lindley. La ville bénéficia aussi de la modernisation et de l'expansion des tramways, de l'éclairage public et des usines à gaz.
Le recensement de l'Empire russe de 1897 dénombrait 626 000 personnes vivant à Varsovie, ce qui en faisait alors la troisième plus grande ville de l'Empire, après Saint-Pétersbourg et Moscou.

### XXesiècle

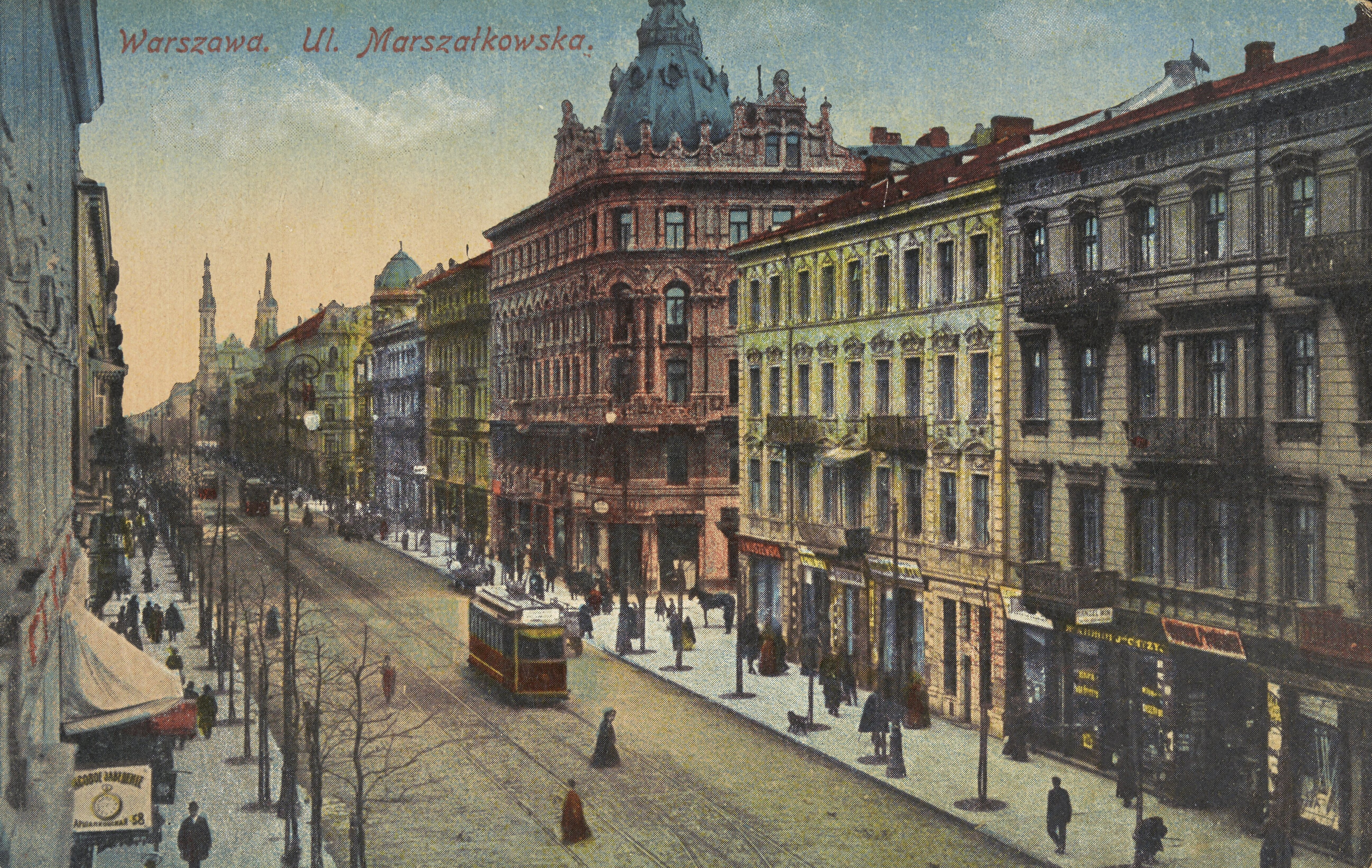
Rue Marszałkowska en 1912.

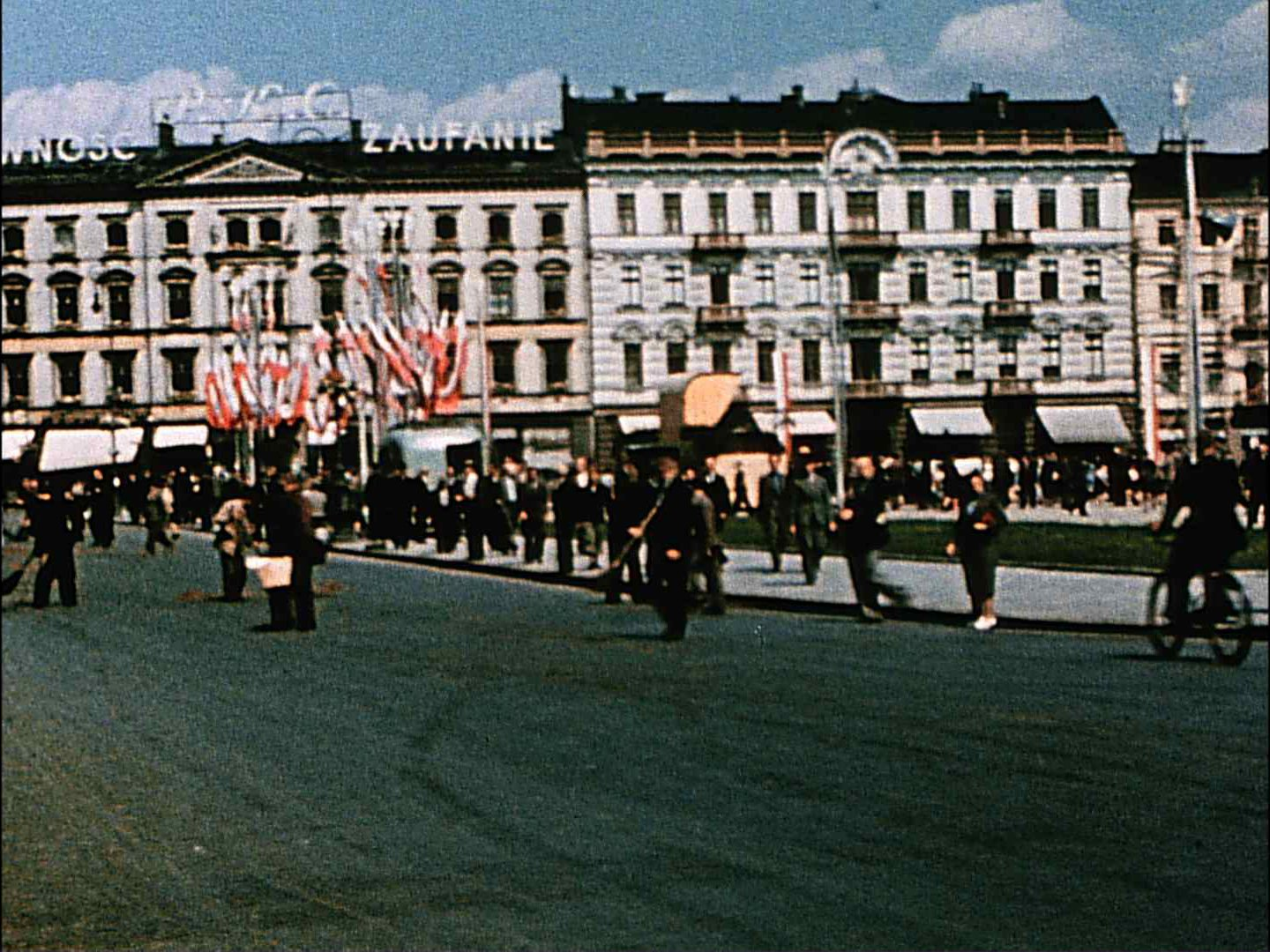
Place Piłsudski avant la Seconde Guerre mondiale.

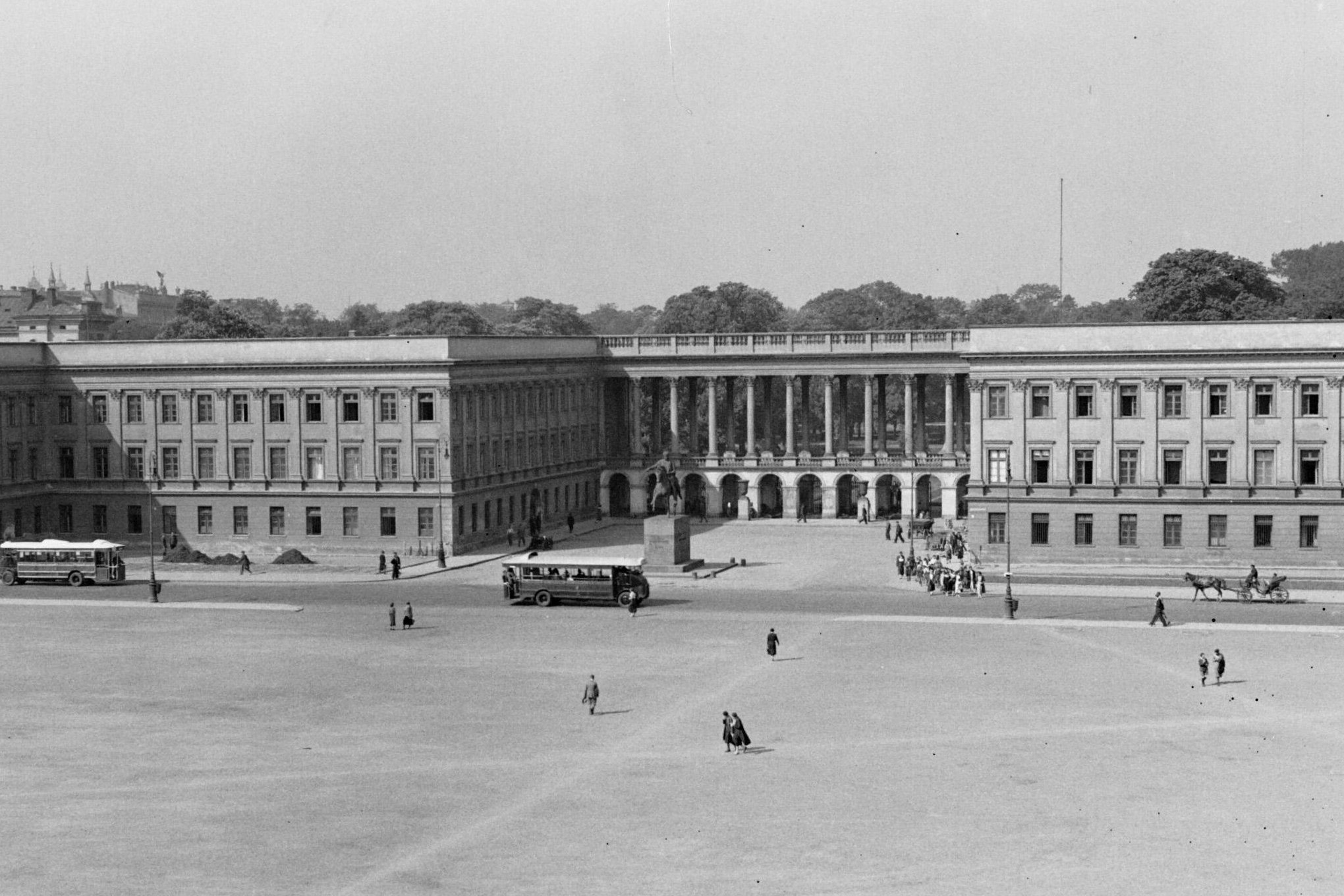
Place Piłsudski avant la Seconde Guerre mondiale.

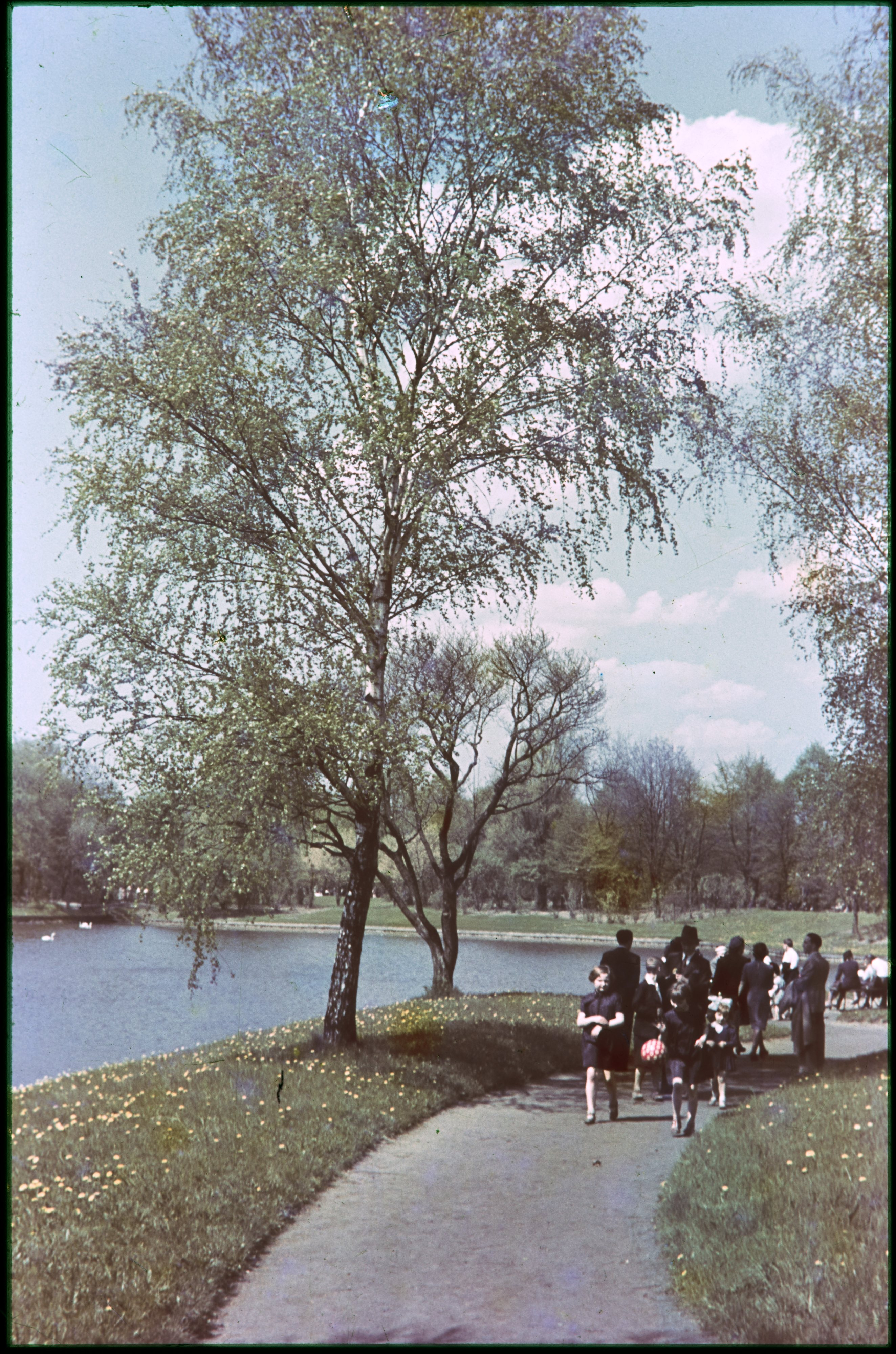
Parc Skaryszewski à Varsovie au printemps, avant la Seconde Guerre mondiale en 1939.

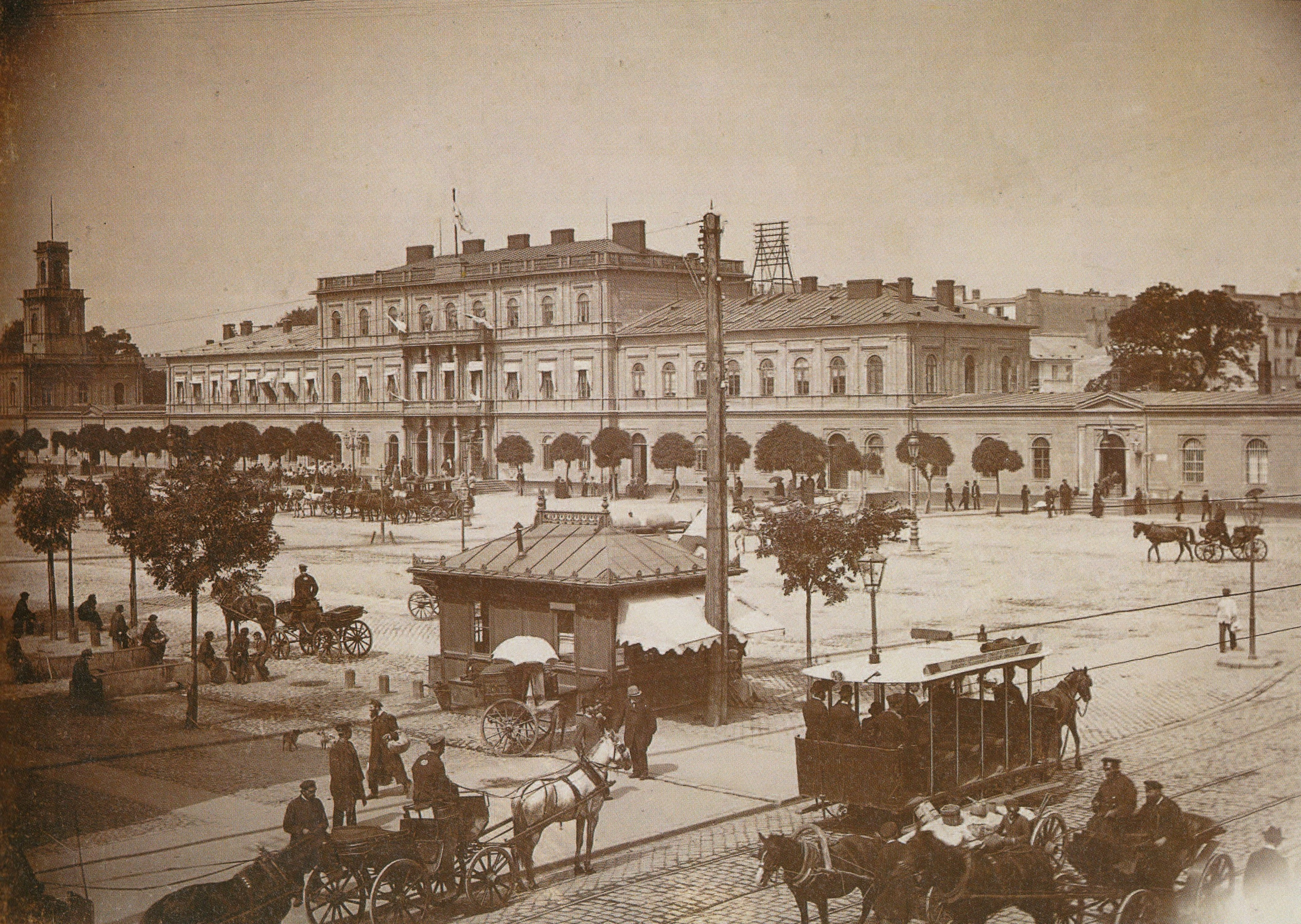
Varsovie, Gare de Vienne.

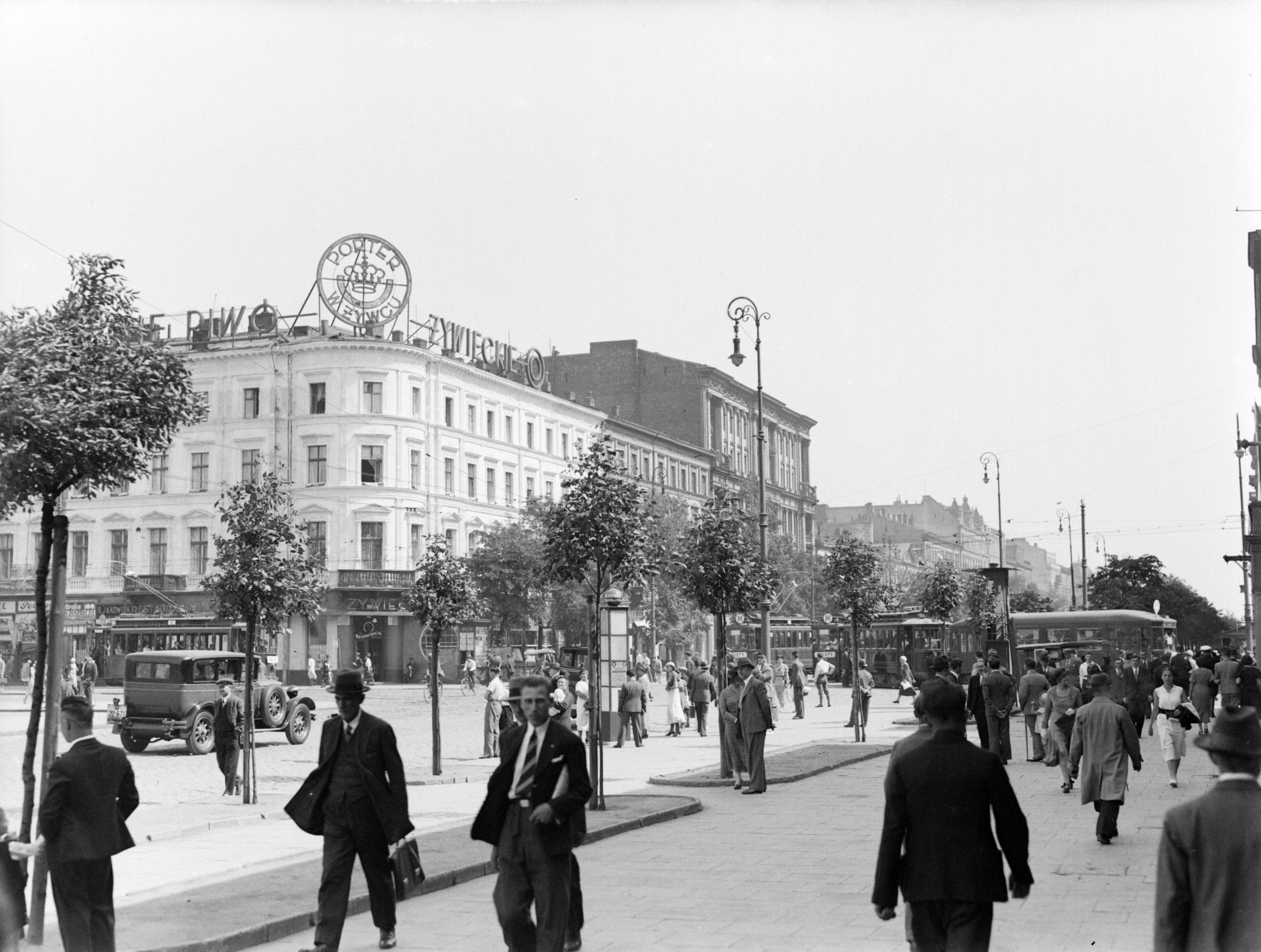
Aleje Jerozolimskie en 1934.

#### Avant la Seconde Guerre mondiale
Durant la Première Guerre mondiale, les troupes de l'Empire allemand échouèrent à prendre Varsovie lors de la bataille de la Vistule de septembre-octobre 1914, mais ils y parvinrent un an plus tard à la suite de la défaite de l'armée russe à la bataille de Varsovie d'août-septembre 1915.
Le 3 mars 1918, la toute nouvelle république socialiste fédérative soviétique de Russie abandonna la Pologne à l'Allemagne par la signature du traité de Brest-Litovsk qui mettait fin aux hostilités germano-russes. Six mois plus tard, à la faveur de la révolution allemande de 1918-1919 qui précipita la fin de la guerre, le maréchal Józef Piłsudski et le général Kazimierz Sosnkowski furent libérés de la forteresse de Magdebourg où ils étaient emprisonnés ; ils arrivèrent à Varsovie le 10 novembre 1918. Le lendemain 11 novembre 1918, alors que le nouveau pouvoir allemand signait l'Armistice avec la France et l'Angleterre dans la clairière de l'Armistice, le Conseil de Régence polonais transmit les pleins pouvoirs à Piłsudski, personnage hautement charismatique qui apparaissait comme l'homme providentiel de la Pologne ressuscitée. Varsovie redevint capitale le jour même avec l'instauration de la deuxième république de Pologne immédiatement proclamée par Piłsudski.
Au cours de la guerre soviéto-polonaise de 1920 qui suivit, l'immense bataille de Varsovie fut menée dans la banlieue est de la ville et la capitale fut défendue avec succès contre l'Armée rouge. En remportant cette victoire, la Pologne porta un coup sérieux à l'idéologie d'« exportation de la révolution » qui prévalait alors en Russie soviétique.

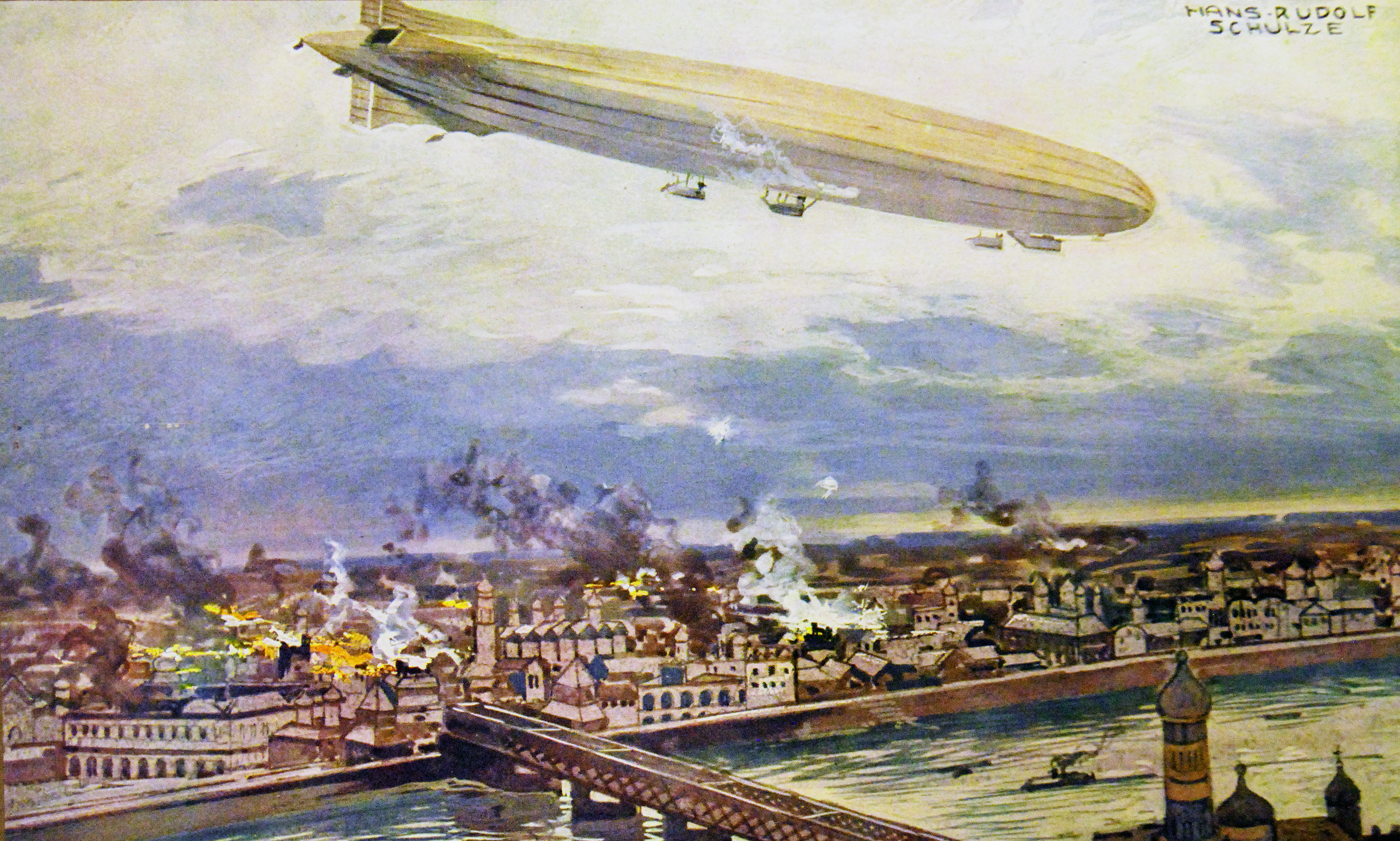
Le bombardement de Varsovie en 1914 par le dirigeable allemand Schütte Lanz SL2 :
l'armée allemande employa pour la première fois des obus à gaz dès fin 1914 en Pologne contre l'armée impériale russe, mais le froid intense les rendit absolument inefficaces.

#### Durant la Seconde Guerre mondiale

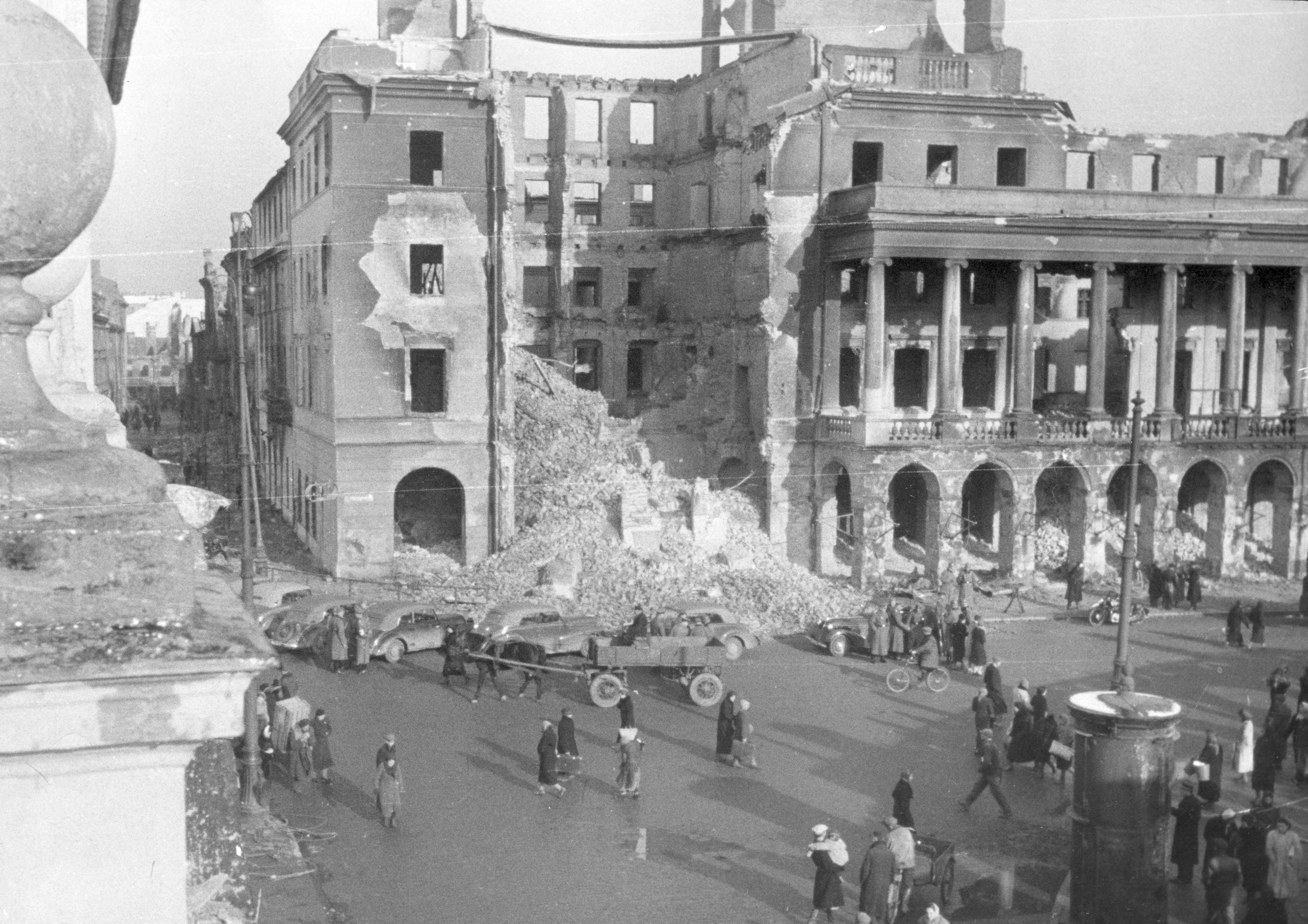
Le quartier de Varsovie Śródmieście après le bombardement allemand (septembre 1939).

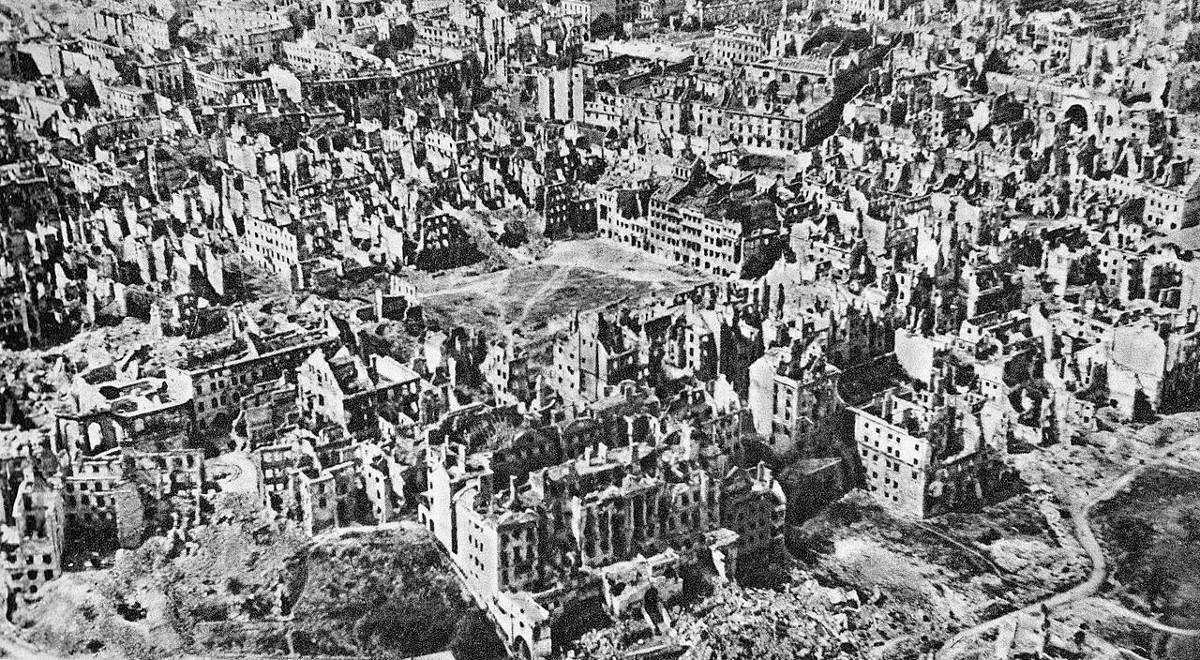
Mer de décombres - Plus de 80 % des bâtiments de Varsovie sont détruits à la fin de la Seconde Guerre mondiale. Au centre-gauche, les ruines de la Vieille ville.

Pendant la Seconde Guerre mondiale, la Pologne centrale, qui comprenait Varsovie, passa sous le contrôle du « Gouvernement général de Pologne » établi à Cracovie et administré par le Reichsleiter Hans Frank. Tous les établissements d'enseignement supérieur furent fermés et la population juive de Varsovie – plusieurs centaines de milliers, environ 30 % de la population de la ville – parqués dans le ghetto de Varsovie. Le 22 juillet 1942 les nazis lancèrent la Grande Action. Les juifs du ghetto sont rassemblés sur l'Umschlagplatz, rue Stawki, puis déportés vers le camp d'extermination de Treblinka. Quand l'ordre vint d'anéantir définitivement le ghetto dans le cadre de la « Solution finale », le 19 avril 1943, les combattants juifs lancèrent l'insurrection du ghetto de Varsovie. Malgré la faible puissance de feu et l'infériorité numérique, le ghetto tint pendant près d'un mois. À la fin des combats, presque tous les survivants furent massacrés, seuls quelques-uns réussirent à s'échapper ou à se cacher,. La population juive, qui était la plus nombreuse de toute l'Europe avant 1939, fut exterminée par les nazis. Aujourd'hui, de nombreux touristes, surtout ceux de la diaspora, visitent le cimetière de Powązki, le monument de l'Umschlagplatz et le cimetière juif de Varsovie.

center L'insurrection de Varsovie : l'armée polonaise de l'intérieur tente de libérer Varsovie de l'occupation allemande avant l'arrivée de l'Armée rouge.

La résistance polonaise déclencha l'Insurrection de Varsovie le 1er août 1944. Sachant que Staline était hostile à l'idée d'une Pologne indépendante, le gouvernement polonais en exil à Londres ordonna à l'Armée de l'intérieur (AK) de prendre le contrôle de Varsovie avant l'arrivée de l'Armée rouge. La résistance parvint à prendre le contrôle de quelques quartiers situés à l'ouest de la Vistule au cours des quatre premiers jours, puis dut rapidement se replier pour tenter de tenir ses positions face à la riposte allemande, qui fut d'une sauvagerie effroyable jusqu'à la fin septembre, fusillant sur place les combattants, tuant les blessés et les soignants. L'insurrection dura au total 63 jours. Les troupes soviétiques qui se trouvaient aux portes de la ville dès le 10 septembre ne tentèrent rien pour soutenir le mouvement des insurgés. Après la capitulation des dernières poches de résistance, Adolf Hitler ordonna de raser entièrement la ville et de transporter les collections des bibliothèques et des musées en Allemagne, ou plus simplement de les brûler. Les monuments et les édifices publics furent dynamités par les troupes allemandes spéciales connues sous le nom Verbrennungs- und Vernichtungskommando (détachement d'incendie et de destruction), tandis que toute la population civile était expulsée.
Staline laissa ses troupes attendre plusieurs mois l'écrasement complet du soulèvement et la destruction de la ville avant d'y pénétrer, laissant près de 200 000 Polonais se faire massacrer, civils pour la plupart. Les troupes de l'Armée rouge finirent par « libérer » Varsovie le 17 janvier 1945 : le premier front biélorusse et une unité de combat polonaise pro-soviétique prirent possession d'une ville détruite à 85 pour cent et totalement désertée — les 350 000 survivants avaient fui ou avaient été déportés en Allemagne —, tandis qu'au nord de la ville, les troupes du deuxième front biélorusse entrèrent à Modlin.

#### Période communiste

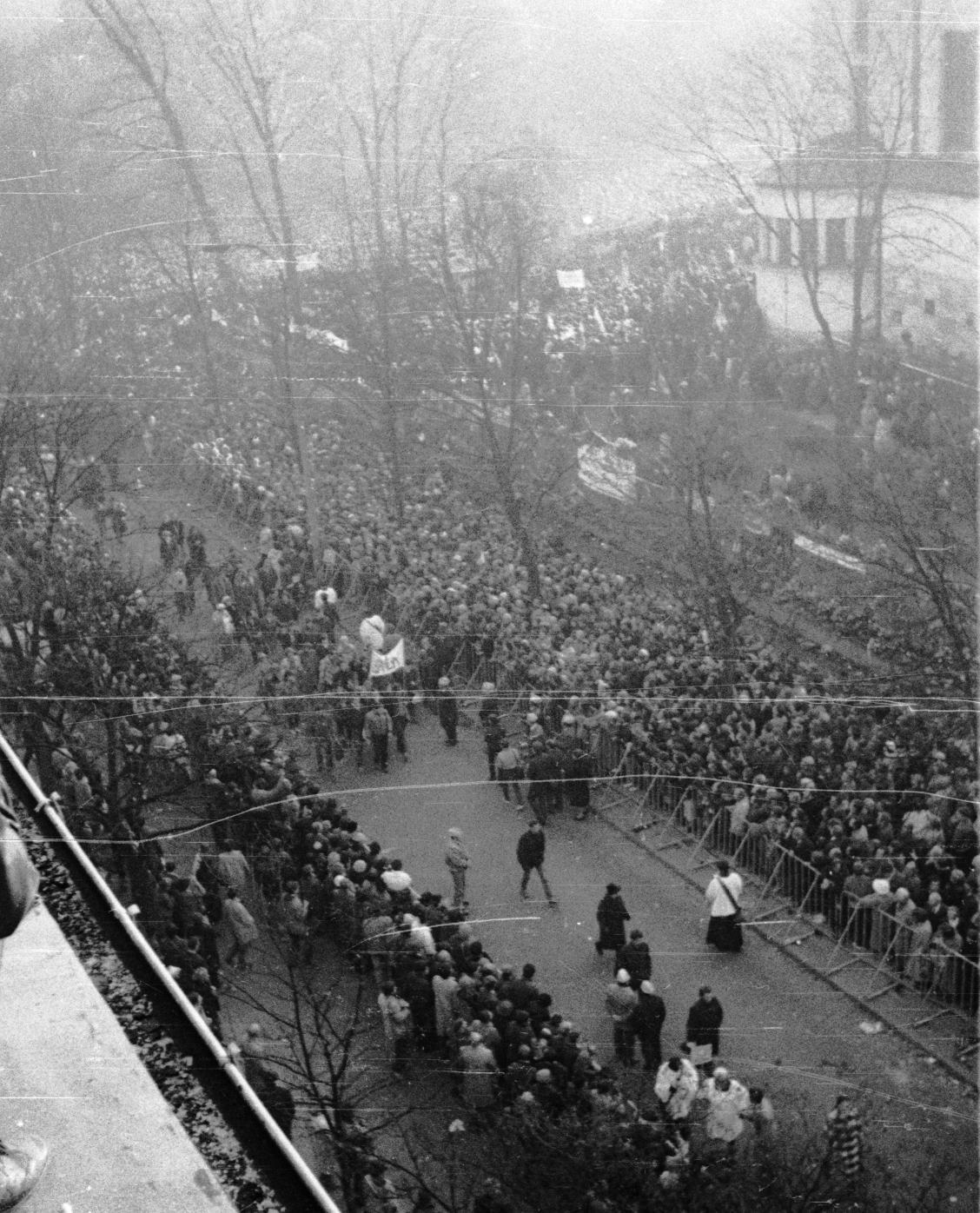
Funérailles de Jerzy Popiełuszko.

Dès le 5 novembre 1944, la Société des architectes de la république de Pologne s'était réunie à Lublin pour envisager la reconstruction de la capitale. Le nouveau régime communiste mis en place par les Soviétiques décida de lancer de grands projets de construction de logements préfabriqués pour remédier à la pénurie de logements, ainsi que d'autres bâtiments typiques d'une ville du Bloc de l'Est, tels que le Palais de la culture et de la science. La ville reprit peu à peu son rôle de capitale politique et économique.

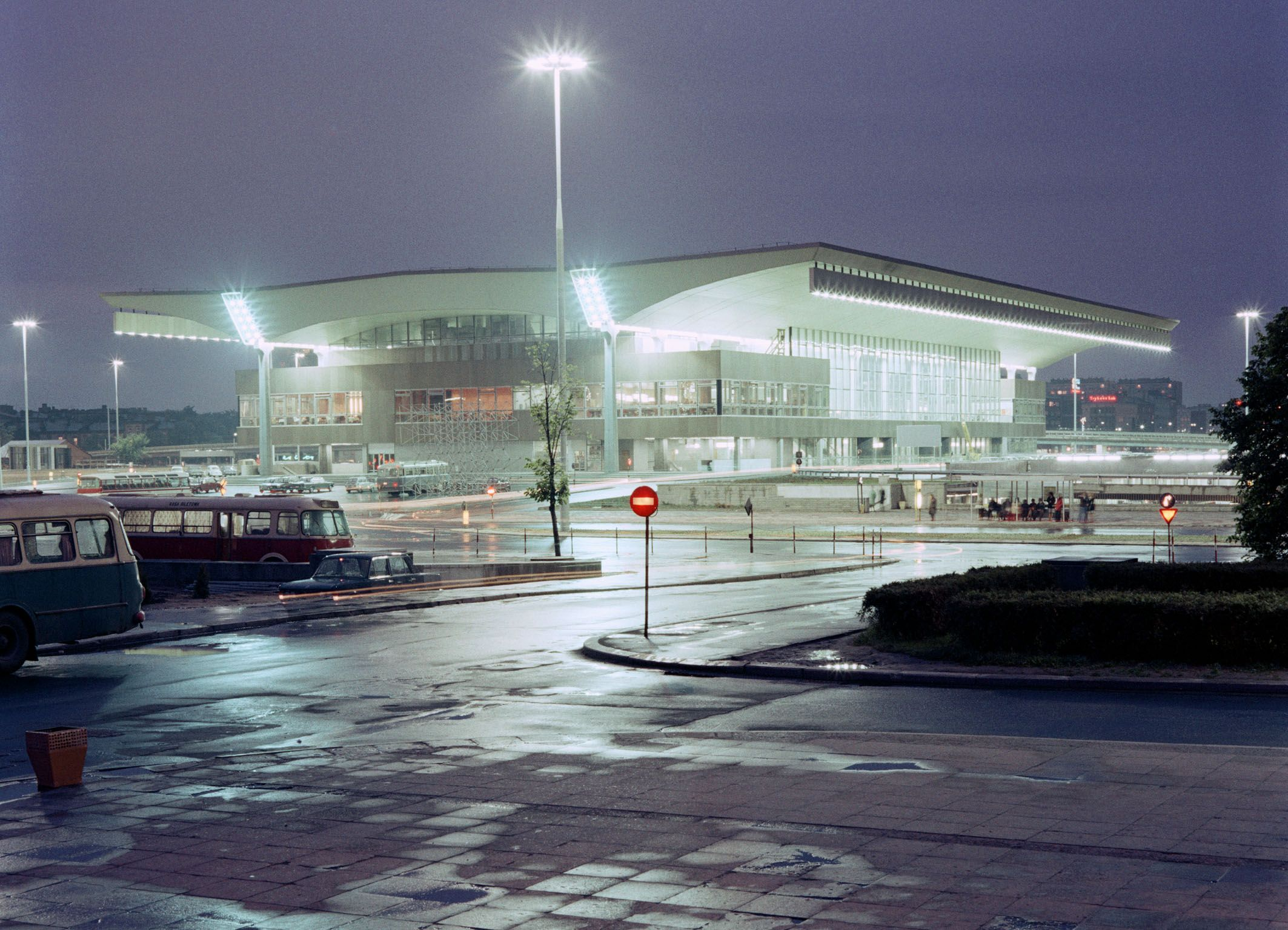
Gare centrale de Varsovie (1975). Les trains PKP Intercity circulent à une vitesse de 200 km/h de Varsovie à Cracovie depuis 2014. Le bâtiment est classé au titre des monuments historiques par arrêté du 24 juillet 2019.

Les travaux de reconstruction de la Vieille ville débutèrent immédiatement, et la première phase des travaux fut achevée dès 1953. Deux ans plus tard, la cathédrale et plusieurs églises furent à leur tour achevées. La décision de reconstruire le palais royal ne fut prise qu'en 1971 et les derniers travaux durèrent jusqu'en 1988. Si la Vieille ville fut entièrement reconstruite à l'identique, tout comme de nombreux édifices publics, palais, hôtels particuliers et églises, également restaurés ou reconstruits sous leur forme originelle, certains des bâtiments du XIXe siècle conservés au lendemain de la guerre dans un état qui aurait pu laisser envisager une reconstruction ont néanmoins été détruits dans les années 1950 et 1960 (c'est le cas du palais de Léopold Kronenberg, par exemple).
En 1979, moins d'un an après être devenu pape, Jean-Paul II se rendit à Varsovie et y célébra une messe sur la Place de la Victoire. Il termina son sermon par ces mots : « Et je crie, moi, fils de la terre polonaise, et en même temps moi, le pape Jean-Paul II, je crie du plus profond de ce millénaire, je crie la veille de la Pentecôte : Que descende ton Esprit ! Que descende ton Esprit ! Et qu’il renouvelle la face de la terre de cette terre ! » Les Polonais interprétèrent cette parole comme un encouragement à amorcer les changements démocratiques auxquels aspiraient la société polonaise et comme un soutien au syndicat clandestin Solidarność.
L'immense travail de restauration de la Vieille ville de Varsovie lui valut d'être inscrite au patrimoine mondial de l'Unesco en 1980.

## Urbanisme

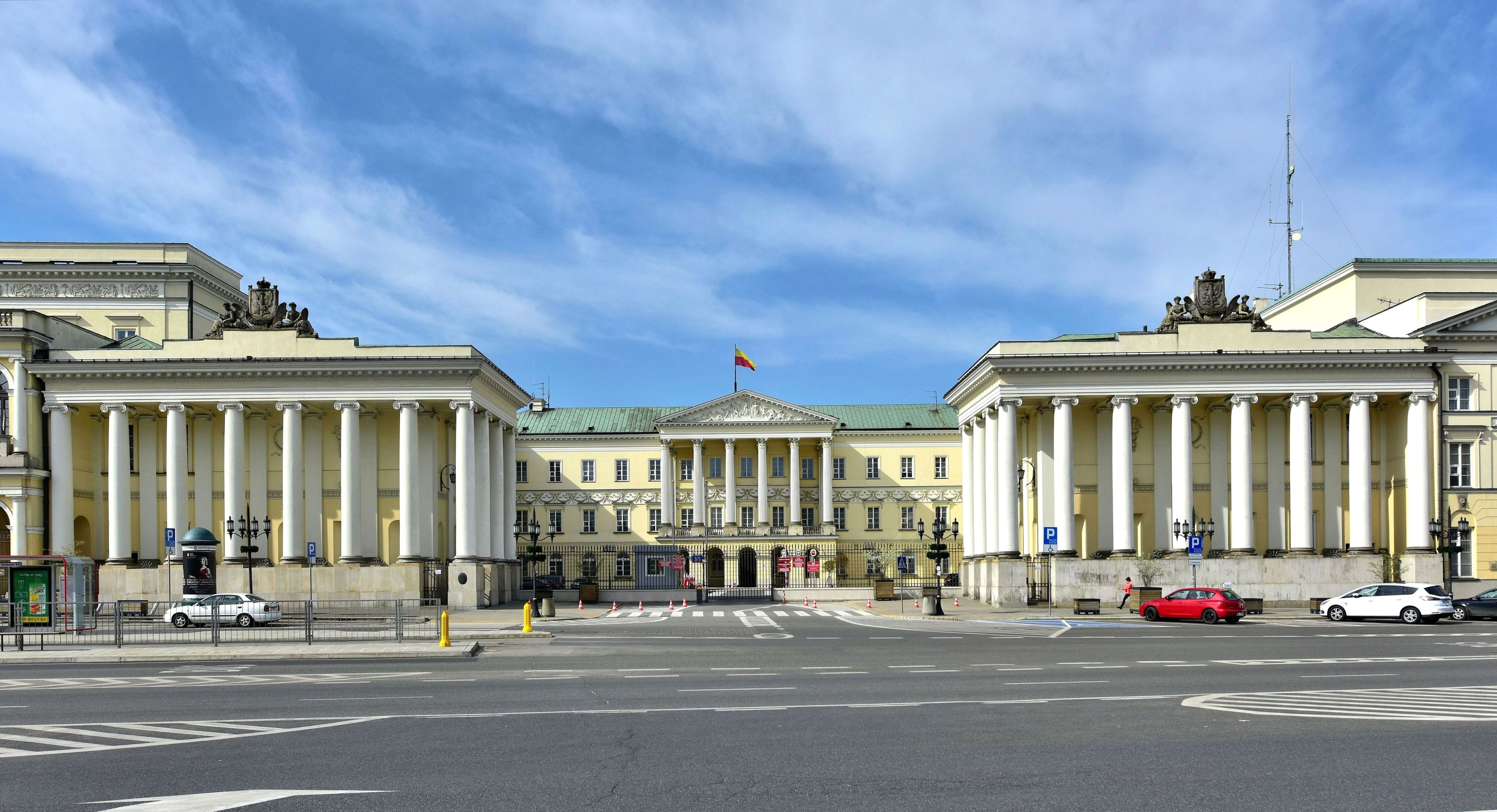
Place de la Banque.

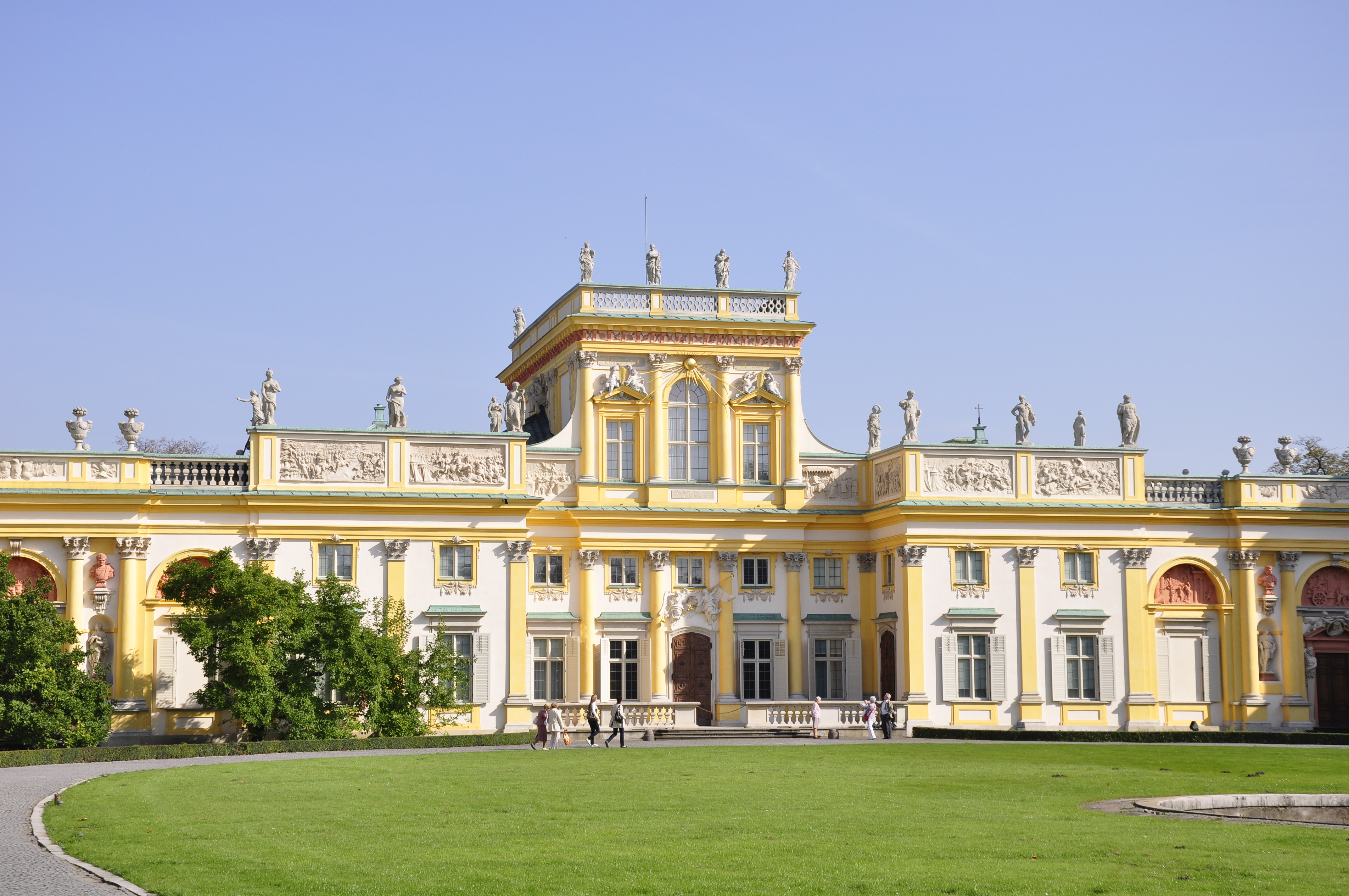
Le palais de Wilanów.

Le mélange de styles architecturaux qui font la spécificité de la ville reflète son histoire mouvementée ; la reconstruction qui s'est faite à la Libération allie deux ambitions : reconstituer le patrimoine historique et bâtir une ville nouvelle, typique de l'architecture stalinienne qui prévalait alors dans tout le bloc de l'Est. Non loin de la vieille ville, le quartier d'affaires, qui a commencé à se développer dans les années 1990 (après la chute du communisme) est parmi les plus modernes d'Europe et tout le centre-ville est en train d'être complètement remodelé : 16 des 20 plus hauts édifices de Pologne se situent à Varsovie, façonnant l'un des plus remarquables paysages urbains de l'architecture moderne et contemporaine.

### Architecture

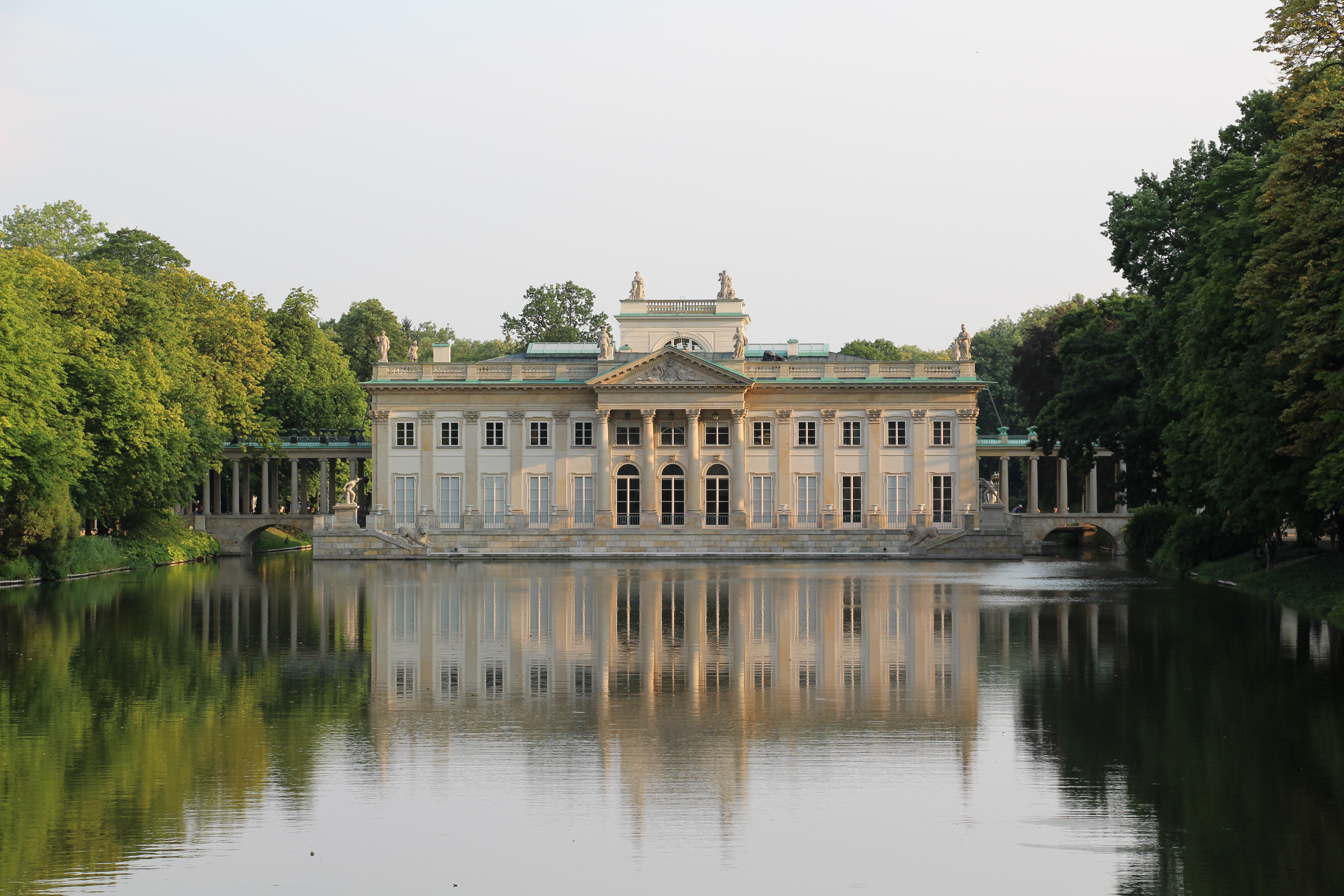
Le palais des Bains Royaux, aussi appelé le Palais sur l'eau.

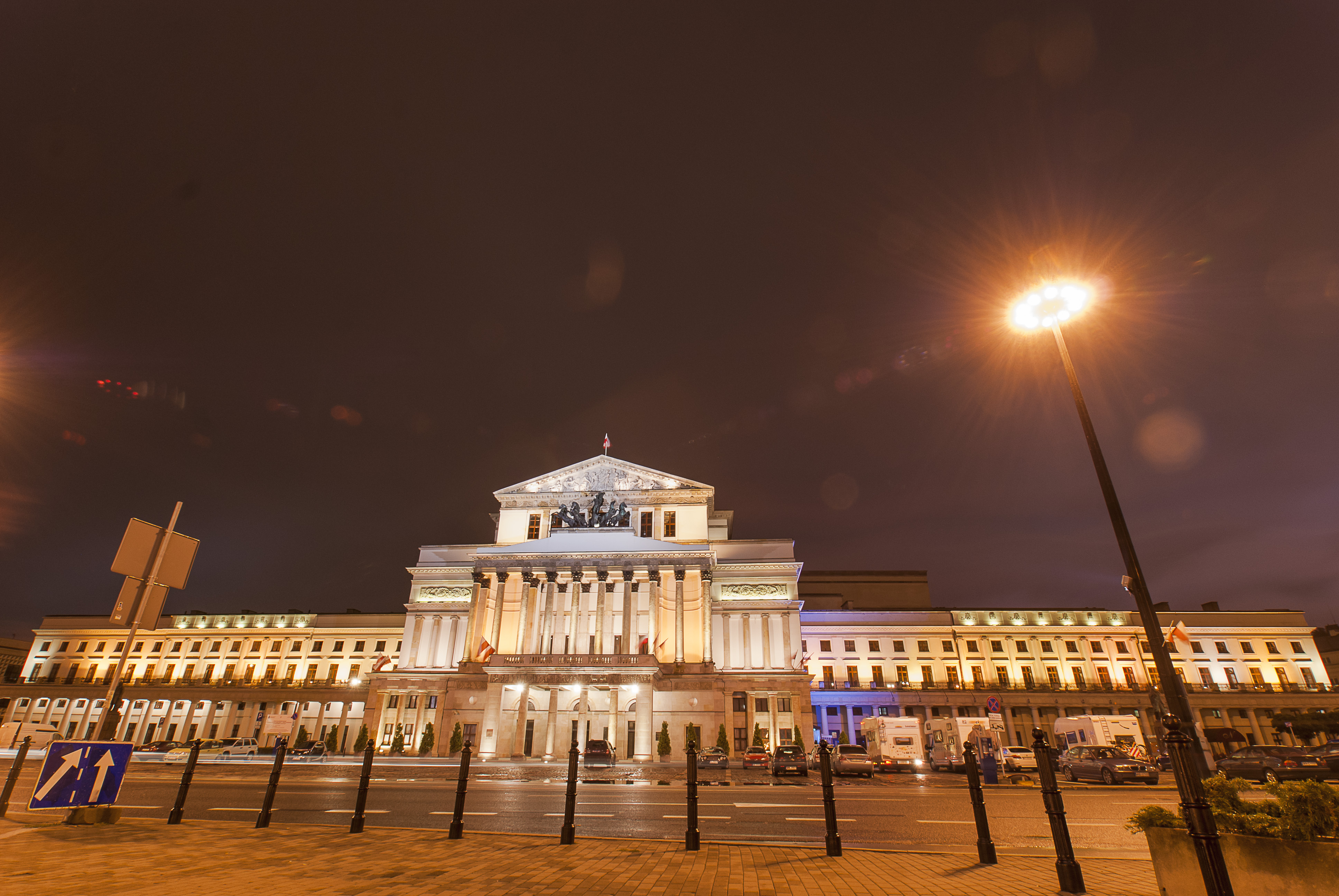
Grand Théâtre.

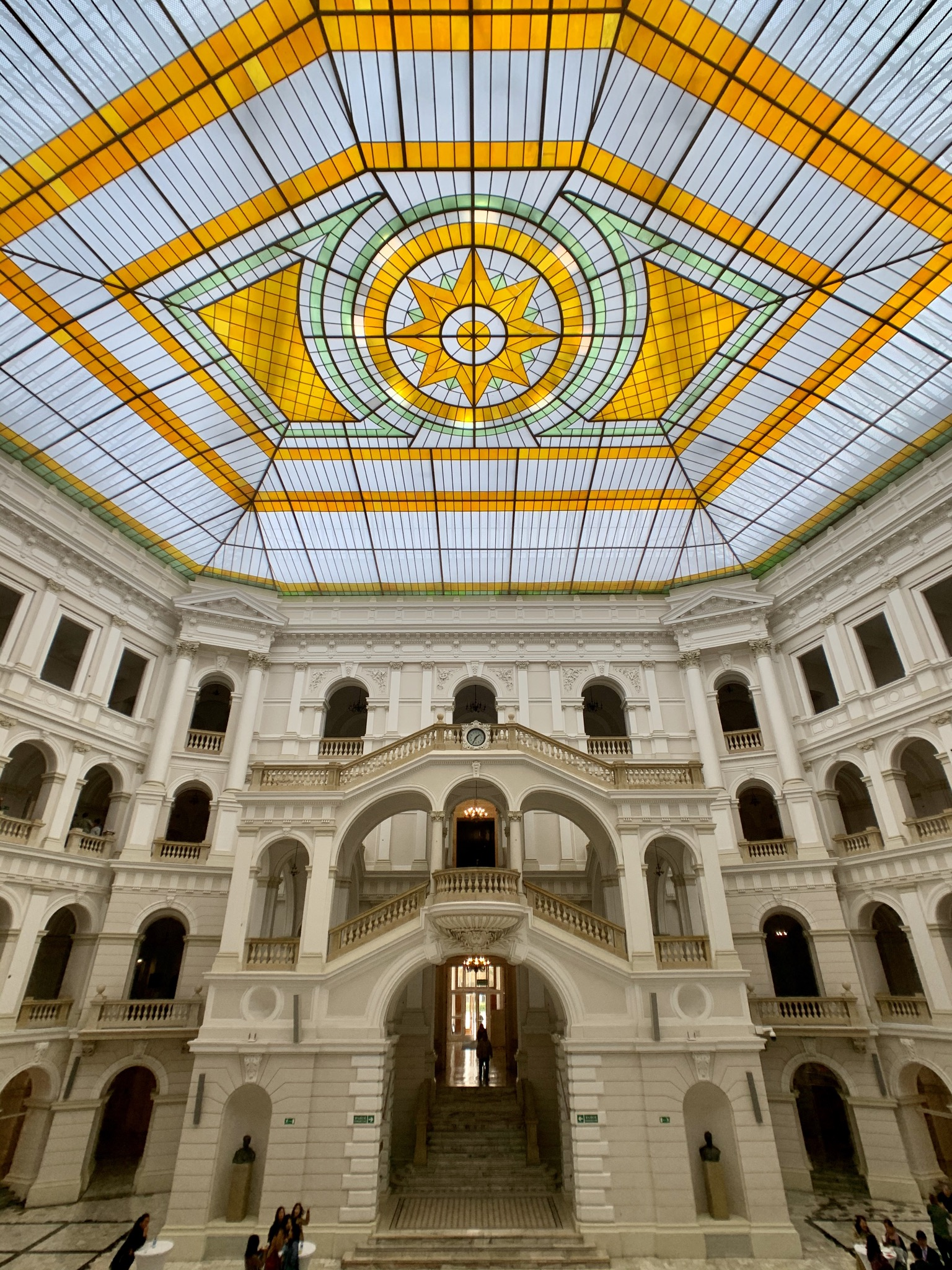
La cour de l'immeuble de l'université technique de Varsovie

Les palais, les hôtels particuliers et les églises situés pour la plupart au centre de la ville offrent une richesse de couleurs et de détails issue de presque toutes les périodes et tous les styles architecturaux présents ailleurs en Europe ; on peut y trouver notamment de remarquables exemples des styles gothique, renaissance, baroque, néo-classique et réaliste socialiste.
- L'architecture gothique est représentée par plusieurs édifices du XIVe siècle et du début du XVe siècle : les plus connus sont la cathédrale Saint Jean, de style « gothique mazovien », l’église Notre-Dame, l’hôtel Burbach[30]), la Tour de la Poudre et la Curia Maior du palais royal.
- L'Architecture de la Renaissance est représentée d’abord par l’hôtel Baryczko (1562) et les édifices appelés « le Nègre » (début du XVIIe siècle) et « Salwator » (1632), puis laisse place au maniérisme (appelé aussi Renaissance tardive) avec le palais royal (1596-1619) et l'église des Jésuites (1609-1626).
- Du début de la période baroque on trouve l'église de Sainte-Hyacinthe (1603-1639) et la Colonne de Sigismond (1644), mais c’est surtout au cours des deux dernières décennies du XVIIe siècle, particulièrement fécondes sur plan architectural, que la ville a vu fleurir les plus beaux témoignages baroques : citons le palais Krasiński (1677-1683), le palais de Wilanów (1677-1696) et l'église de Saint-Casimir (1688-1692).
- Le mouvement rococo est également présent avec le palais Czapski (1712-1721), le palais des Quatre Vents (1730) et l'église des Visitandines (façade de 1728 à 1761).
- Le courant néo-classique inspire le Palais sur l'eau (1775-1795, situé dans le parc Łazienki), Królikarnia (Mokotów, 1782-1786), l'église des Carmélites (façade de 1761 à 1783), l'église luthérienne de la Sainte-Trinité (1777-1782), puis à la faveur de la croissance économique des premières années du royaume du Congrès, le renouveau néo-classique bouleverse la ville : les plus remarquables témoignages de cette époque sont le Grand Théâtre (1825-1833), l'église réformée de Varsovie (1880) et les bâtiments situés Place de la Banque (1825-1828).

Des exemples exceptionnels de l'architecture dite « bourgeoise » des périodes suivantes n'ont pas été restaurés par les autorités communistes après la guerre (comme le palais Kronenberg ou l'immeuble de la compagnie d'assurance «Rosja») ou bien ils ont été reconstruits dans le style du réalisme socialiste (comme le bâtiment de la Philharmonie de Varsovie, initialement inspiré par le palais Garnier à Paris). Parmi les immeubles du XIXe siècle qui ont été préservés, le bâtiment de l'université technique de Varsovie (1899-1902) est sans doute le plus intéressant. Quelques bâtiments ont également été restaurés dans les arrondissements de Praga-Nord et Praga-Sud (sur la rive droite de la Vistule), et la municipalité a décidé de reconstruire le palais de Brühl et le palais de Saxe, considérés comme les bâtiments les plus distinctifs de Varsovie d'avant-guerre.
Parmi les exemples notables de l'architecture de la seconde moitié du XXe siècle, on peut citer le gigantesque Palais de la culture et de la science (1952-1955) et la place de la Constitution, avec leur architecture monumentale de style réaliste socialiste. Comme dans tous les pays ex-communistes, le paysage est dominé par des blocs d'appartements massifs construits entre 1960 et 1985.
- L'architecture moderne à Varsovie est représentée notamment par le Metropolitan Building, construit Place Piłsudski par l’architecte Norman Foster[35], la bibliothèque de l'université de Varsovie (BUW), disposant d'un jardin sur le toit offrant une vue panoramique sur la Vistule (construite par Marek Budzyński et Zbigniew Badowski), le gratte-ciel appelé Rondo 1, bâtiment conçu par Skidmore, Owings and Merrill, les Terrasses d'or, centre commercial composé de sept dômes de verre, etc.
- Tours de grande hauteur :

La hauteur indiquée est mesurée à partir du niveau de la plus basse entrée piétonne jusqu'au sommet architectural du bâtiment ; elle inclut les flèches, mais elle ne comprend pas les antennes, la signalisation, les mâts de drapeau ou autres équipements fonctionnels et techniques. Cette mesure est utilisée par le Council on Tall Buildings and Urban Habitat (CTBUH) pour établir le classement des bâtiments les plus élevés du monde.
1. Varso Tower — 310 m (2022)
2. Palais de la Culture et de la Science — 230 m (1955)
3. Warsaw Spire — 220 m (2016)
4. Warsaw Trade Tower — 208 m (1999)
5. Warsaw Unit — 203 m (2021)
6. Skyliner — 195 m (2021)
7. Złota 44 - 192 m (2016)
8. Generation Park I - 180 (2020)
9. Intercontinental Varsovie — 164 m (2004)
10. Cosmopolitan Twarda 2/4 — 160 m (2013)

Tours de Varsovie
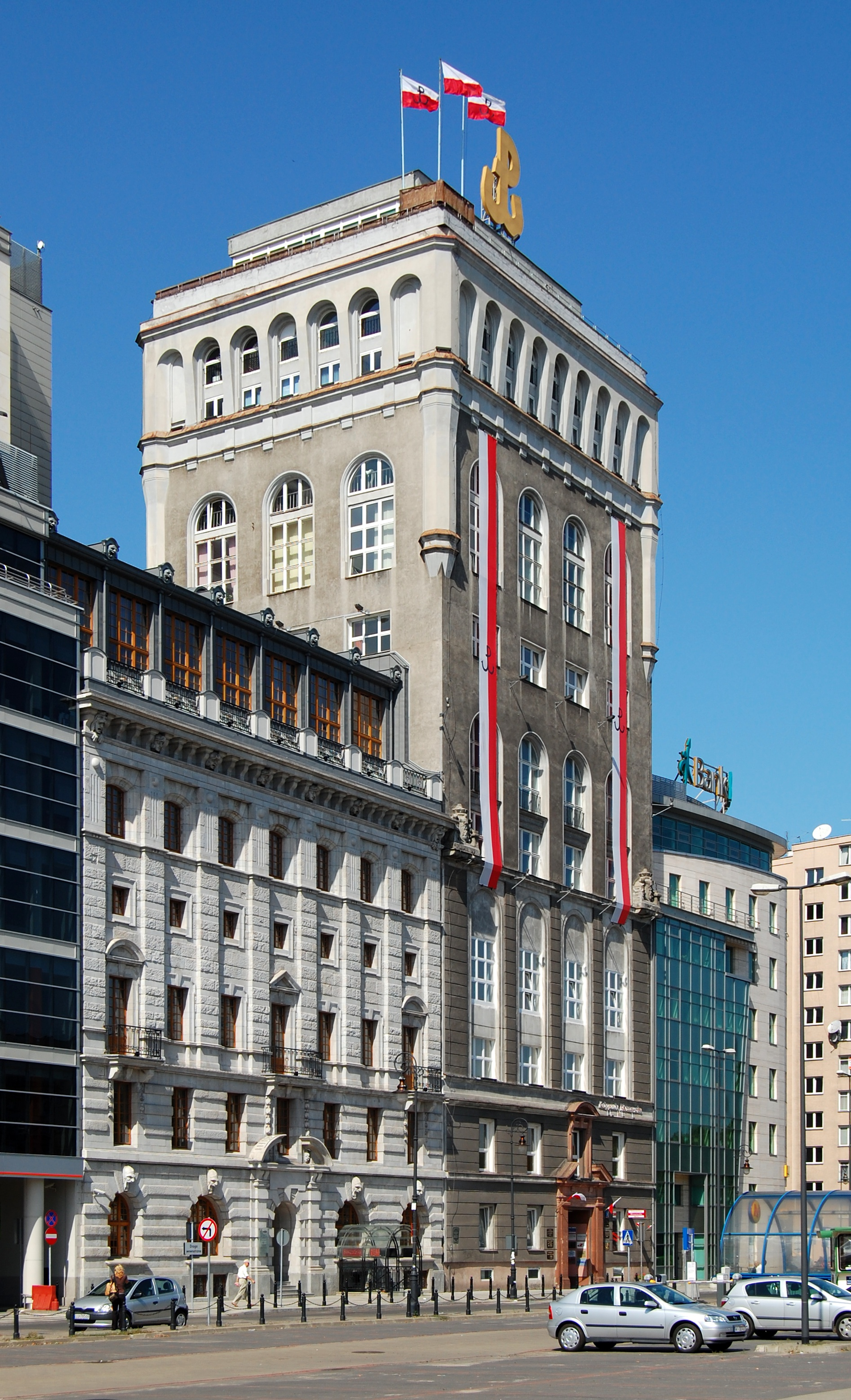
PAST, La plus vieille tour de Varsovie.
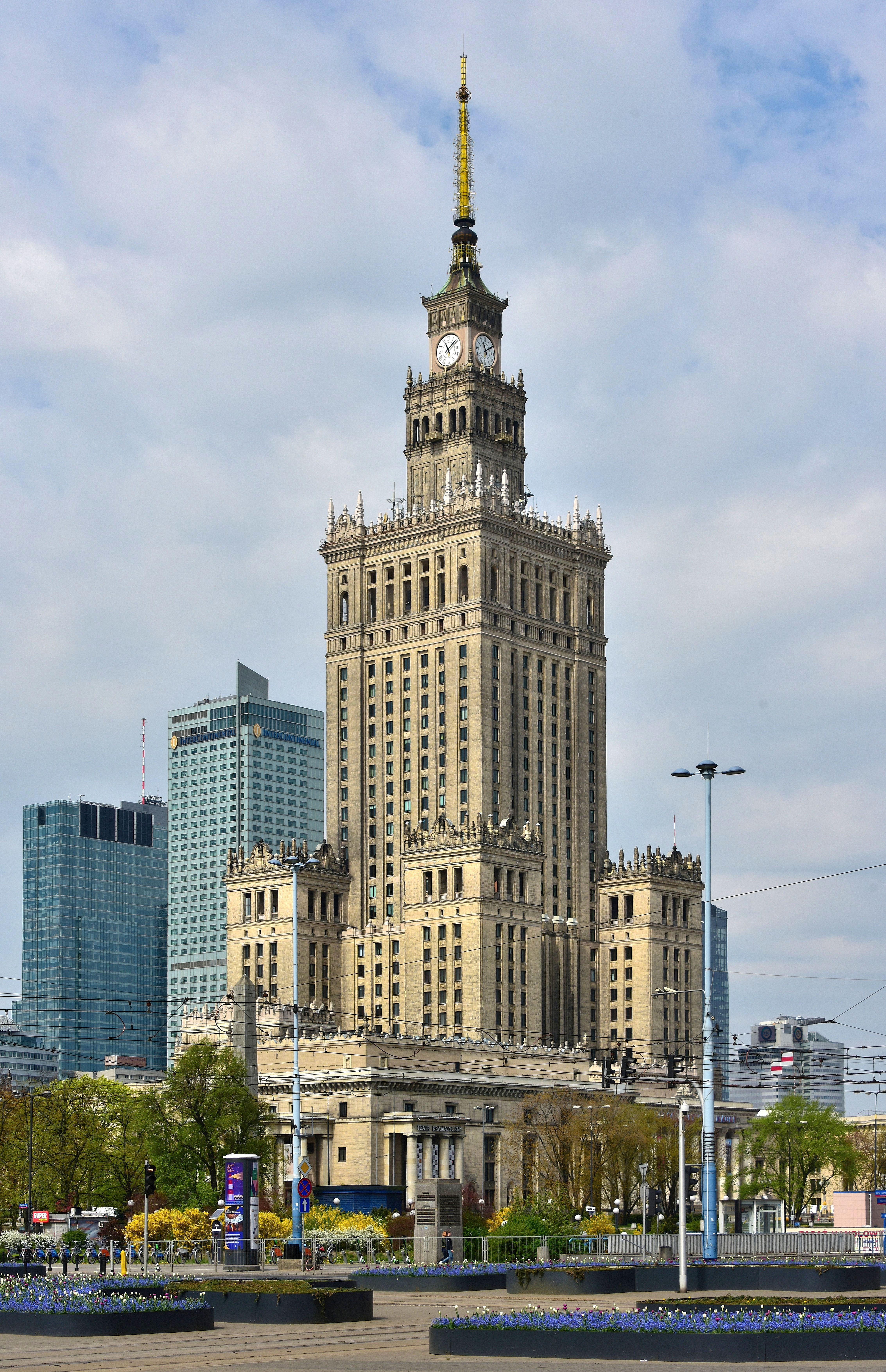
Palais de la Culture et de la Science
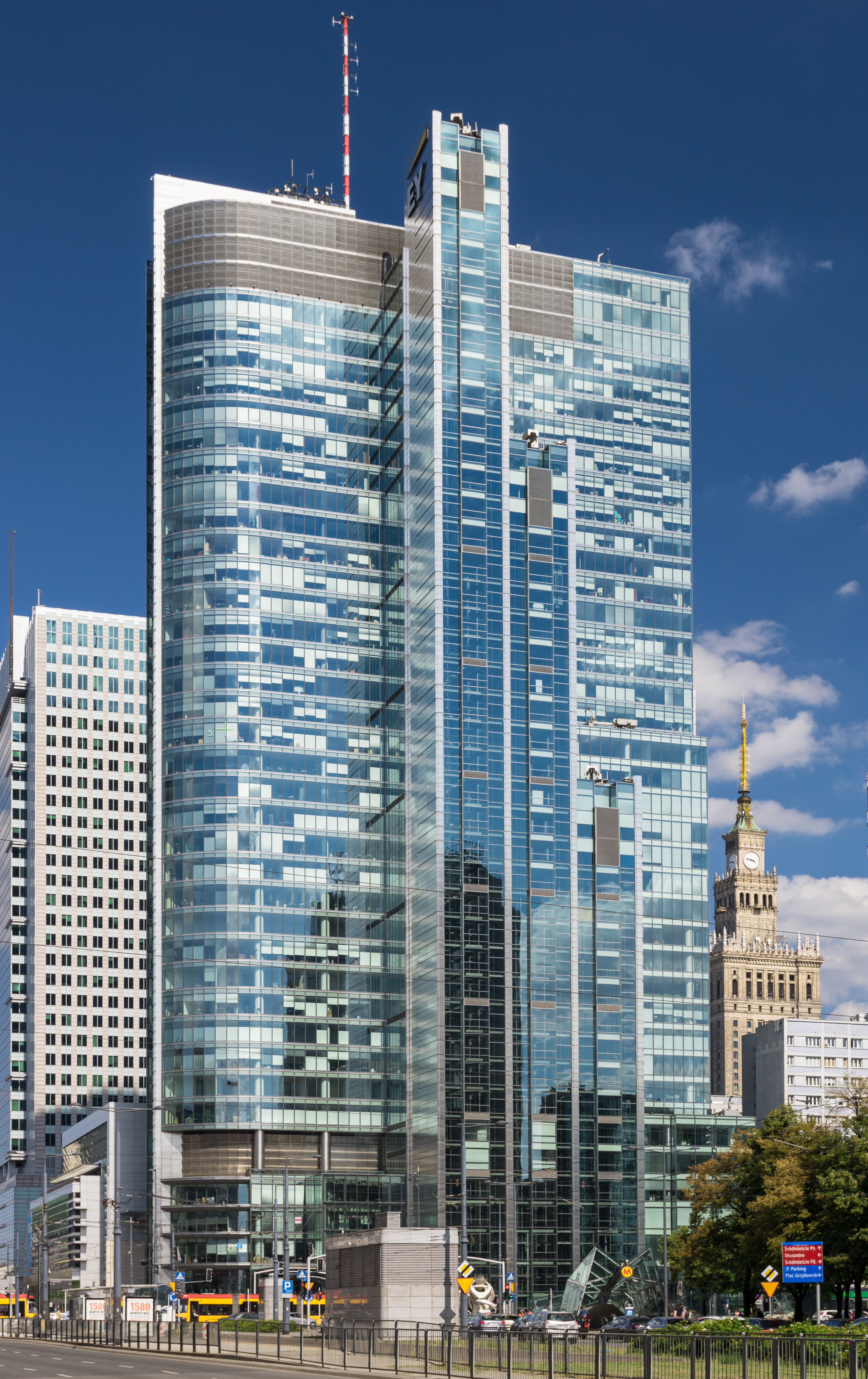
Rondo 1
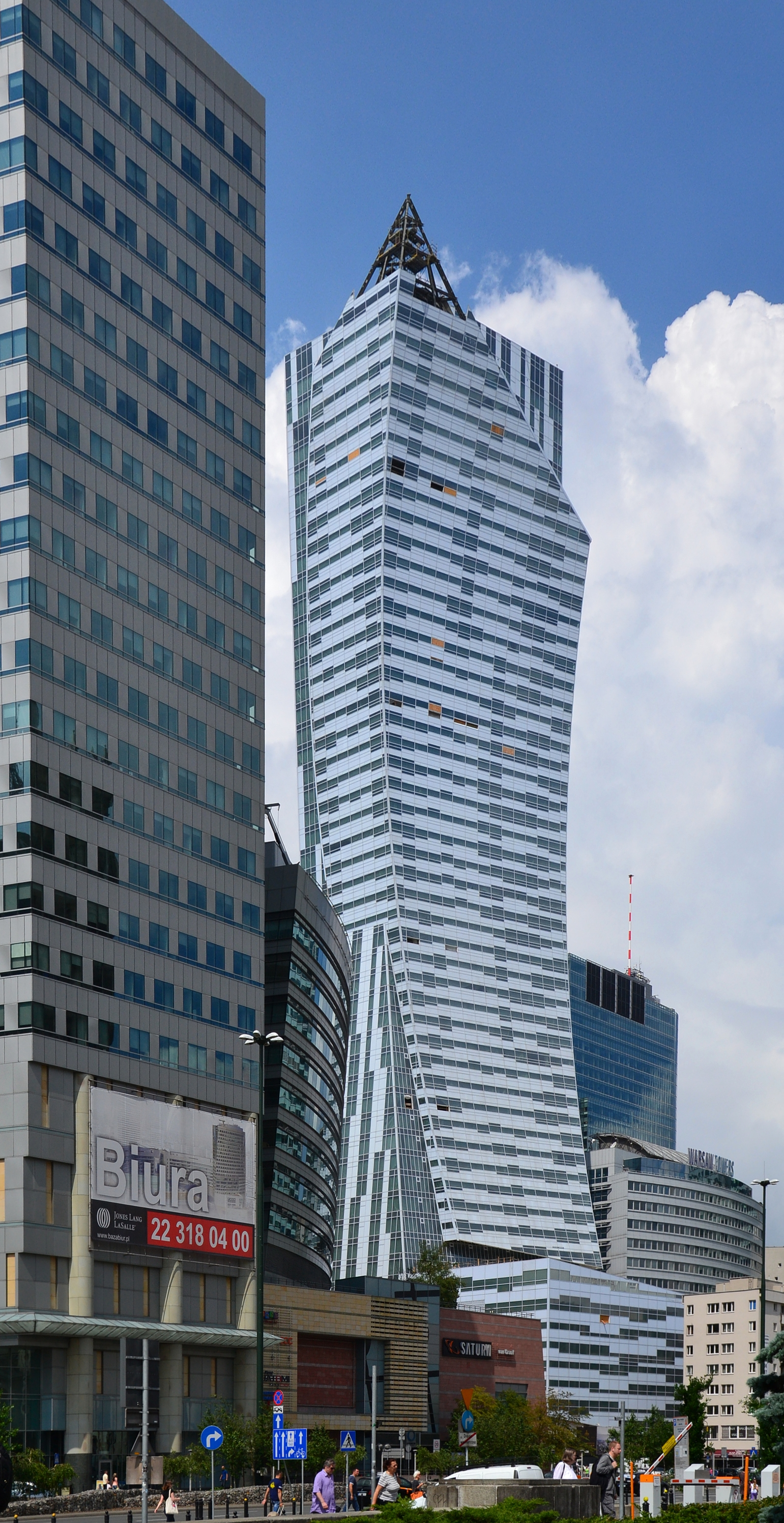
Złota 44
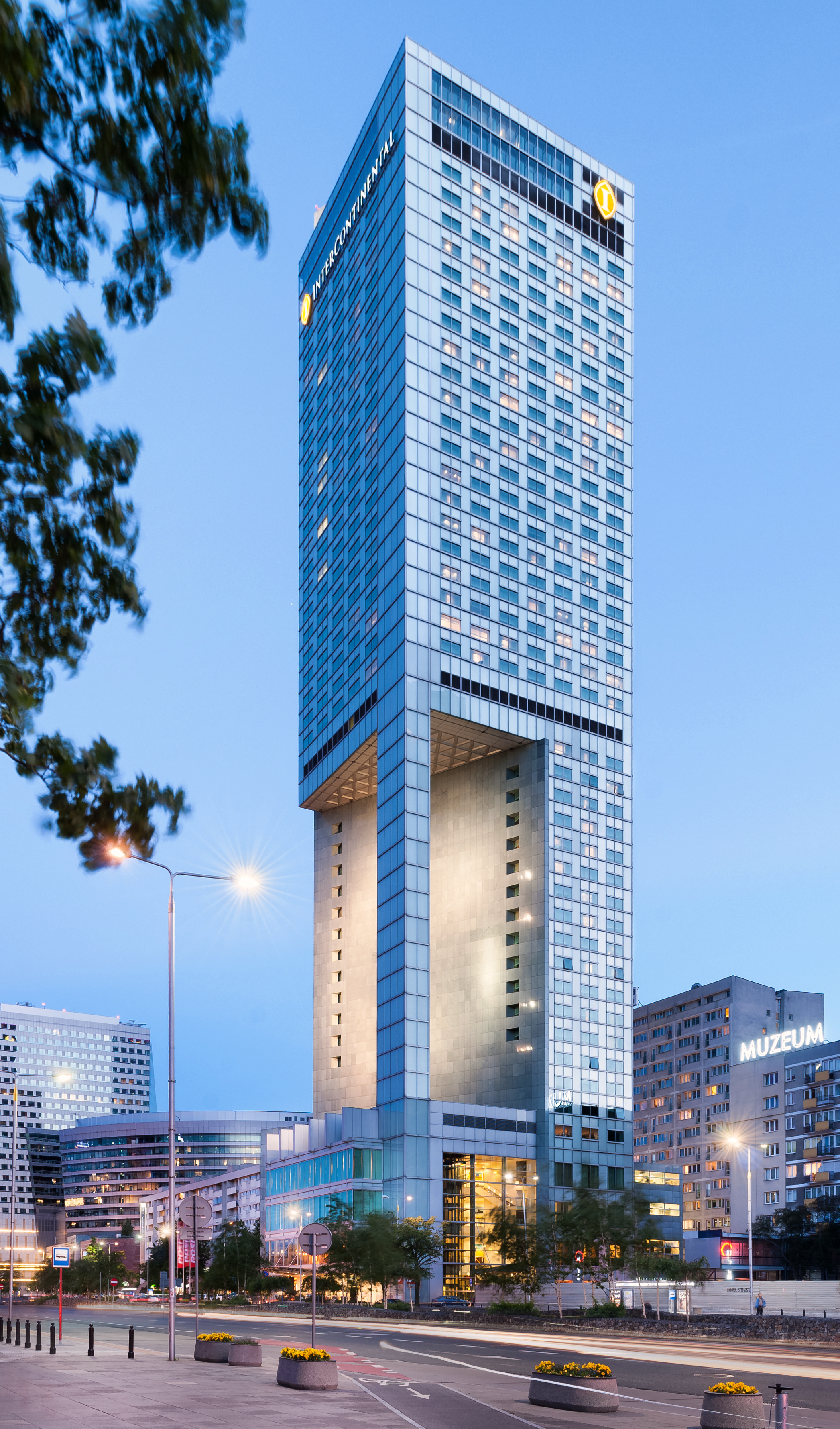
InterContinental Varsovie
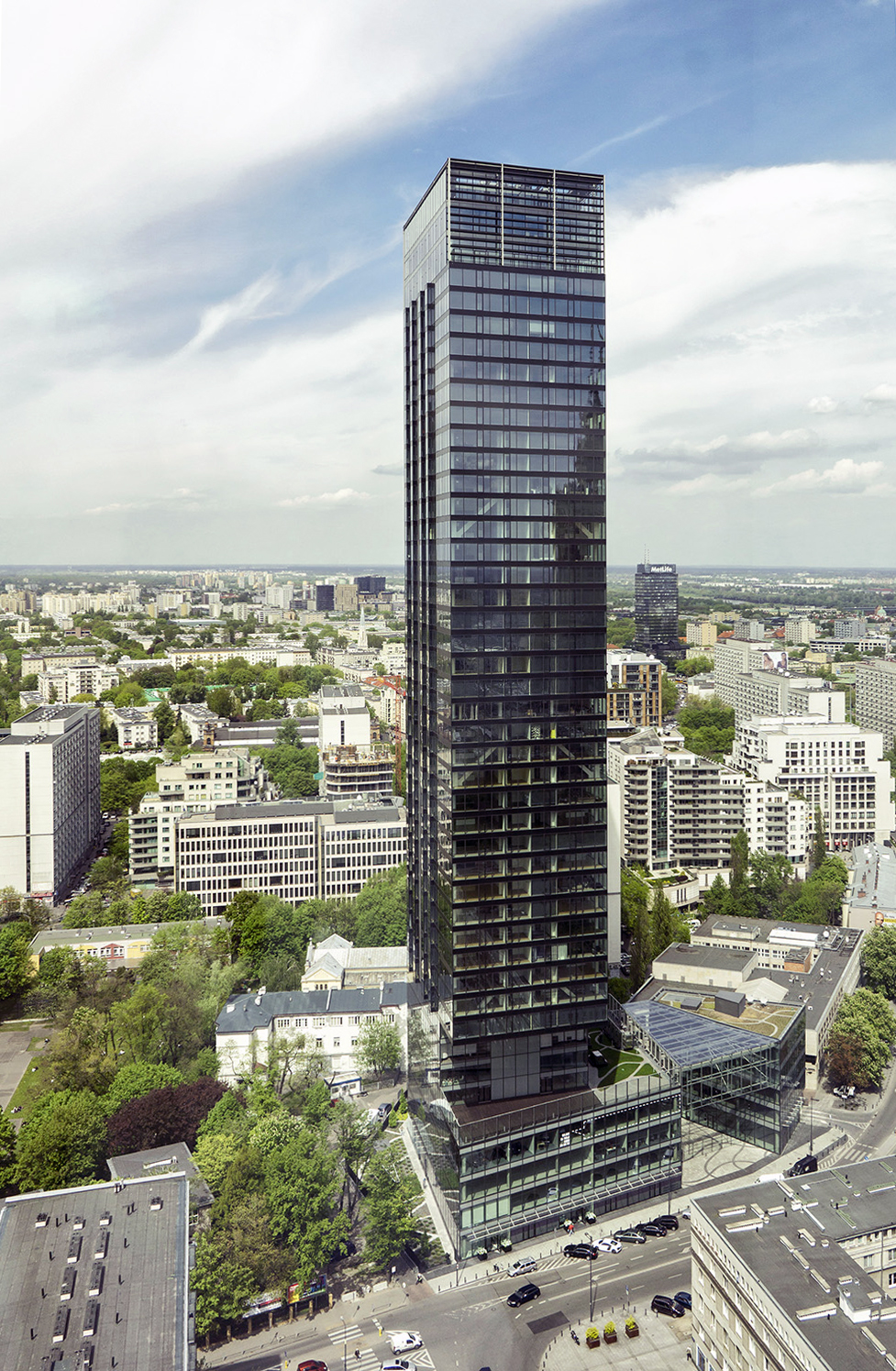
Cosmopolitan Twarda 2/4
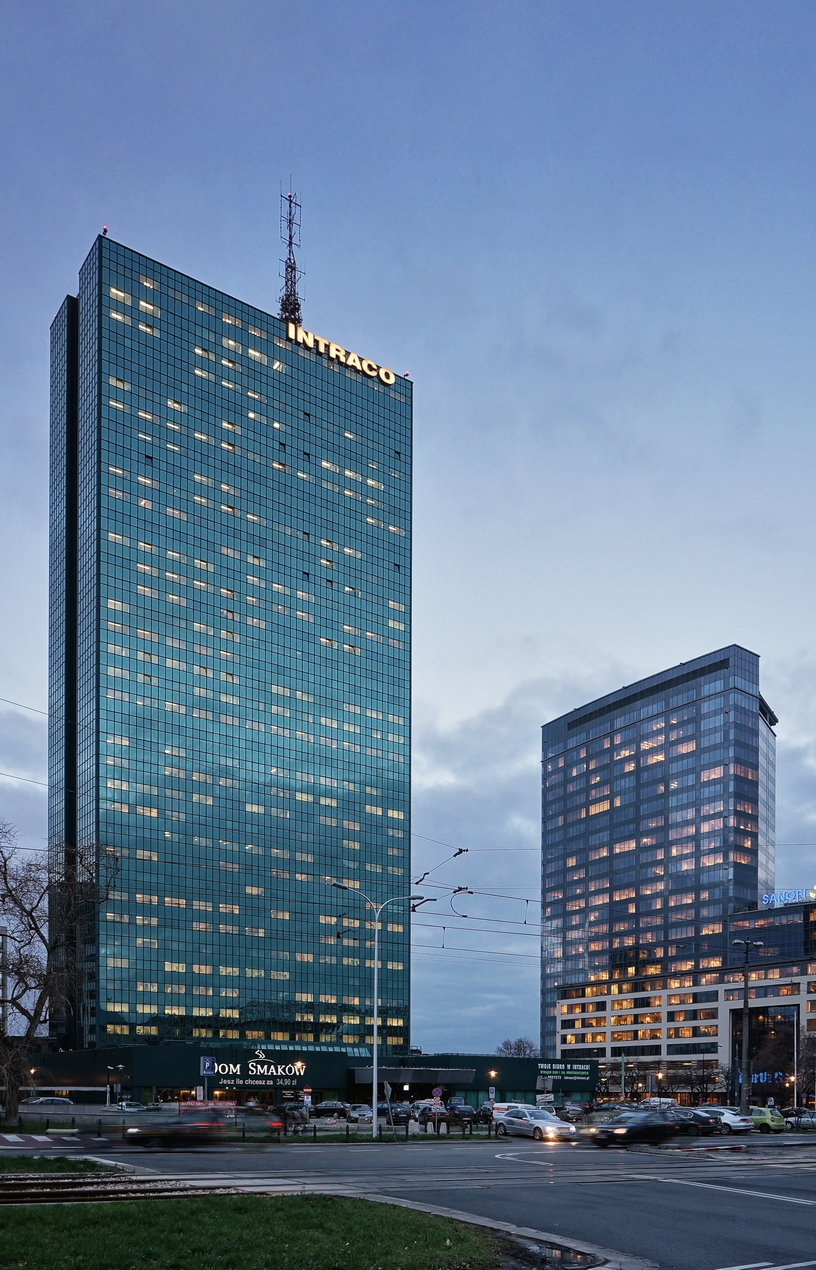
Intraco I
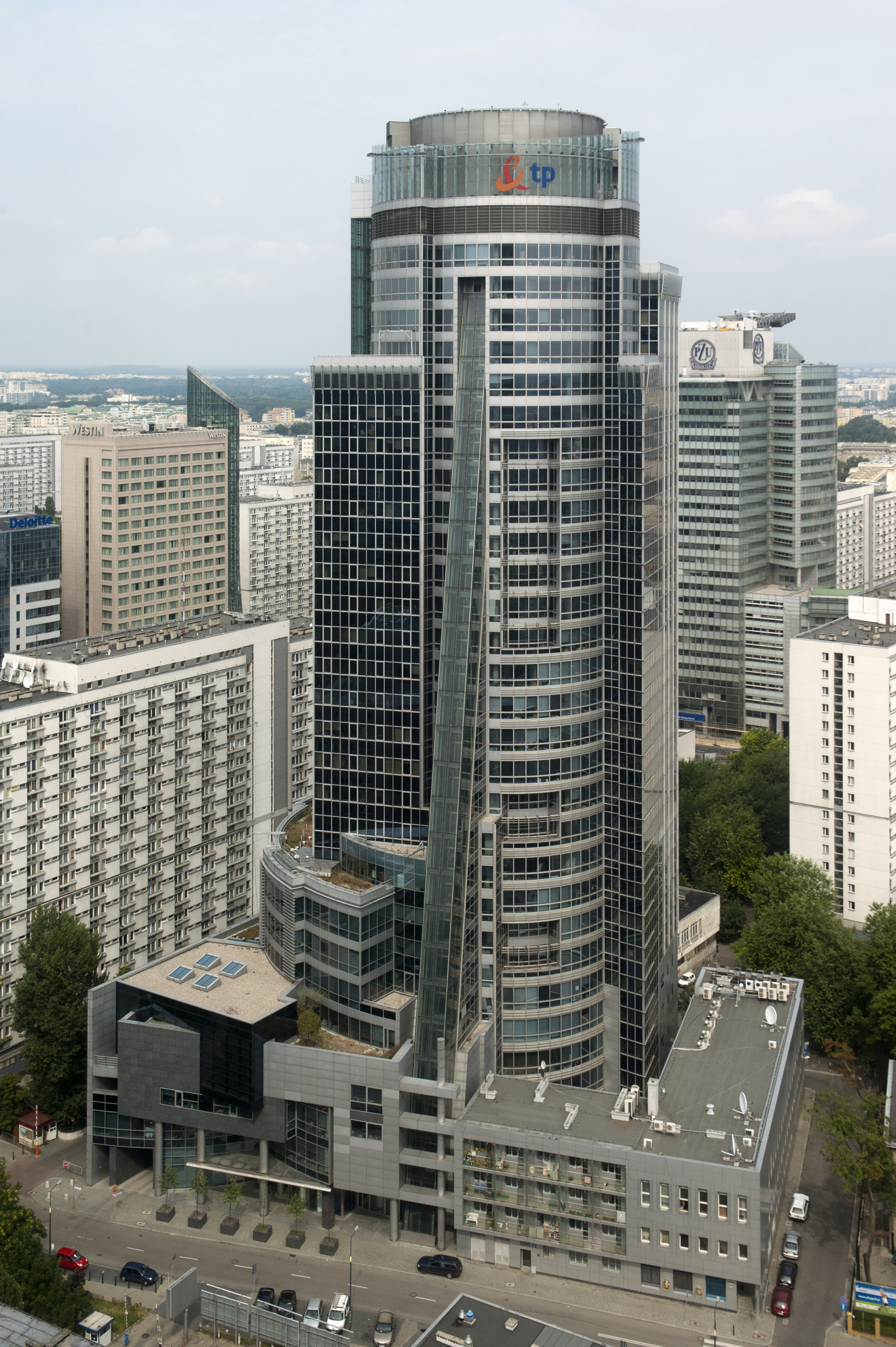
Spektrum Tower
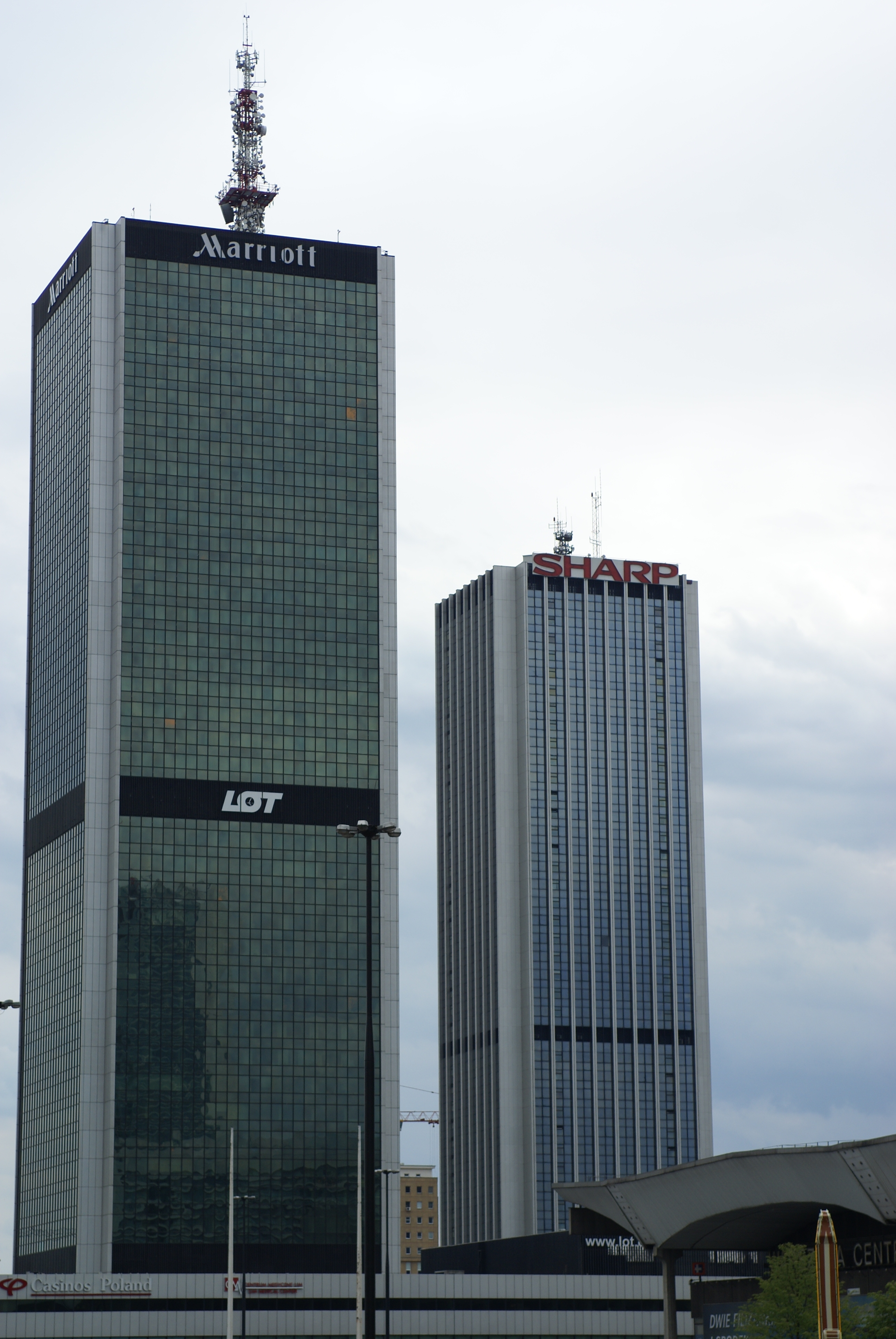
Hotel Marriott et Oxford Tower
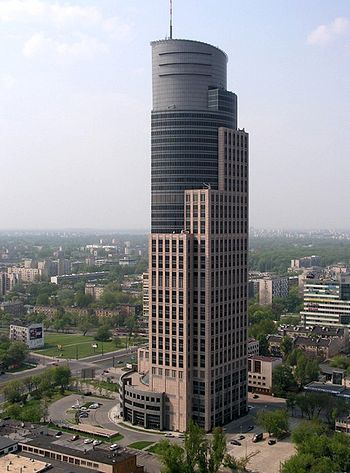
Warsaw Trade Tower
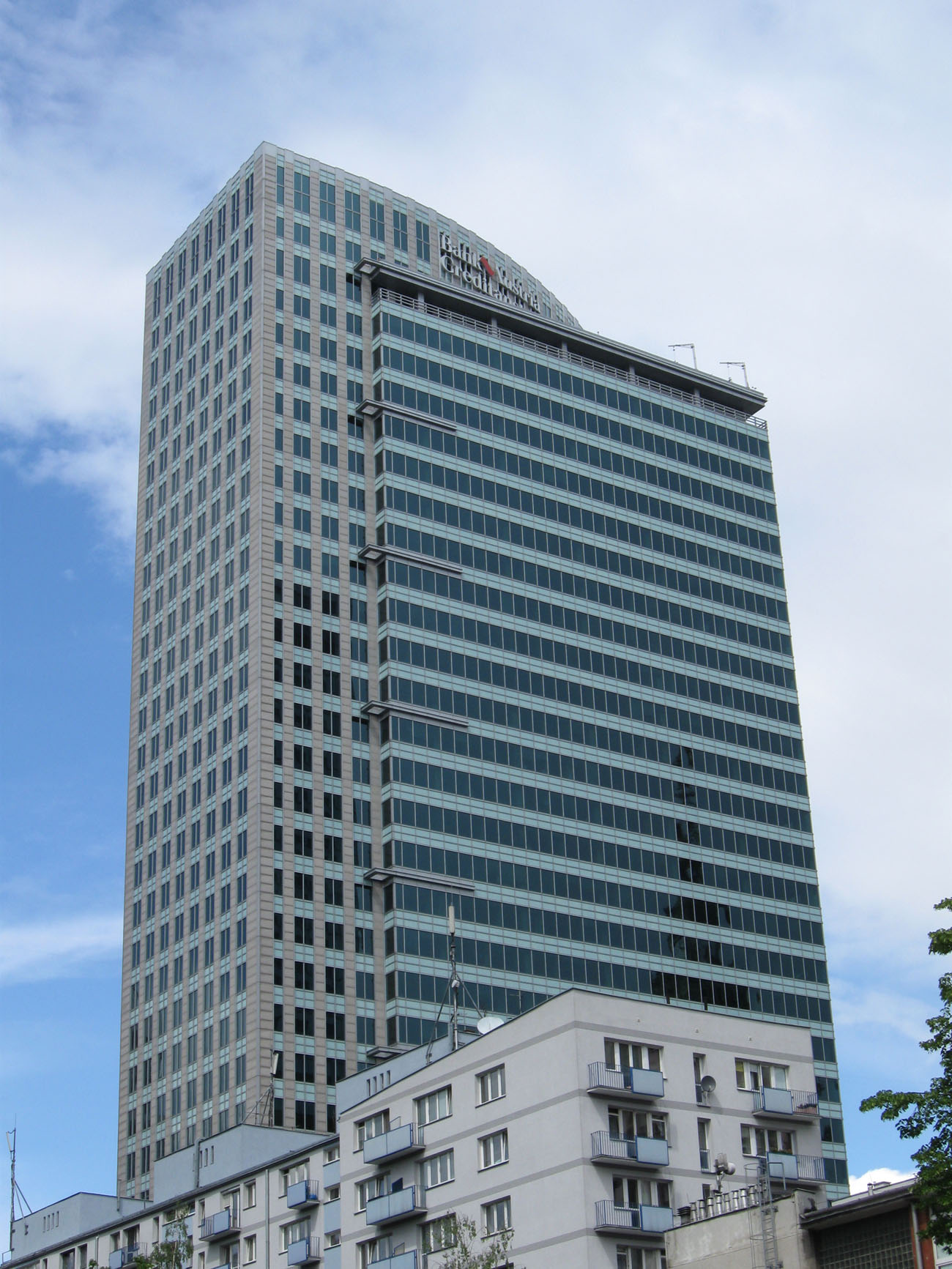
Warsaw Financial Center
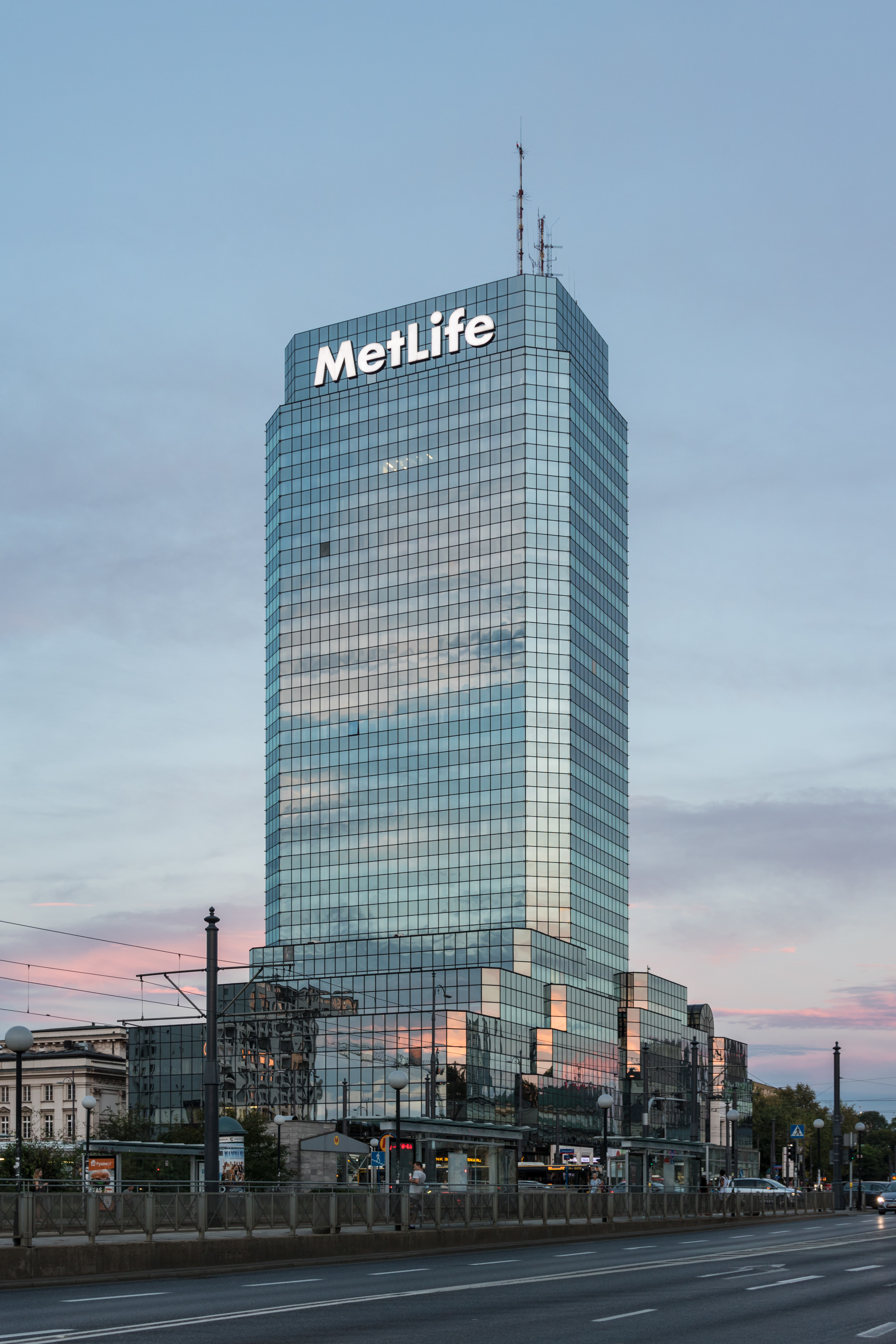
Błękitny Wieżowiec
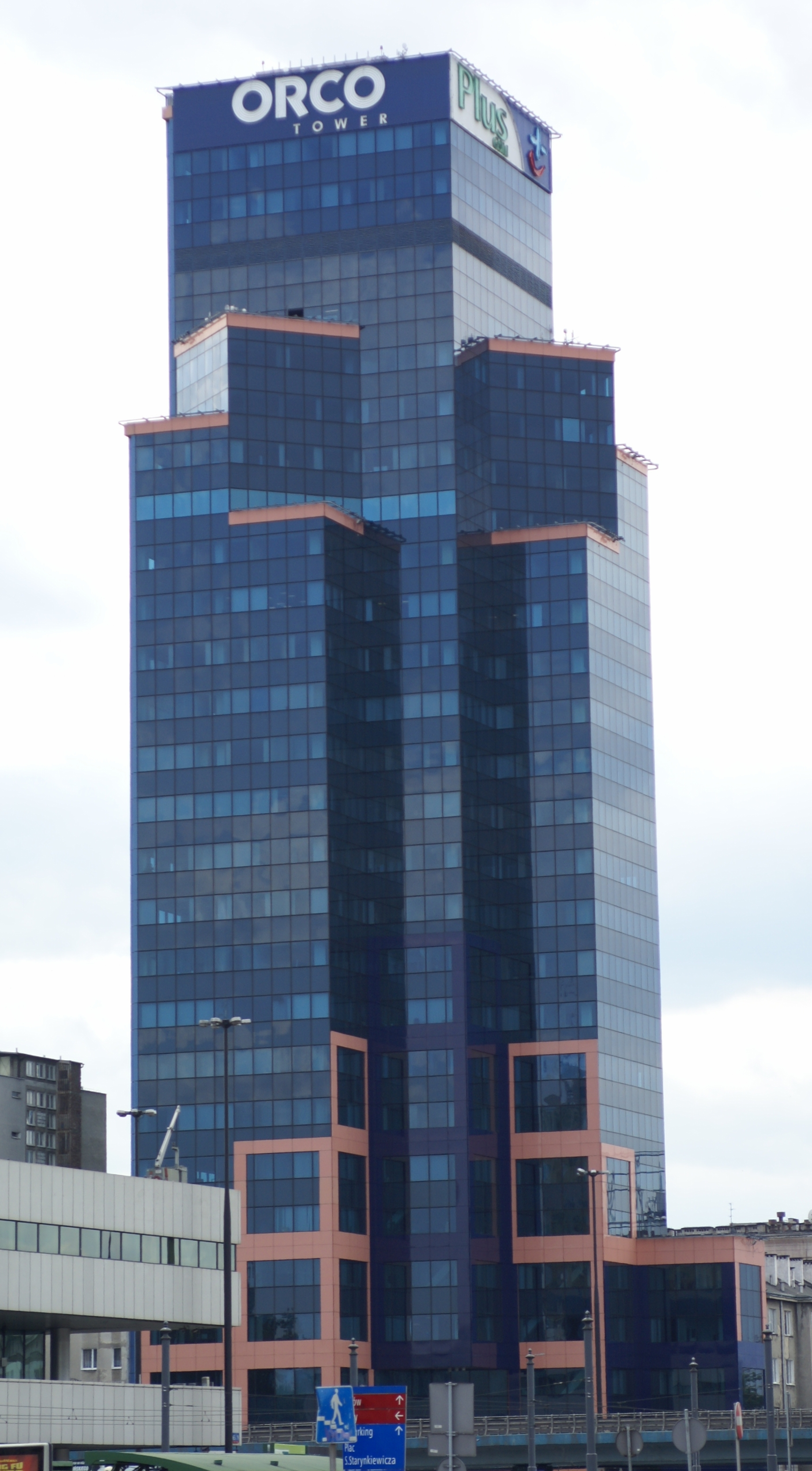
Orco Tower
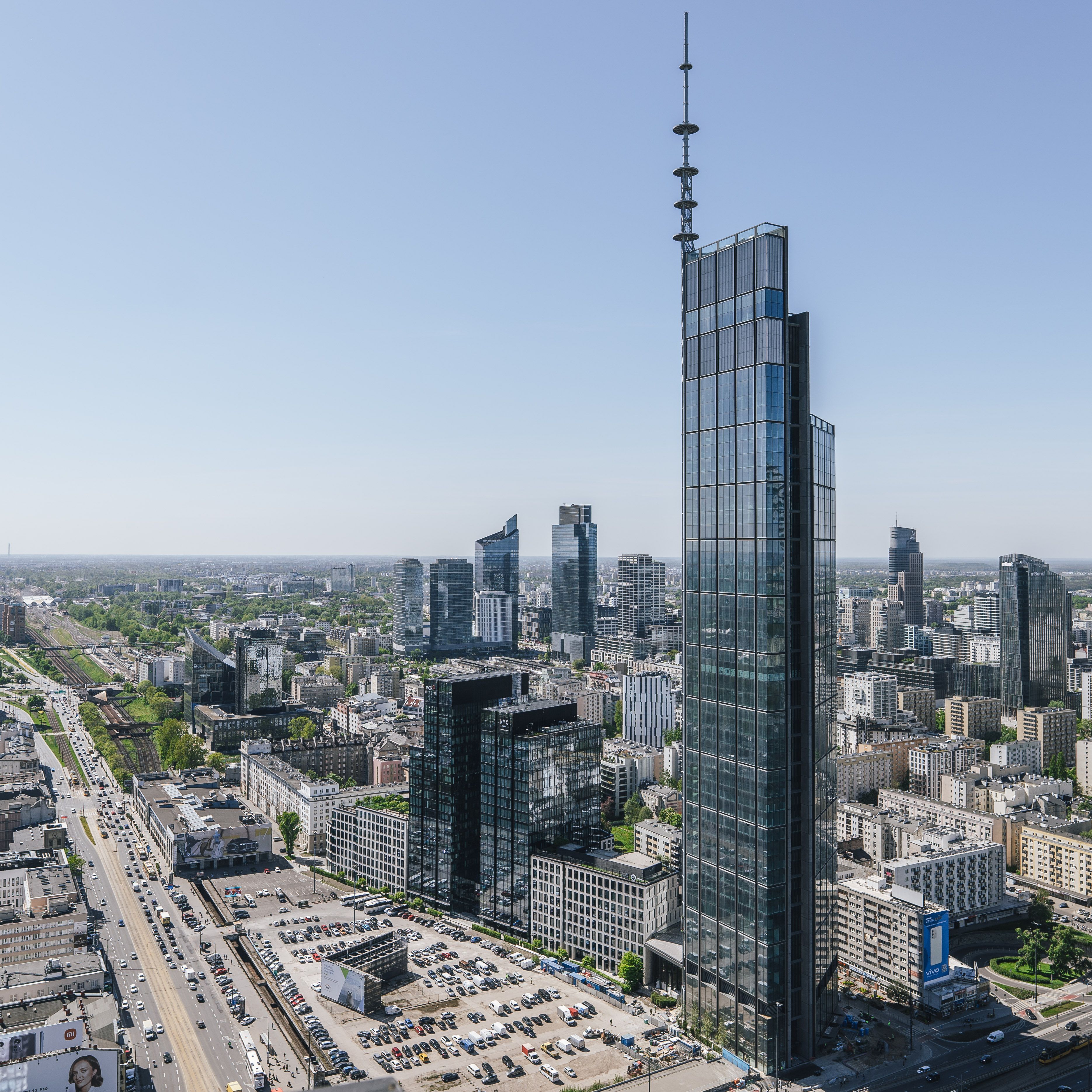
Varso Tower
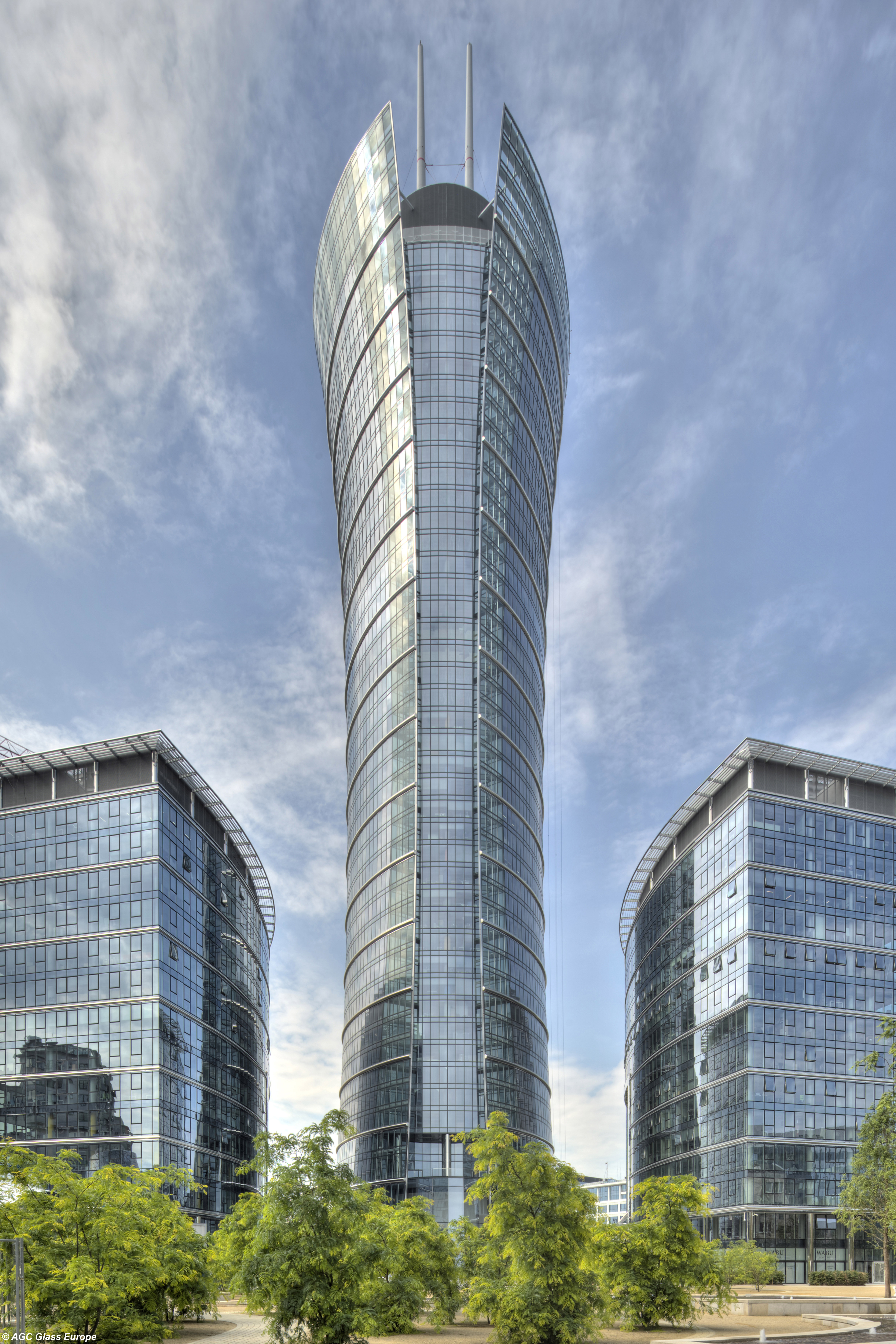
Warsaw Spire
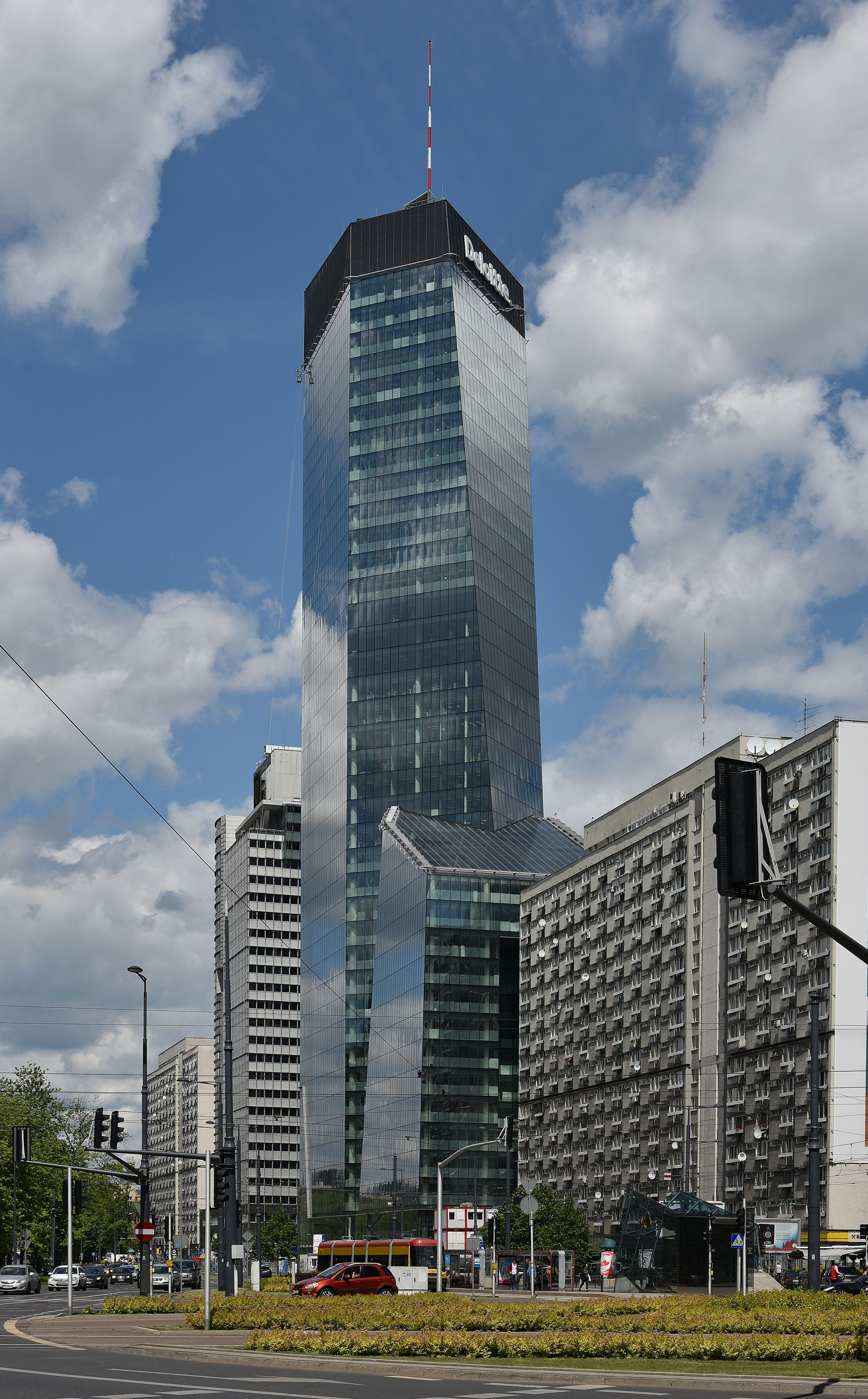
Q22
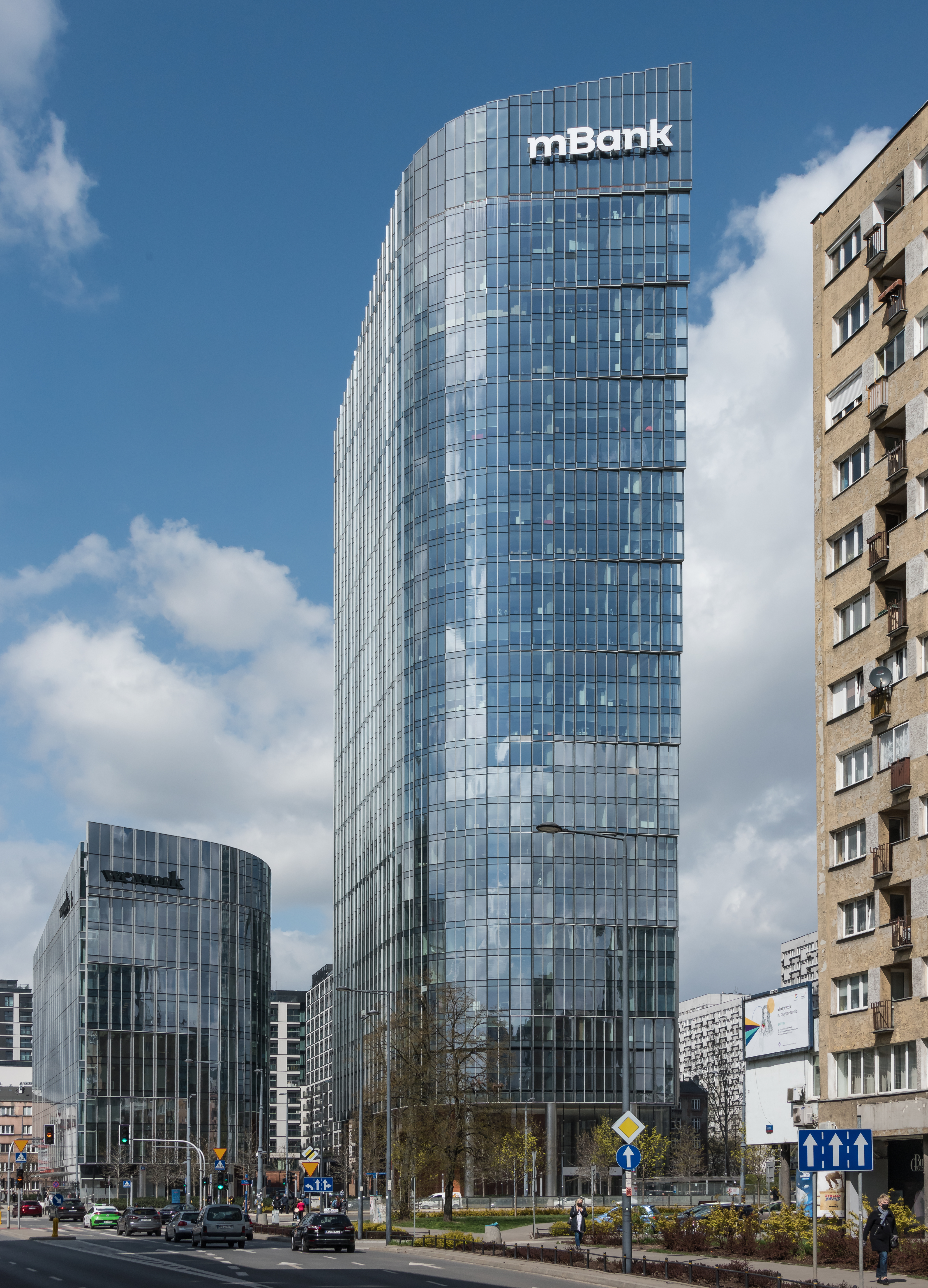
Mennica Legacy Tower
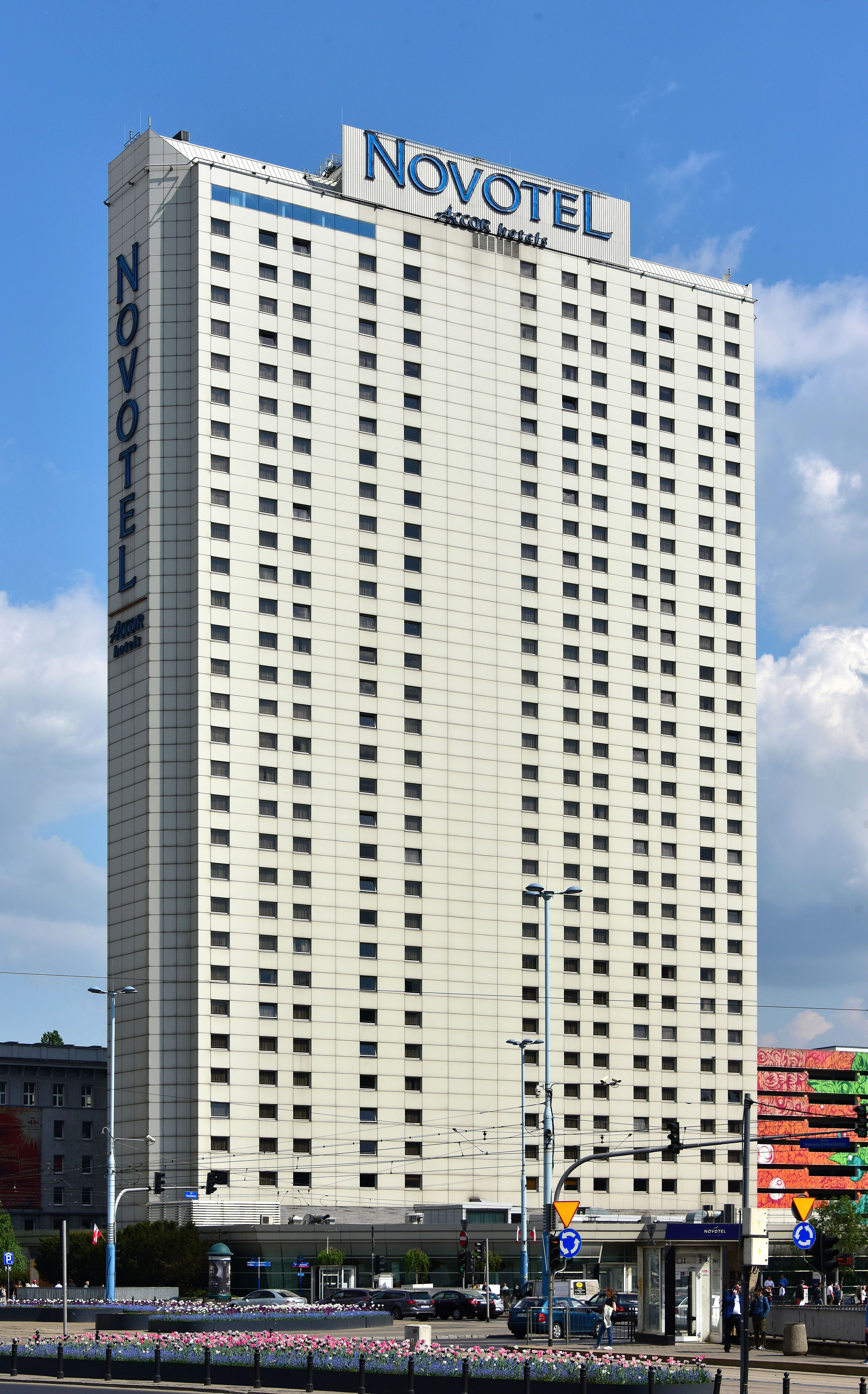
Novotel Warszawa Centrum

### Quartiers historiques

#### Voie royale de Varsovie

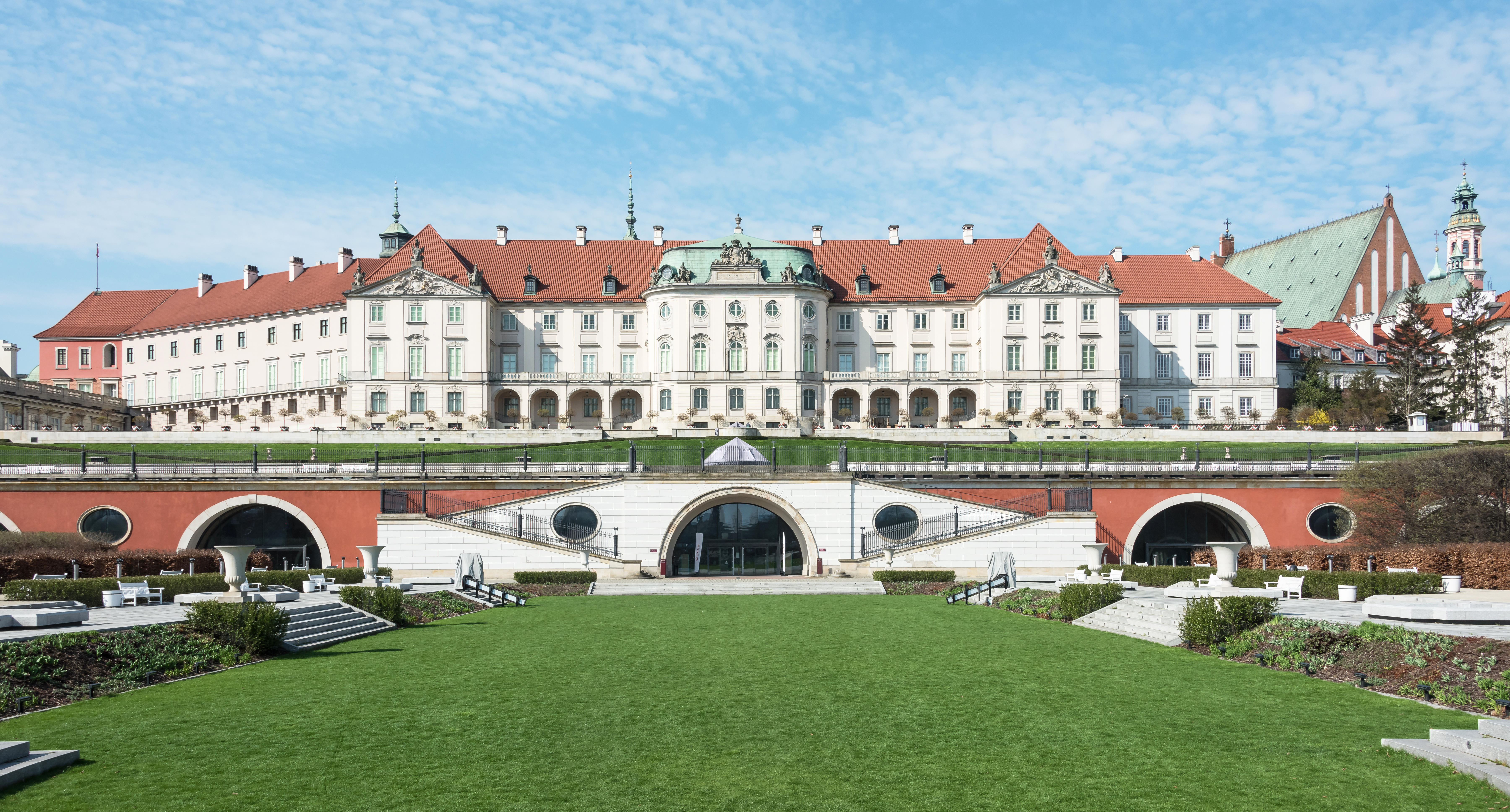
Palais royal.

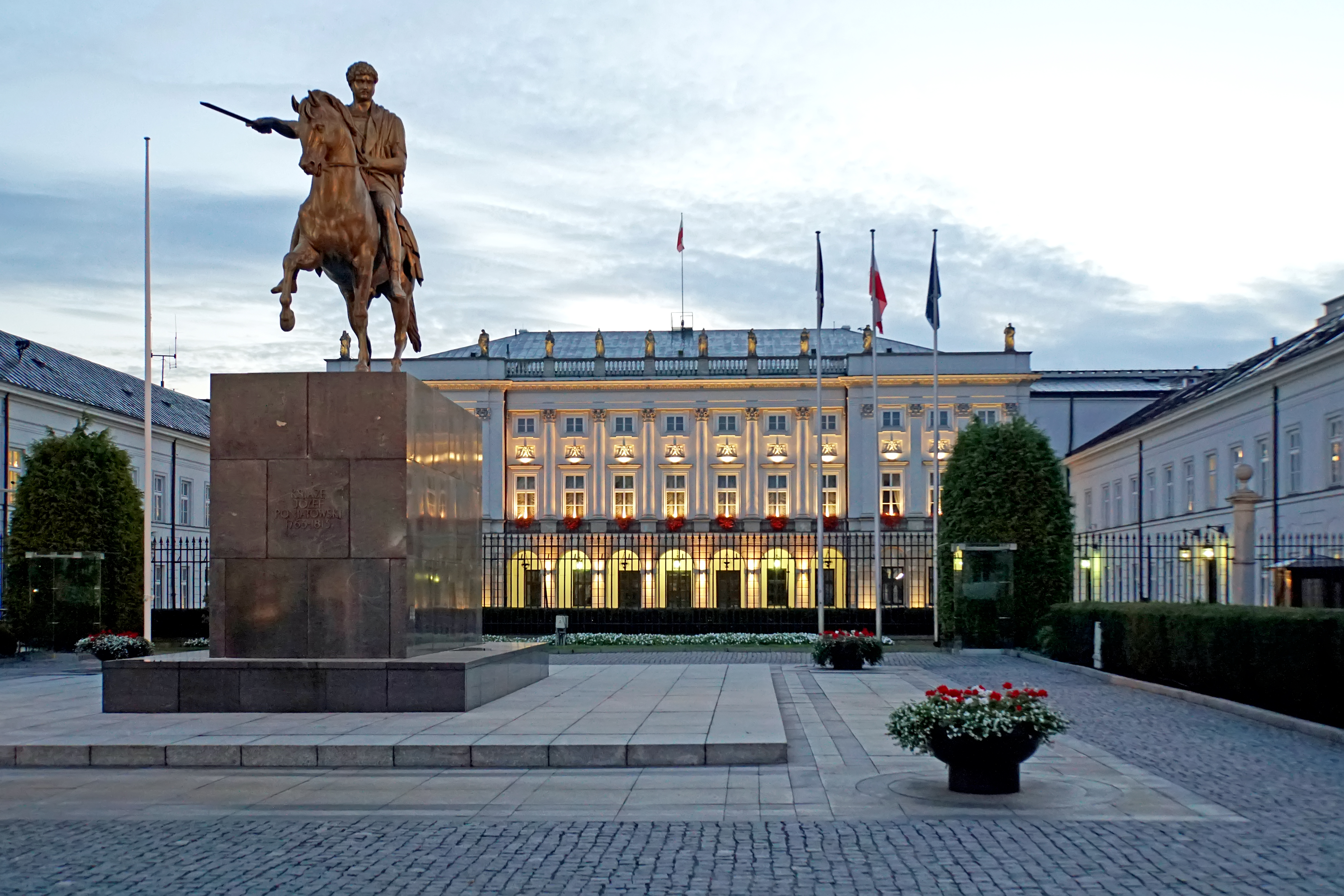
Voie royale de Varsovie : Palais présidentiel.

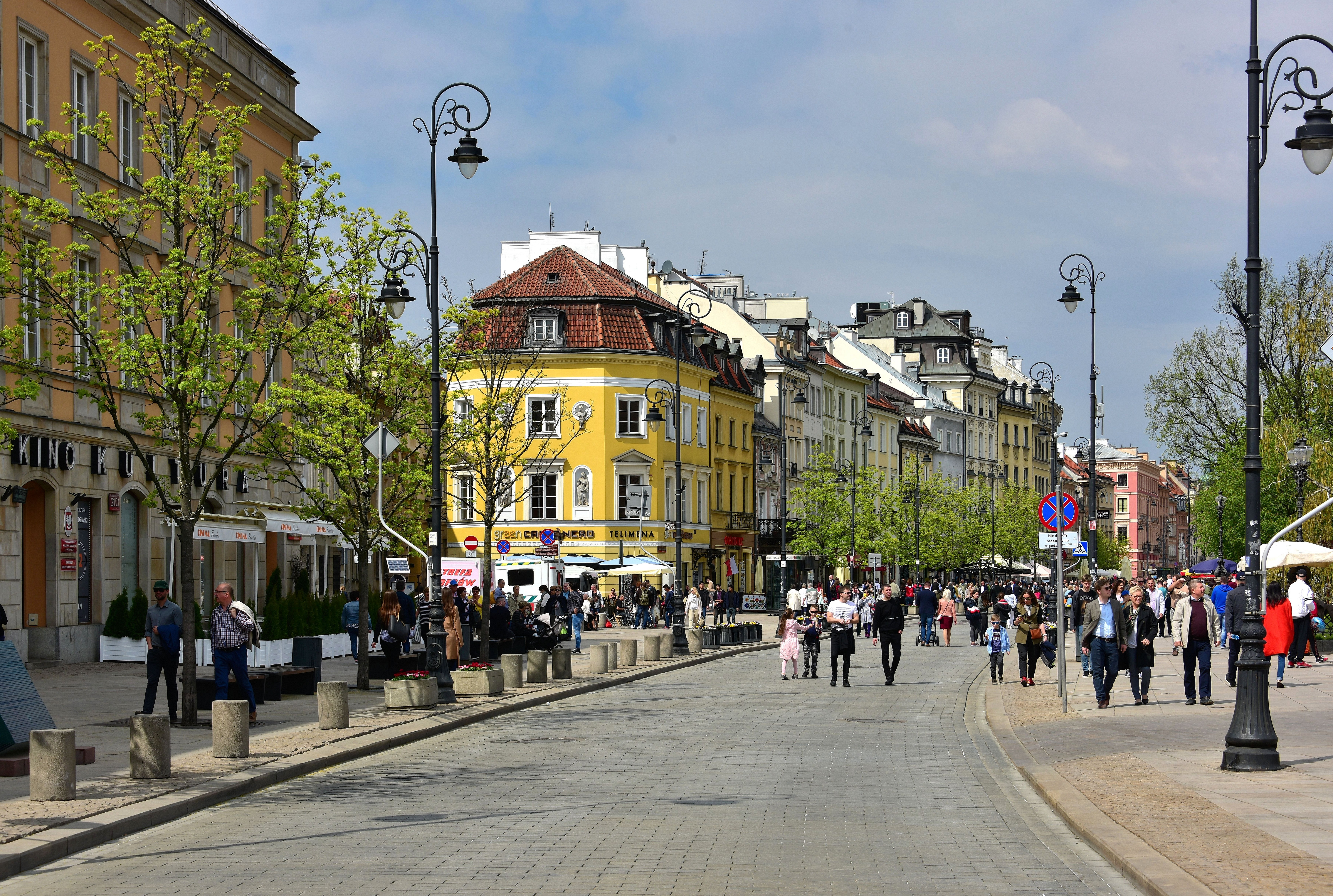
Voie royale de Varsovie : rue Krakowskie Przedmieście (faubourg de Cracovie).

Trakt Królewski (en français : Voie royale) est la promenade la plus célèbre et plus prestigieuse de la capitale. Depuis le XVIe siècle elle a été utilisée par les rois de Pologne pour se déplacer de leur résidence officielle du palais royal, située à l’entrée de la vieille ville, jusqu’à leur résidence d’été du palais de Wilanów, à l'époque située à l’extérieur de la ville. Désormais toute la Voie est incluse dans le périmètre de la ville ; elle sert principalement d’axe touristique et commercial et passe par différentes rues et avenues qui se succèdent. Sur son parcours on trouve de nombreux édifices représentatifs des différentes périodes de l’histoire de la ville.
La Voie royale s’étend sur environ 10 km. Les rues et les places qu’elle traverse sont (du nord au sud) la Plac Zamkowy (Place du Château), qui fait face au palais royal, résidence officielle des rois de Pologne à Varsovie ; la Krakowskie Przedmieście (Faubourg de Cracovie), rue le long de laquelle furent construits la plupart des hôtels particuliers de la noblesse ; la Ulica Nowy Świat (Rue Nouveau Monde) principale artère commerciale et touristique (boutiques de luxe, restaurants…) ; la Plac Trzech Krzyży (Place des Trois Croix) ; la Aleje Ujazdowskie (Avenue Ujazdów) où l'on peut voir le château d'Ujazdów et le parc Łazienki, le plus grand (76 ha) et le plus célèbre de la ville ; la Ulica Belwederska (Rue du Belvédère) où se trouve le palais du Belvédère, actuelle résidence du président de la République ; la Ulica Jana III Sobieskiego (Rue Jean III Sobieski) et enfin la Aleje Wilanowska (Avenue de Wilanów) où se situe le palais de Wilanów, résidence royale d’été de Jean III Sobieski et d'Auguste II, avec ses jardins à la française.

#### Autres lieux
- Vieille ville de Varsovie : entièrement reconstruite après la Seconde Guerre mondiale, elle s'organise autour du Rynek Starego Miasta (place de la Vieille ville) et conduit à la Plac Zamkowy (place du Château)
- Rynek Nowego Miasta (place de la Nouvelle ville)
- Plac Teatralny (place du Théâtre) : de grandes bâtisses dans le style classique y furent construites parmi lesquelles le Grand Théâtre de Varsovie, le plus grand bâtiment de la place
- Plac Józefa Piłsudskiego (place du Maréchal-Józef-Piłsudski) et l'axe saxon
- Plac Bankowy (place de la Banque)
- Plac Krasińskich (place de Krasiński), où se trouve l'hôtel du même nom, de style baroque, jadis le plus bel hôtel particulier de la ville
- Plac Zbawiciela (place du Sauveur), où se trouve L'Arc-en-ciel, monument symbolisant la paix, l'amour et les Droits LGBT
- Plac Żelaznej Bramy (place de la Porte-de-Fer)
- Plac Powstańców Warszawy (place des Insurgés-de-Varsovie, anciennement place Napoléon avec le monument Napoléon)
- Plac Defilad (place du défilé) devant le Palais de la Culture et de la Science
- Plac Wileński (place de Vilnius) de Praga

### Banlieue

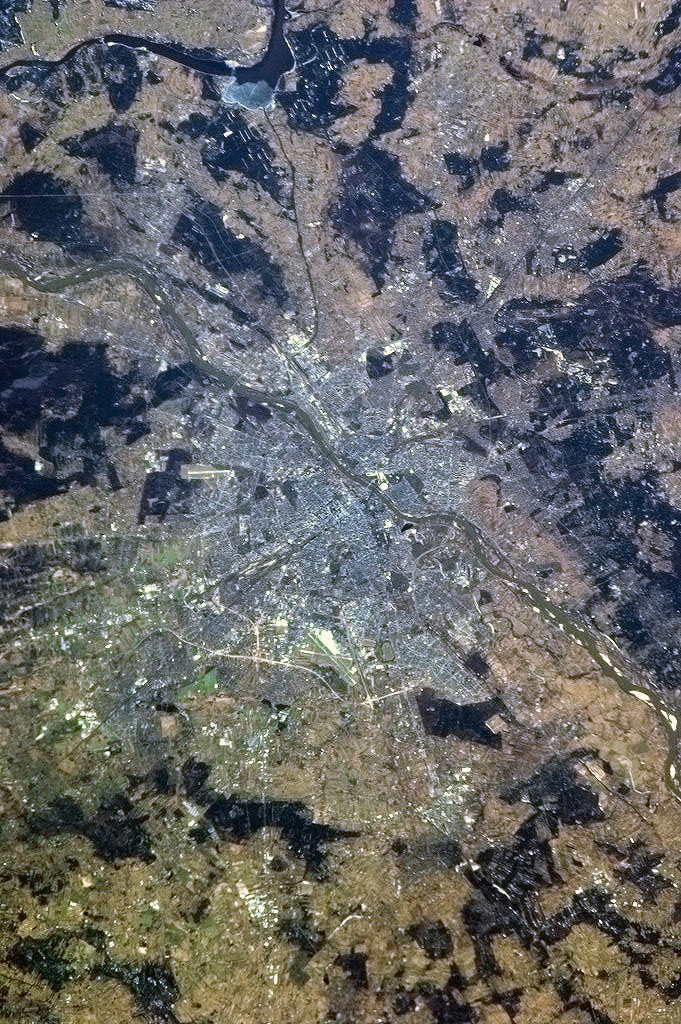
Varsovie traversée par la Vistule. Vue de la Station spatiale internationale.

La banlieue de Varsovie joue un rôle presque exclusivement résidentiel et continue à se développer, accroissant les besoins de transport. La majorité des banlieusards travaillent à Varsovie et l'activité économique y a généralement un caractère local. Après la chute du bloc de l'Est, les réseaux mafieux de Pruszków et de Wołomin rivalisaient entre eux pour le contrôle du marché de la prostitution illégale et du trafic de stupéfiants, autant en banlieue qu'à Varsovie. Ces réseaux furent démantelés par la police vers 1998 et n'ont pas resurgi depuis.
En raison de l'augmentation brutale des prix du foncier et de l'immobilier depuis quelques années, beaucoup de salariés varsoviens déménagent en banlieue pour y construire des maisons individuelles, augmentant la population des villes périphériques. Les villes situées en proche banlieue vivent un véritable boom de la construction (en particulier dans le powiat de Wołomin, situé au nord-est de la capitale, où les villes de Zielonka, Ząbki, Marki et Kobyłka se transforment très rapidement et gagnent de nombreux habitants).
| Nom de la ville      | Population (2012) | Superficie | Statut administratif |
| -------------------- | ----------------- | ---------- | -------------------- |
| Pruszków             | 58 789            | 19,19 km2  | chef-lieu de Powiat  |
| Legionowo            | 54 028            | 13,54 km2  | chef-lieu de Powiat  |
| Otwock               | 45 015            | 47,31 km2  | chef-lieu de Powiat  |
| Piaseczno            | 43 616            | 16,22 km2  | chef-lieu de Powiat  |
| Mińsk Mazowiecki     | 38 697            | 13,12 km2  | chef-lieu de Powiat  |
| Wołomin              | 37 528            | 17,24 km2  | chef-lieu de Powiat  |
| Grodzisk Mazowiecki  | 29 363            | 13,19 km2  | chef-lieu de Powiat  |
| Nowy Dwór Mazowiecki | 28 223            | 28,21 km2  | chef-lieu de Powiat  |
| Ożarów Mazowiecki    | 10 280            | 5,71 km2   | chef-lieu de Powiat  |
| Ząbki                | 29 665            | 11,13 km2  | ville                |
| Marki                | 27 675            | 26,03 km2  | ville                |
| Piastów              | 22 966            | 5,76 km2   | ville                |
| Kobyłka              | 20 186            | 19,64 km2  | ville                |
| Józefów              | 20 132            | 23,92 km2  | ville                |
| Sulejówek            | 19 120            | 19,31 km2  | ville                |
| Konstancin-Jeziorna  | 17 566            | 17,74 km2  | ville                |
| Zielonka             | 17 436            | 79,48 km2  | ville                |
| Łomianki             | 16 519            | 8,40 km2   | ville                |

## Politique et administration

### Administration territoriale
La ville de Varsovie a le statut de powiat et est divisée en 18 arrondissements (polonais : dzielnice) chacun ayant leur propre maire d'arrondissement et un conseil de quartier (élu). Chacun de ces arrondissements se divise d'une façon officielle ou non officielle (selon l'arrondissement) en quartiers dont les plus connus sont Stare Miasto (« Vieille Ville ») et Nowe Miasto (« Nouvelle Ville »), qui font tous les deux partie de l'arrondissement Śródmieście (« Centre-ville »).
| Białołęka Bielany Bemowo Żoliborz Praga-Północ Targówek Śródmieście Wola Ochota Włochy Ursus Mokotów Wawer Praga-Południe Rembertów Wesoła Ursynów Wilanów | \| Arrondissement \| Population \| Densité \| Superficie \| \| -------------- \| ---------- \| ------- \| ---------- \| \| Mokotów \| 225571 \| 6338 \| 35,42 \| \| Praga-Południe \| 182588 \| 8159 \| 22,38 \| \| Ursynów \| 148876 \| 3400 \| 43,79 \| \| Wola \| 137692 \| 7149 \| 19,26 \| \| Bielany \| 133778 \| 4137 \| 32,34 \| \| Śródmieście \| 126143 \| 8102 \| 15,57 \| \| Targówek \| 123214 \| 5087 \| 24,22 \| \| Bemowo \| 113066 \| 4532 \| 24,95 \| \| Ochota \| 89383 \| 9196 \| 9,72 \| \| Białołęka \| 89324 \| 1223 \| 73,04 \| \| Praga-Północ \| 71675 \| 6276 \| 11,42 \| \| Wawer \| 69898 \| 877 \| 79,70 \| \| Ursus \| 50355 \| 5380 \| 9,36 \| \| Żoliborz \| 48060 \| 5674 \| 8,47 \| \| Włochy \| 39690 \| 1386 \| 28,63 \| \| Rembertów \| 23230 \| 1204 \| 19,30 \| \| Wesoła \| 22757 \| 992 \| 22,94 \| \| Wilanów \| 19146 \| 521 \| 36,73 \| |         |            |
| Arrondissement | Population | Densité | Superficie |
| Mokotów | 225571 | 6338    | 35,42      |
| Praga-Południe | 182588 | 8159    | 22,38      |
| Ursynów | 148876 | 3400    | 43,79      |
| Wola | 137692 | 7149    | 19,26      |
| Bielany | 133778 | 4137    | 32,34      |
| Śródmieście | 126143 | 8102    | 15,57      |
| Targówek | 123214 | 5087    | 24,22      |
| Bemowo | 113066 | 4532    | 24,95      |
| Ochota | 89383 | 9196    | 9,72       |
| Białołęka | 89324 | 1223    | 73,04      |
| Praga-Północ | 71675 | 6276    | 11,42      |
| Wawer | 69898 | 877     | 79,70      |
| Ursus | 50355 | 5380    | 9,36       |
| Żoliborz | 48060 | 5674    | 8,47       |
| Włochy | 39690 | 1386    | 28,63      |
| Rembertów | 23230 | 1204    | 19,30      |
| Wesoła | 22757 | 992     | 22,94      |
| Wilanów | 19146 | 521     | 36,73      |

### Jumelages
La ville de Varsovie est jumelée avec :
- Astana (Kazakhstan) depuis le 24 mai 2002
- Berlin (Allemagne) depuis le 12 août 1991
- Budapest (Hongrie) depuis le 10 février 2005
- Chicago (États-Unis) depuis le 18 juillet 1995
- Düsseldorf (Allemagne) depuis le 27 septembre 1989
- Grozny (Russie) depuis le 26 janvier 1997
- Hamamatsu (Japon) depuis le 22 octobre 1990
- Hanoï (Vietnam) depuis le 4 juillet 2000
- Harbin (Chine) depuis le 19 juin 1993
- Île-de-France (France) depuis le 22 novembre 1990. Jumelage avec la ville de Varsovie et la voïvodie de Mazovie.
- Istanbul (Turquie) depuis le 14 novembre 1991
- Kiev (Ukraine) depuis le 4 février 1994
- La Haye (Pays-Bas) depuis le 26 février 1991
- Moscou (Russie) depuis le 4 mai 1993
- Oslo (Norvège) depuis le 5 septembre 2006
- Riga (Lettonie) depuis le 18 mai 2002
- Rio de Janeiro (Brésil) depuis le 17 avril 1997
- Saint-Étienne (France) depuis le 13 octobre 1995
- Saint-Pétersbourg (Russie) depuis le 15 novembre 1997
- Séoul (Corée du Sud) depuis le 20 juin 1996
- Taipei (Taïwan) depuis le 8 septembre 1995
- Tel-Aviv-Jaffa (Israël) depuis le 20 septembre 1992
- Toronto (Canada) depuis le 24 septembre 1990
- Vilnius (Lituanie) depuis le 1er avril 1998

Des accords de partenariat ont également été conclus avec Paris et Londres[réf. nécessaire].

## Économie

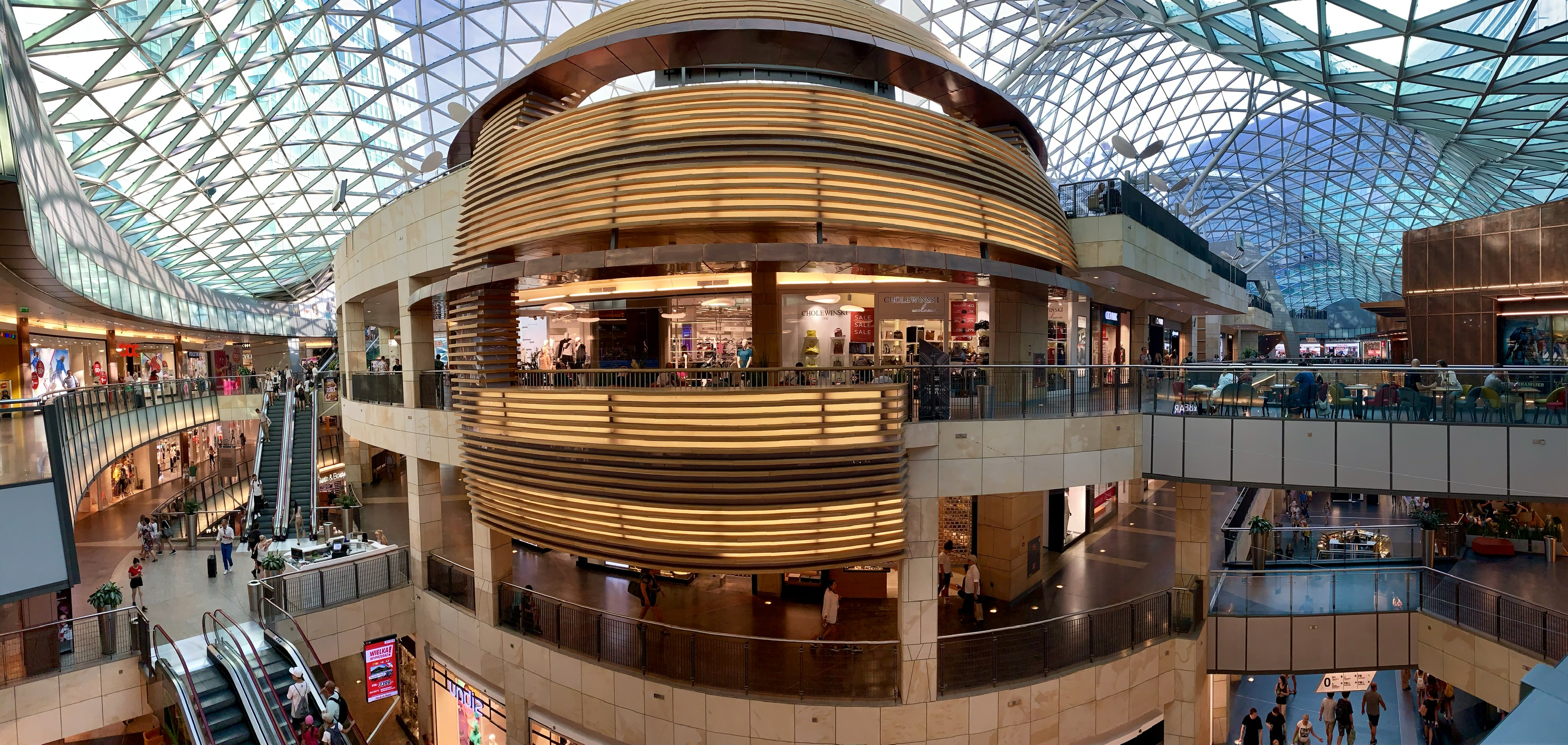
Złote Tarasy (en français : Les Terrasses d'or) est un complexe commercial et de divertissement situé dans le centre-ville de Varsovie (200 magasins).

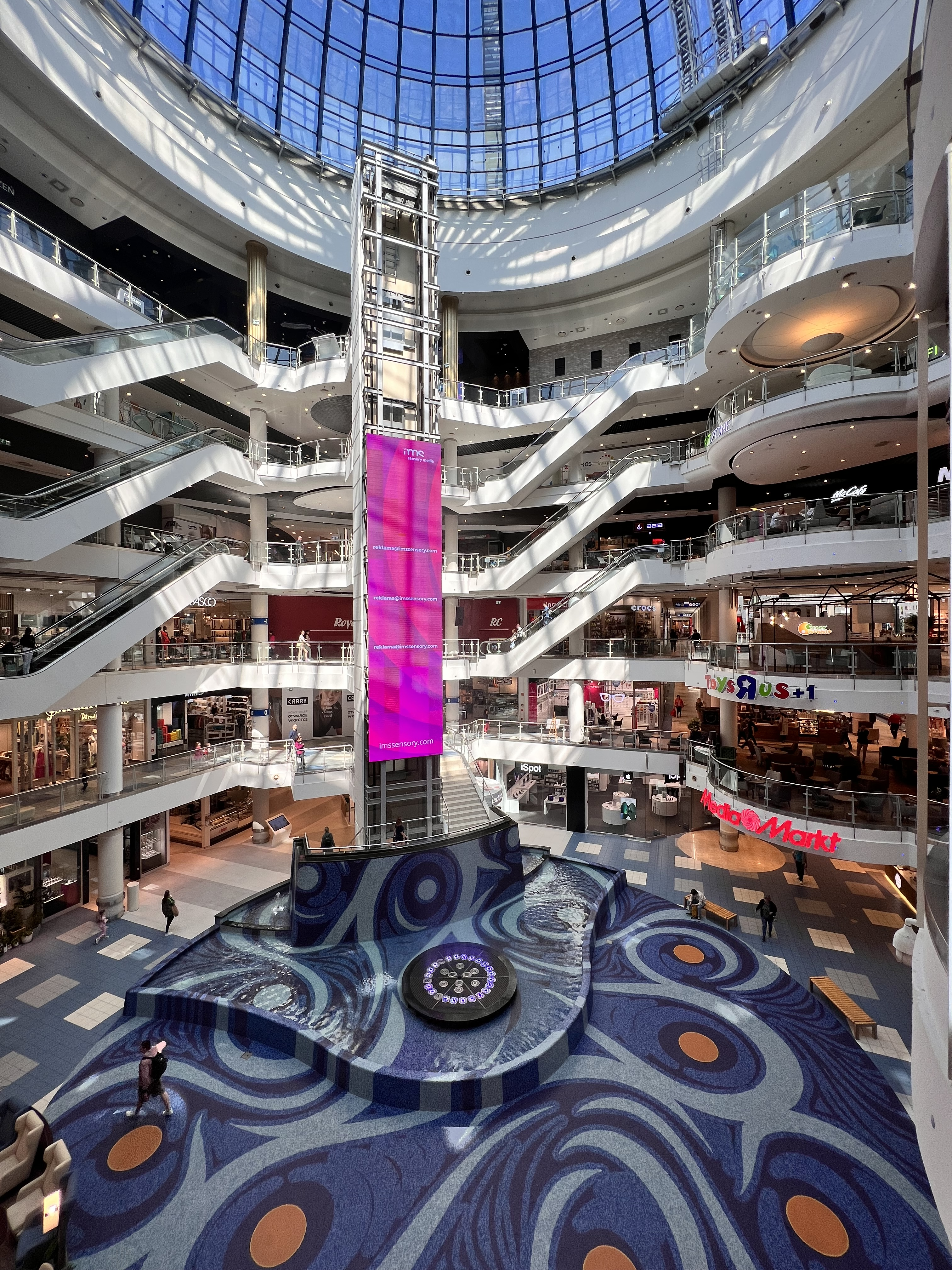
Blue City : le plus grand centre commercial de Varsovie avec 180000 m2 et près de 200 magasins.

Depuis 1989, Varsovie vit un boom économique, accéléré avec l'adhésion de la Pologne à l'Union européenne en 2004. Les industries traditionnelles et celles des nouvelles technologies y sont fortement implantées. Le produit intérieur brut par habitant est de loin le plus haut de Pologne, et le taux de chômage y est bien moindre, ce qui provoque une profonde fracture économique entre la capitale et le reste du pays. De nouveaux immeubles de grande hauteur continuent d'être bâtis pour répondre aux besoins des sociétés cherchant des espaces de bureaux : la capitale attire des investissements importants (le foncier y est beaucoup plus cher que dans le reste du pays), de sorte que la ville a acquis une toute nouvelle place en Europe. Plusieurs entreprises et agences de dimension internationale ont choisi Varsovie comme lieu d'implantation pour leurs investissements en Europe centrale : la ville est désormais la huitième plus grande métropole de l'Union européenne et produit plus de 15 % du PIB de la Pologne.

## Population et société

### Diversité ethnique
| Pays de naissance | Population |
| ----------------- | ---------- |
| Ukraine           | 115 233    |
| Vietnam           | 12 943     |
| Biélorussie       | 11 377     |
| Russie            | 11 310     |
| France            | 1 892      |
| Chine             | 1 754      |
| Allemagne         | 1 636      |
| Royaume-Uni       | 1 589      |
| Italie            | 1 561      |
| Espagne           | 1 421      |
| Inde              | 1 415      |
| Turquie           | 1 380      |
| États-Unis        | 1 356      |
| Suède             | 1 332      |

### Enseignement supérieur

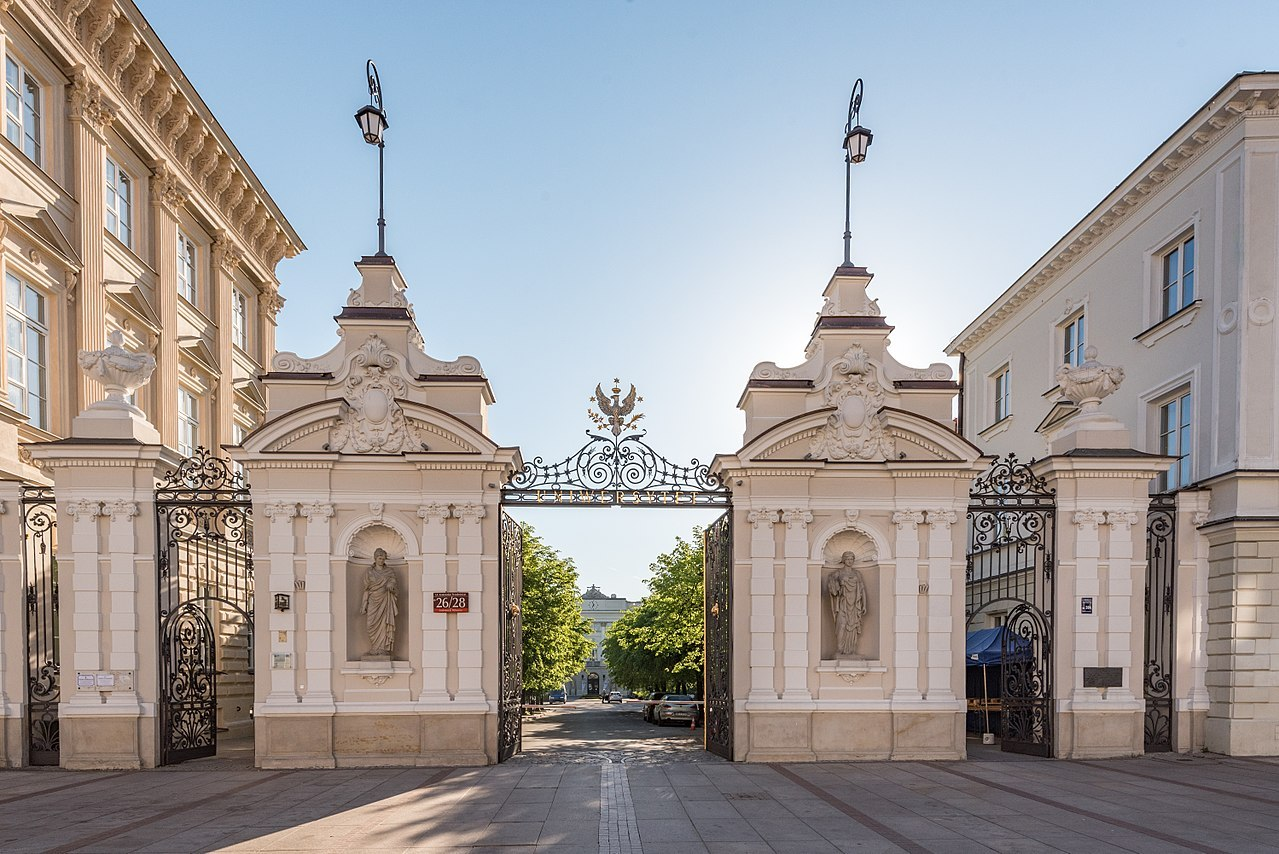
Université de Varsovie.

La ville accueille plus de 500 000 étudiants dans ses quatre grandes universités et dans une soixantaine d’établissements d’enseignement supérieur. La plupart des universités renommées sont publiques, mais ces dernières années plusieurs universités privées ont également vu le jour.
- Université de Varsovie (Uniwersytet Warszawski) : elle a été créée en 1816, lorsque les Partages de la Pologne ont séparé Varsovie du centre universitaire polonais le plus ancien et le plus influent, situé à l’époque à Cracovie[38]
- École polytechnique de Varsovie (Politechnika Warszawska), en anglais : Warsaw University of Technology (WUT): cette école emploie 2 000 professeurs, c’est le second établissement de formation d'ingénieurs du pays, et l'un des plus importants en Europe centrale[39].
- Académie des beaux-arts de Varsovie : c’est le plus ancien établissement universitaire de formation artistique de Pologne
- Académie de théâtre Alexandre Zelwerowicz ou Institut national d'art dramatique de Varsovie
- Université de médecine de Varsovie : la plus grande école de médecine de Pologne et l'une des plus prestigieuses
- Université de la Défense nationale : la plus haute institution militaire universitaire en Pologne
- Université de musique Frédéric-Chopin : l’école de musique la plus ancienne et importante de Pologne, et l’une des principales en Europe[40]
- École des hautes études commerciales de Varsovie : la grande école d'économie et de commerce la plus ancienne et la plus renommée du pays[41]
- Université des sciences de la vie de Varsovie : la plus importante grande école d'agronomie et agriculture, fondée en 1818[42]
- Université Cardinal Stefan Wyszyński de Varsovie
- Université des sciences sociales et humaines
- Collège d'Europe
- Académie Leon-Koźmiński
- Institut polono-japonais des technologies de l'information
- Institut français de Varsovie, Institut français de Pologne

La ville possède de nombreuses bibliothèques, dont beaucoup contiennent de vastes collections de documents historiques. La bibliothèque la plus importante quant aux collections de documents historiques est la Bibliothèque nationale de Pologne, qui détient 8,2 millions de volumes. Créée en 1928, elle est considérée comme le successeur de la Bibliothèque Załuski, une des premières grandes bibliothèques du monde,.
La bibliothèque de l'université de Varsovie, fondée en 1816, renferme plus de deux millions d'articles. Le bâtiment a été conçu par les architectes Marek Budzyński et Zbigniew Badowski et ouvert le 15 décembre 1999. Le jardin de la bibliothèque, conçu par Irena Bajerska, a été ouvert le 12 juin 2002 : installé sur le toit de la bibliothèque, c’est l'un des plus grands et des plus beaux d'Europe, avec une superficie de plus de 10 000 m2, les plantes couvrant 5 111 m2.

## Culture et patrimoine

### Symboles
- Armoiries de Varsovie
- Drapeau de Varsovie
- Sirène de Varsovie

### Monuments et lieux touristiques
- Cimetière de Powązki
- Centre de la Science Copernic

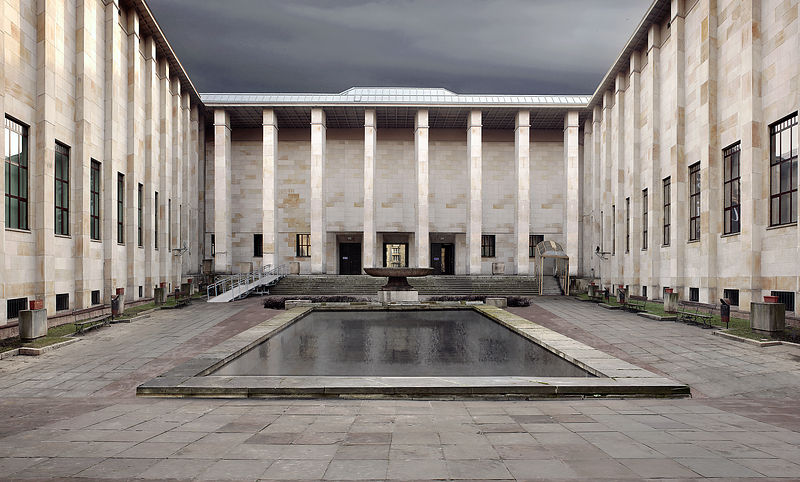
Musée national de Varsovie.

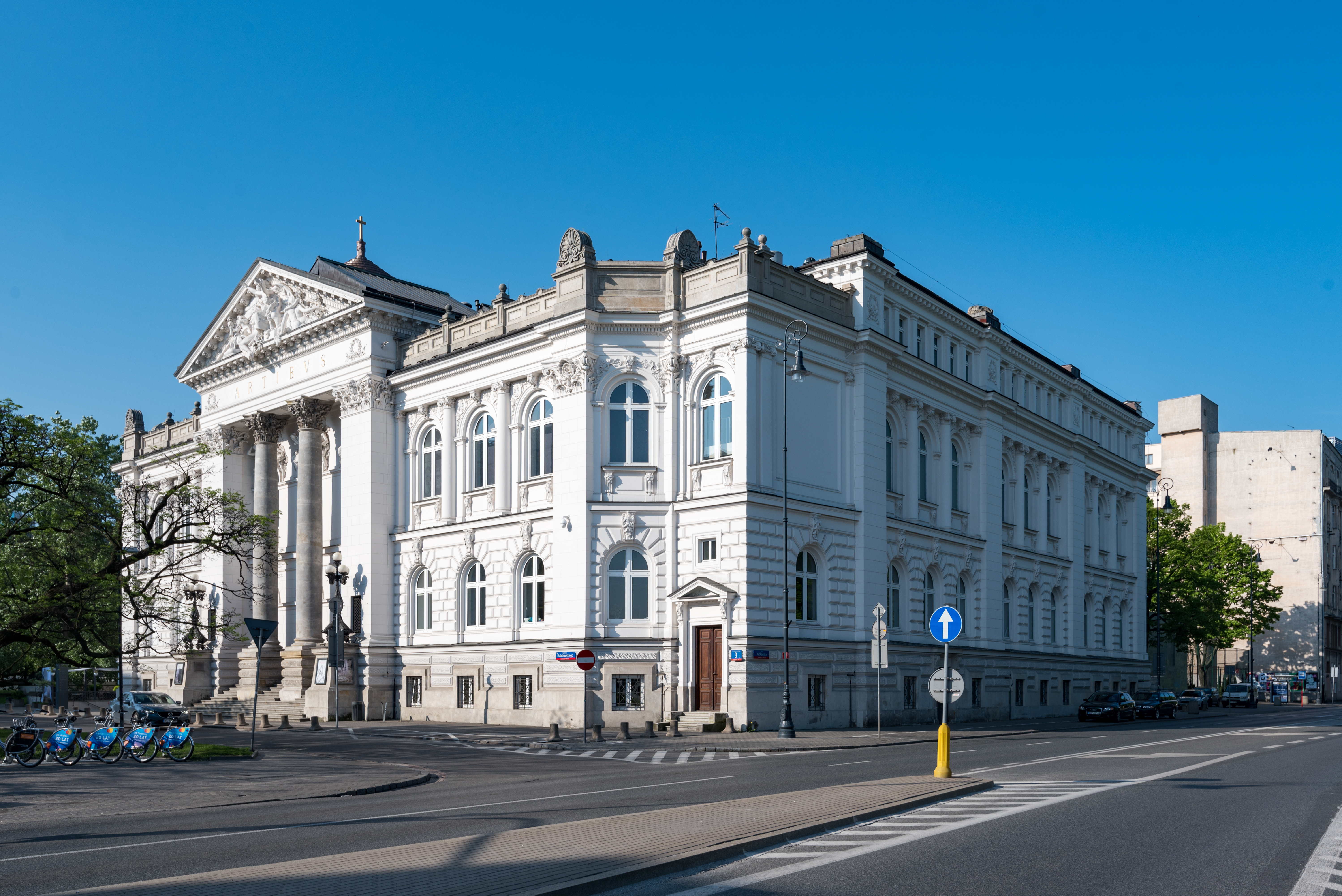
Galerie nationale d'art Zachęta.

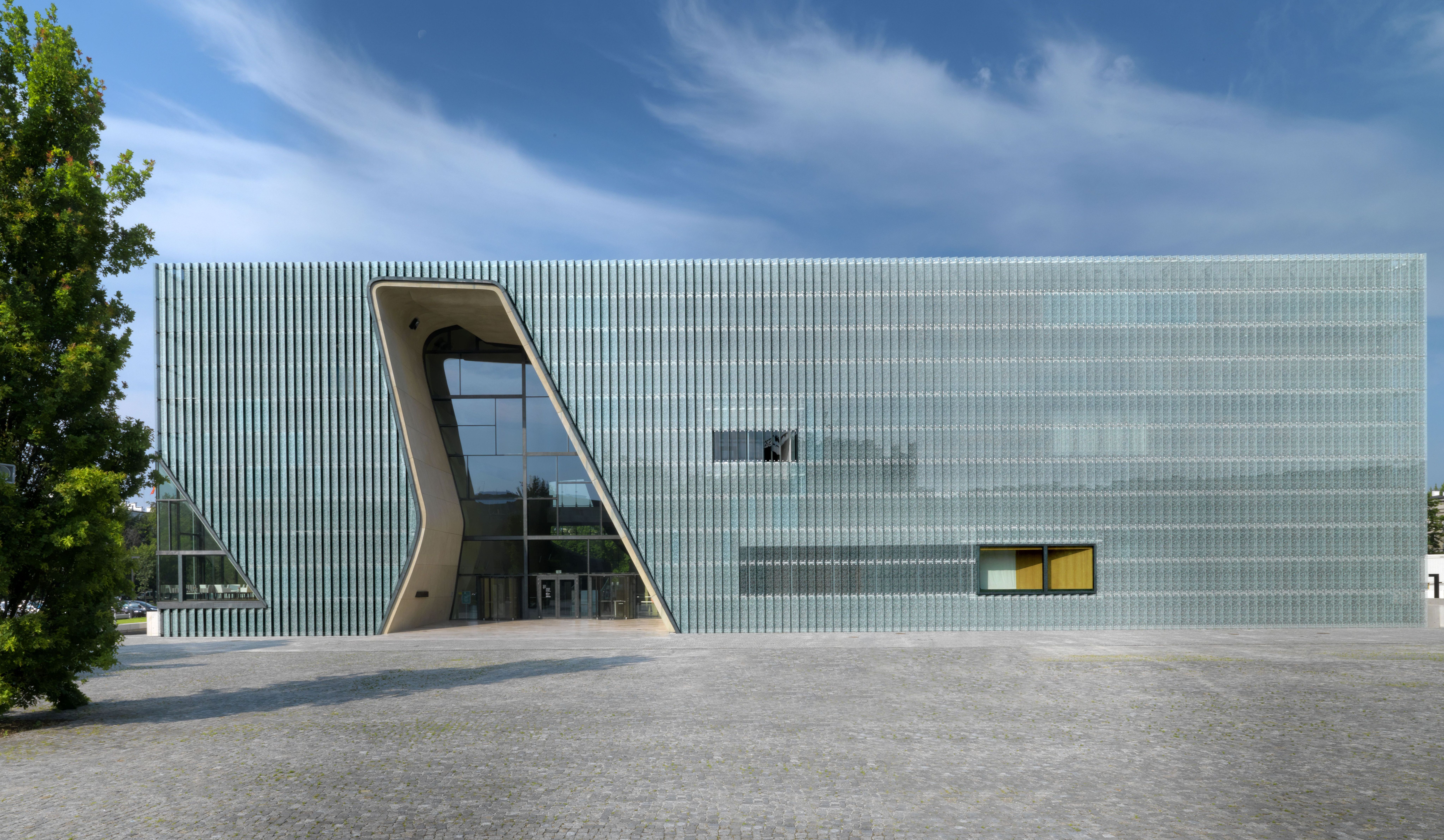
Musée de l'Histoire des Juifs polonais.

- Palais de la culture et de la science
- Palais royal
- Palais de Krasiński
- Palais Łazienki et parc Łazienki
- Place des Insurgés-de-Varsovie
- Place Pięciu Rogów
- Place Grzybowski
- Place du Sauveur
- Rond-point Charles-de-Gaulle
- Philharmonie nationale
- Grand Théâtre de Varsovie
- Monument de l'insurrection de Varsovie

### Musées
- Musée National
- Galerie Nationale d’Art Zachęta (Galerie Nationale des Beaux-arts)
- Centre d’Art contemporain
- Musée d'Art moderne
- Musée de l'histoire de Varsovie
- Musée de l'Histoire des Juifs polonais
- Musée de l'Insurrection de Varsovie
- Musée de l'Indépendance
- Musée Frédéric Chopin
- Musée Maria Skłodowska-Curie
- Musée de l'Armée polonaise
- Musée archéologique national
- Musée national d'ethnographie
- Musée géologique national
- Maison de la rencontre avec l'Histoire
- Centre Copernic, musée des sciences et planétarium.

### Édifice religieux
- Cathédrale Saint-Jean
- Cathédrale Saint-Florian
- Cathédrale Sainte-Marie-Madeleine
- Cathédrale domaine de l'armée polonaise
- Synagogue Nożyk : la seule synagogue qui n'a pas été détruite pendant la Seconde Guerre mondiale.
- Basilique du Sacré-Cœur
- Temple de la Divine Providence : église en construction dans l'arrondissement de Wilanów.
- Église Sainte-Anne
- Église des Visitandines
- Église de l’Assomption-et-Saint-Joseph
- Église de la Sainte-Croix
- Église Tous les Saints
- Église Saint-Alexandre
- Église Sauveur
- Église du Saint-Esprit
- Église Saint Casimir
- Église de la Sainte-Trinité
- Église de la visitation de la Bienheureuse Vierge-Marie
- Sanctuaire Saint-André-Bobola

### Sports
Varsovie a été désignée « Capitale Européenne du Sport » pour l'année 2008.

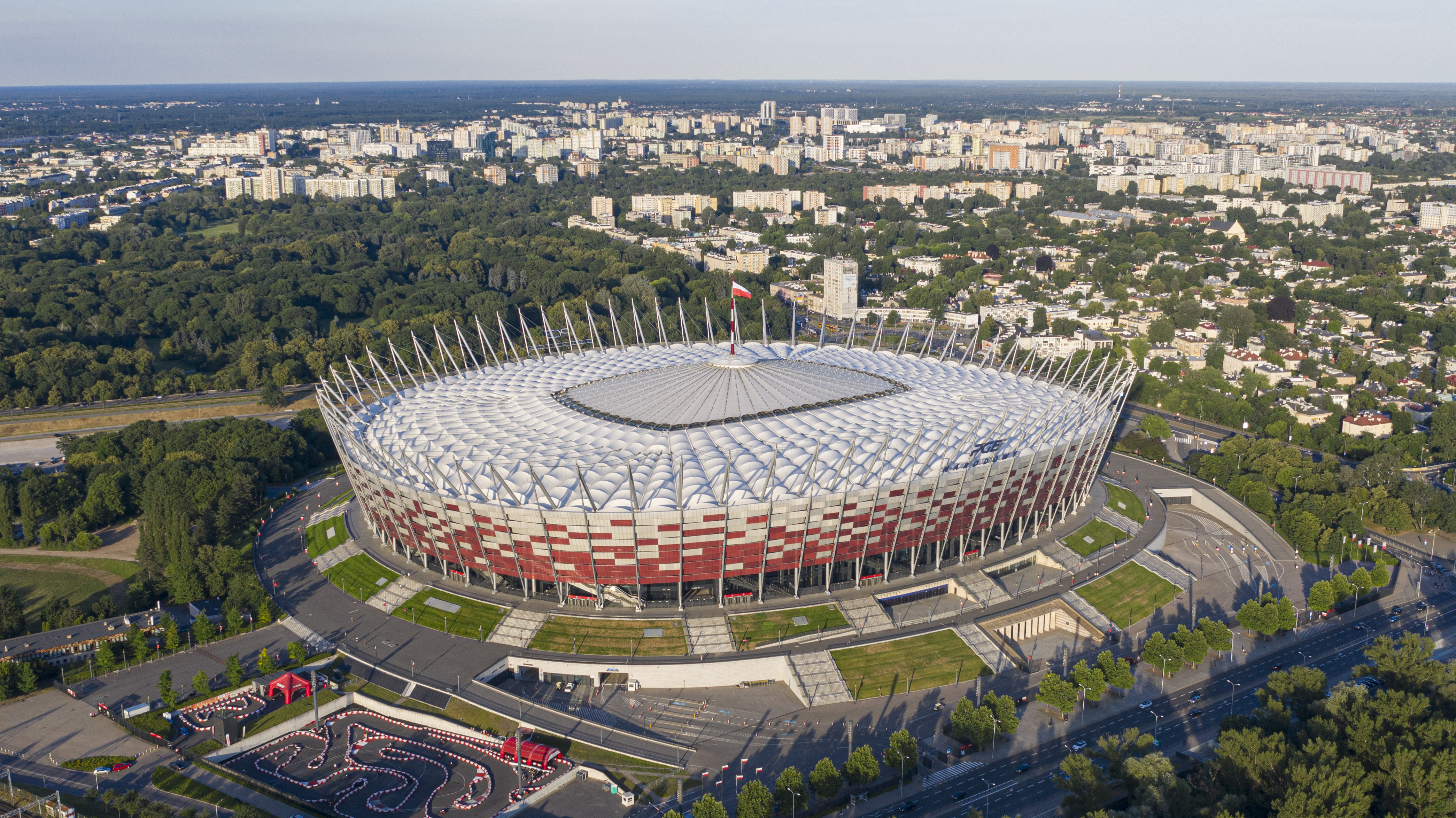
Stade national.

Le Stade national (58 145 places), construit pour accueillir certains matchs du Championnat d'Europe de football 2012 organisé conjointement par la Pologne et l'Ukraine, a ouvert le 29 janvier 2012.
Beaucoup d'installations sportives (piscines, salles de sport…) ont été construites dans les dernières années. L'enceinte sportive principale est la halle Torwar, utilisée pour toutes sortes de sports d'intérieur. Le meilleur des centres de natation de la ville est à Wodny Park Warszawianka, où l'on trouve une piscine de taille olympique, ainsi que des glissades d'eau et des espaces réservés aux enfants.
Le Legia Varsovie et le Polonia Varsovie sont les principaux clubs de football de la ville : le Legia Varsovie est le club de l'Armée polonaise, il réside au stade du maréchal Józef Piłsudski. Fondé en 1916, il a remporté huit fois le championnat national et treize fois la Coupe de Pologne ; son principal rival, le Polonia Varsovie, a gagné le Championnat d'Ekstraklasa en 2000.
Il existe de nombreux autres stades de football dans la ville, tel que le Stadion Agrykola ou encore le Stadion RKS Ursus.
Le Marathon de Varsovie a lieu chaque année en septembre.

### Manifestations culturelles

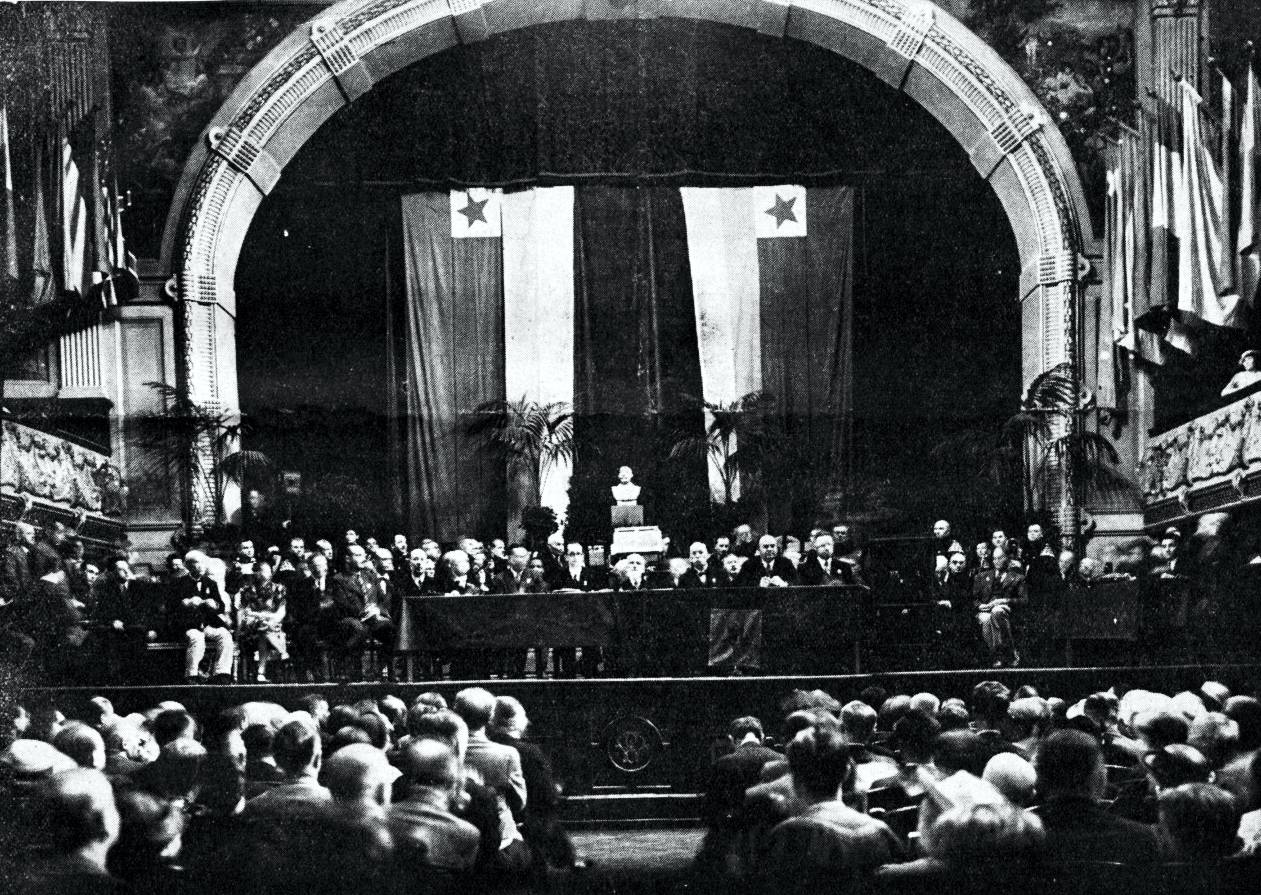
Cérémonie d’ouverture du mondial d’espéranto, 1937

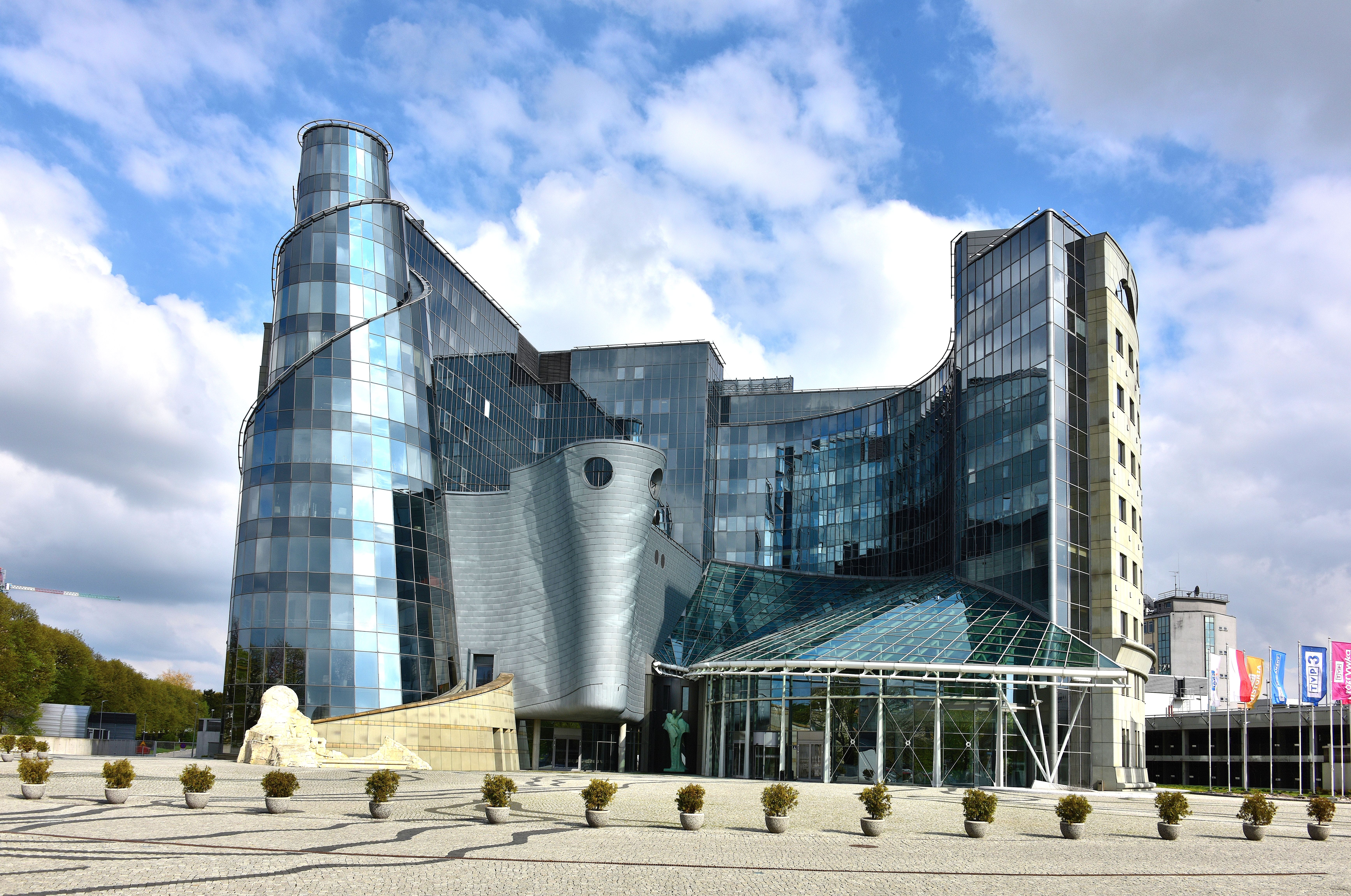
Le quartier général de TVP (télévision polonaise).

Le congrès mondial d'espéranto s’est tenu trois fois à Varsovie, en 1937, 1959 et 1987, rassemblant successivement 1 120 (29e congrès), 3 256 (44e congrès) et 5 946 congressistes lors du 72e congrès, dont le thème était « L’espéranto, 100 ans de culture internationale ».
Chaque année, depuis 2012, se tient à Varsovie le Festival de la Francophonie.
Le concert de plein air Warszawiacy śpiewają (nie)zakazane piosenki a lieu chaque année sur la Place du Maréchal-Józef-Piłsudski et commémore l'Insurrection de Varsovie.

### Personnalités liées à la ville
- Samuel Adalberg
- Maja Berezowska
- Joseph Bialot
- Józef Bielawski
- Antoni Brodowski
- Tadeusz Brodowski
- Zbigniew Brzeziński
- Wanda Chełmońska
- Frédéric Chopin
- Marie Curie
- Leonid Denysenko
- Robert Lewandowski
- Tamara de Lempicka
- Jean Epstein
- Witold Gombrowicz
- Jadwiga Golcz
- Marek Halter
- Leonid Hurwicz
- Jacek Kaczmarski
- Krzysztof Kieślowski
- Andrzej Tadeusz Kijowski
- Tadeusz Kroński
- Anna Laszuk
- Henryka Łazowertówna
- Friedrich Albert Lessel
- Witold Lutosławski
- Benoît Mandelbrot
- Monika Mrozowska
- Pola Nirenska
- Tomasz Adam Ostrowski
- Teresa Palczewska
- Isaac Leib Peretz
- Tadeusz Pietrzykowski
- Bolesław Prus
- Władysław Reymont
- Michel Sokolnicki
- Władysław Szpilman
- Alfred Tarski
- Louis-Lazare Zamenhof
- Henri Krasucki
- Sabine Zlatin
- Martin Gray
- Anna Osmakowicz
- Janusz Korczak
- Władysław Bartoszewski
- Irena Sendler
- Krzysztof Zanussi
- Piotr Anderszewski
- Bronisław Geremek
- Haroun Tazieff
- Anna Prucnal
- Hanna Krall
- Wanda Landowska
- Jerzy Grotowski
- Zofia Romaszewska
- Maciej Słomczyński
- Agata Tuszyńska
- Jerzy Tomaszewski
- Vladka Meed
- Sofía Casanova
- Krzysztof Rymszewicz
- Wojciech Święcki
- Iga Świątek
- Wojciech Szczęsny

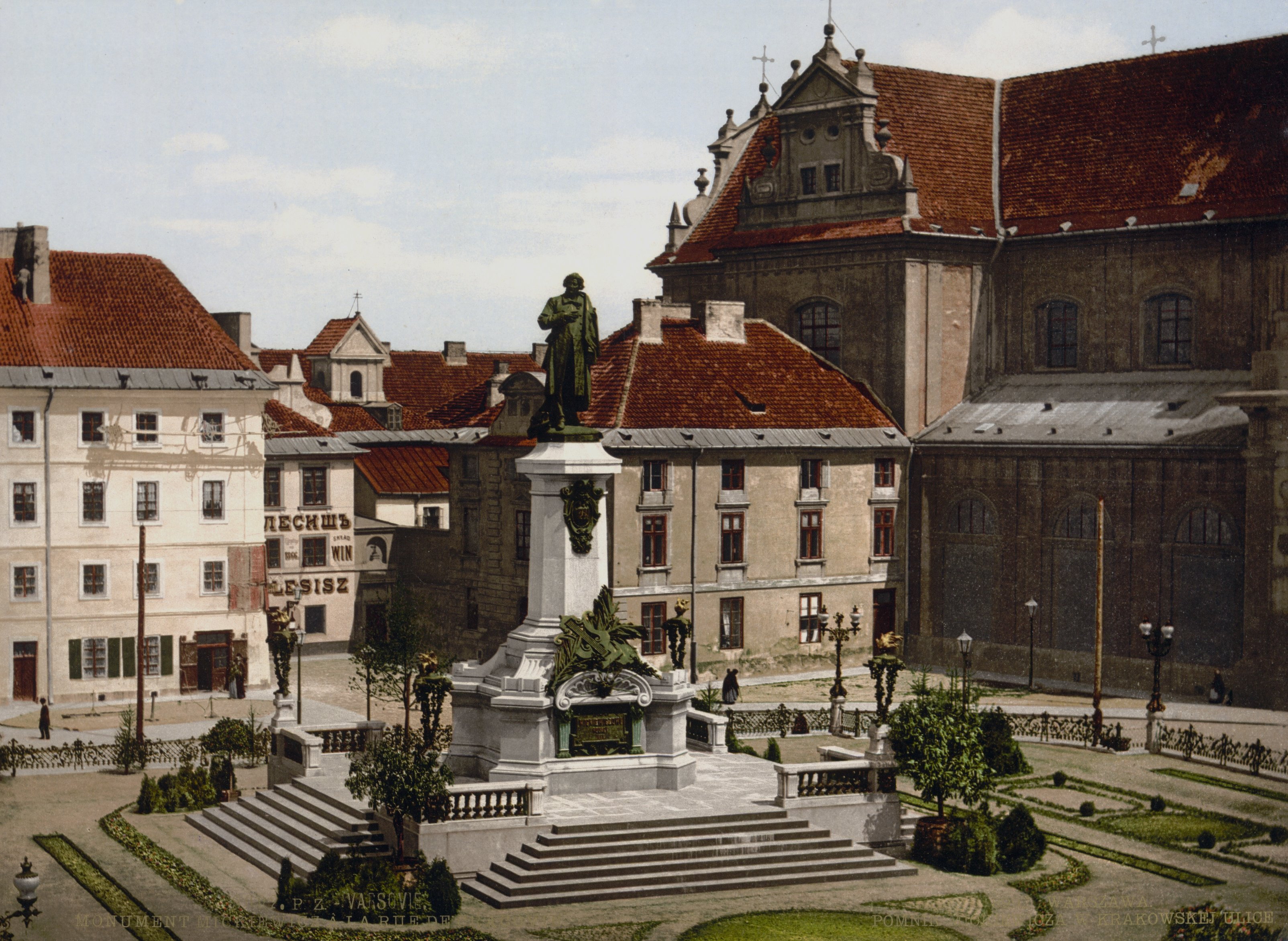
Statue d'Adam Mickiewicz.
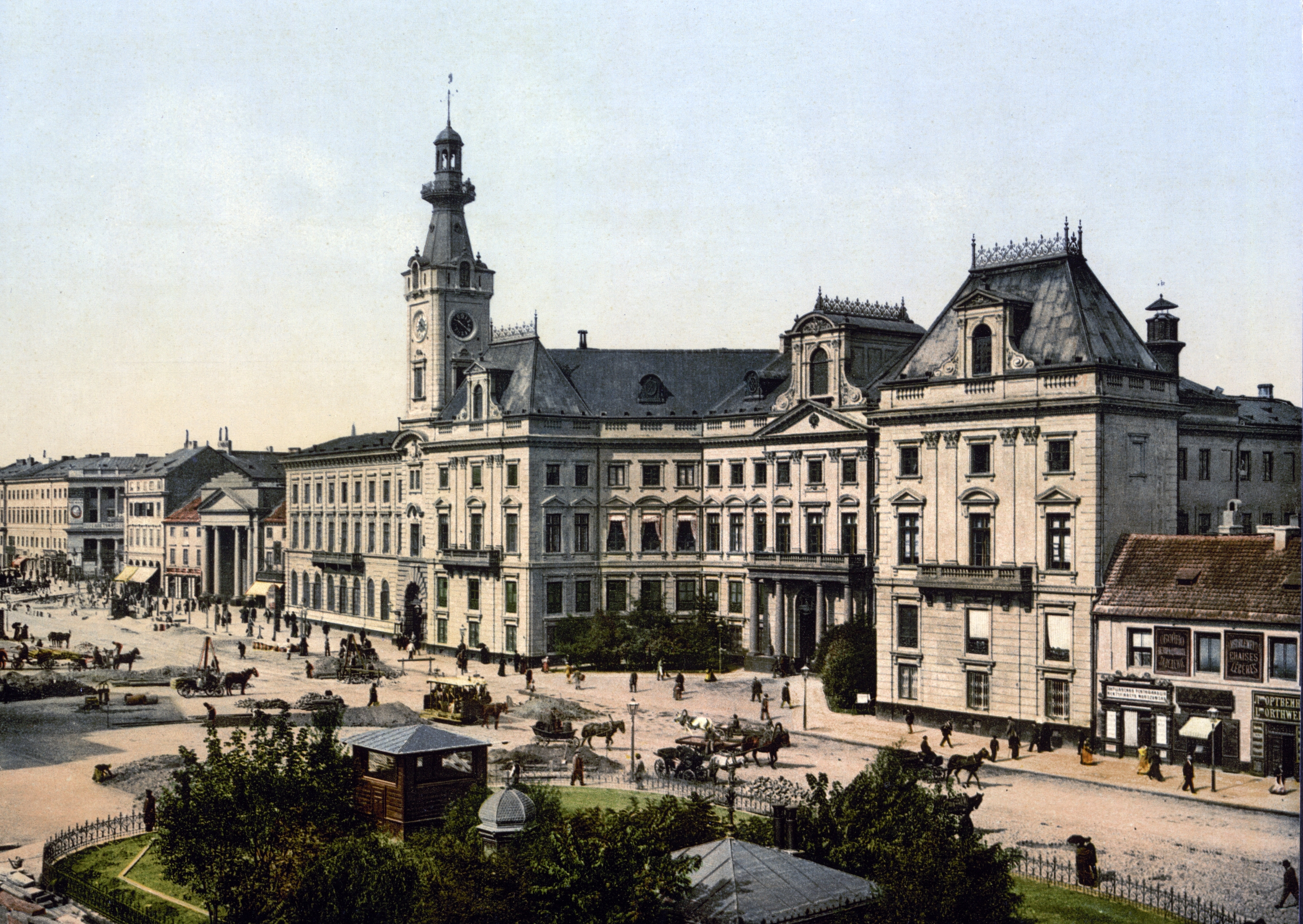
Liste de personnalités de la ville de Varsovie (de)
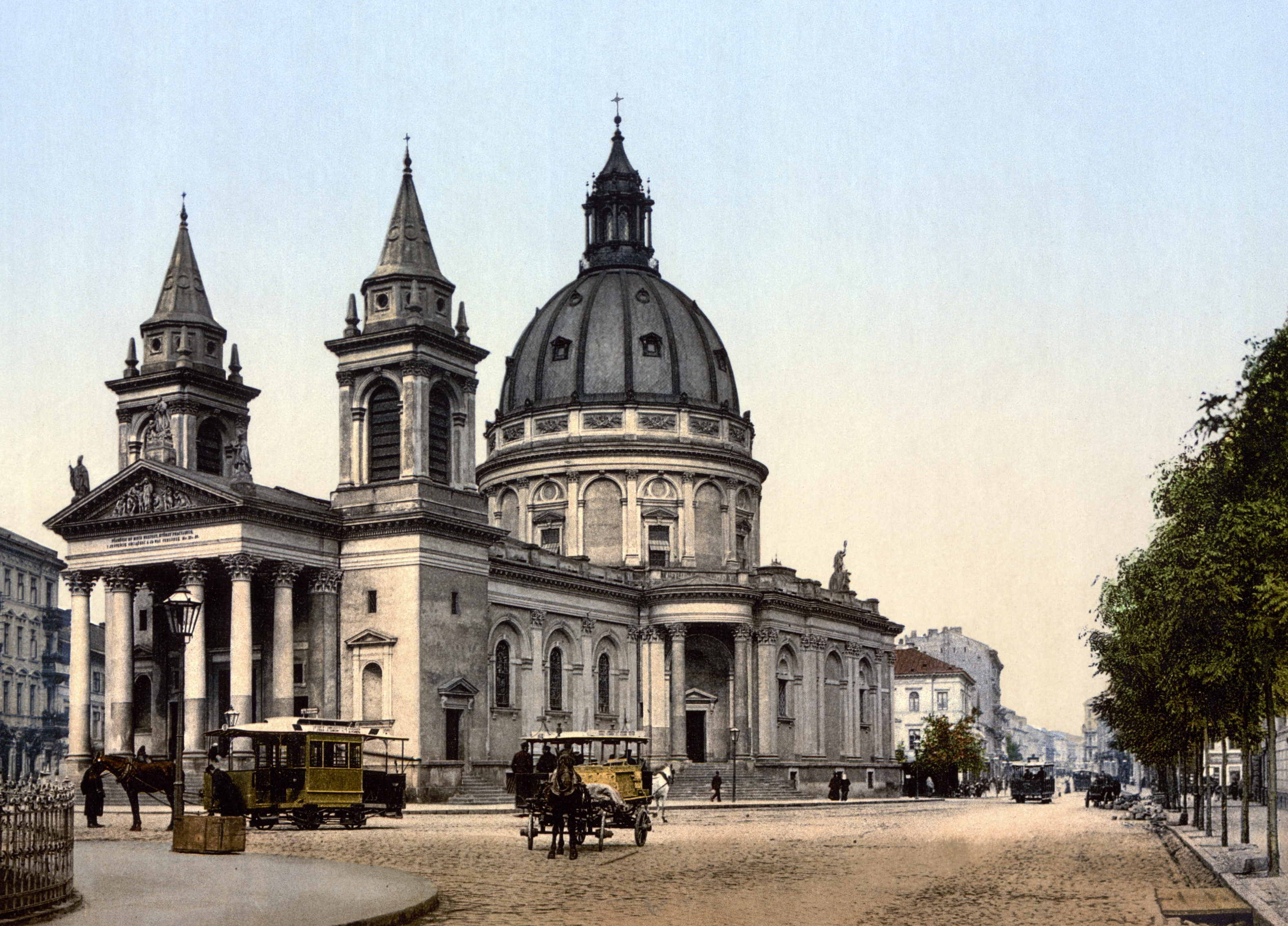
Église Saint-Alexandre.
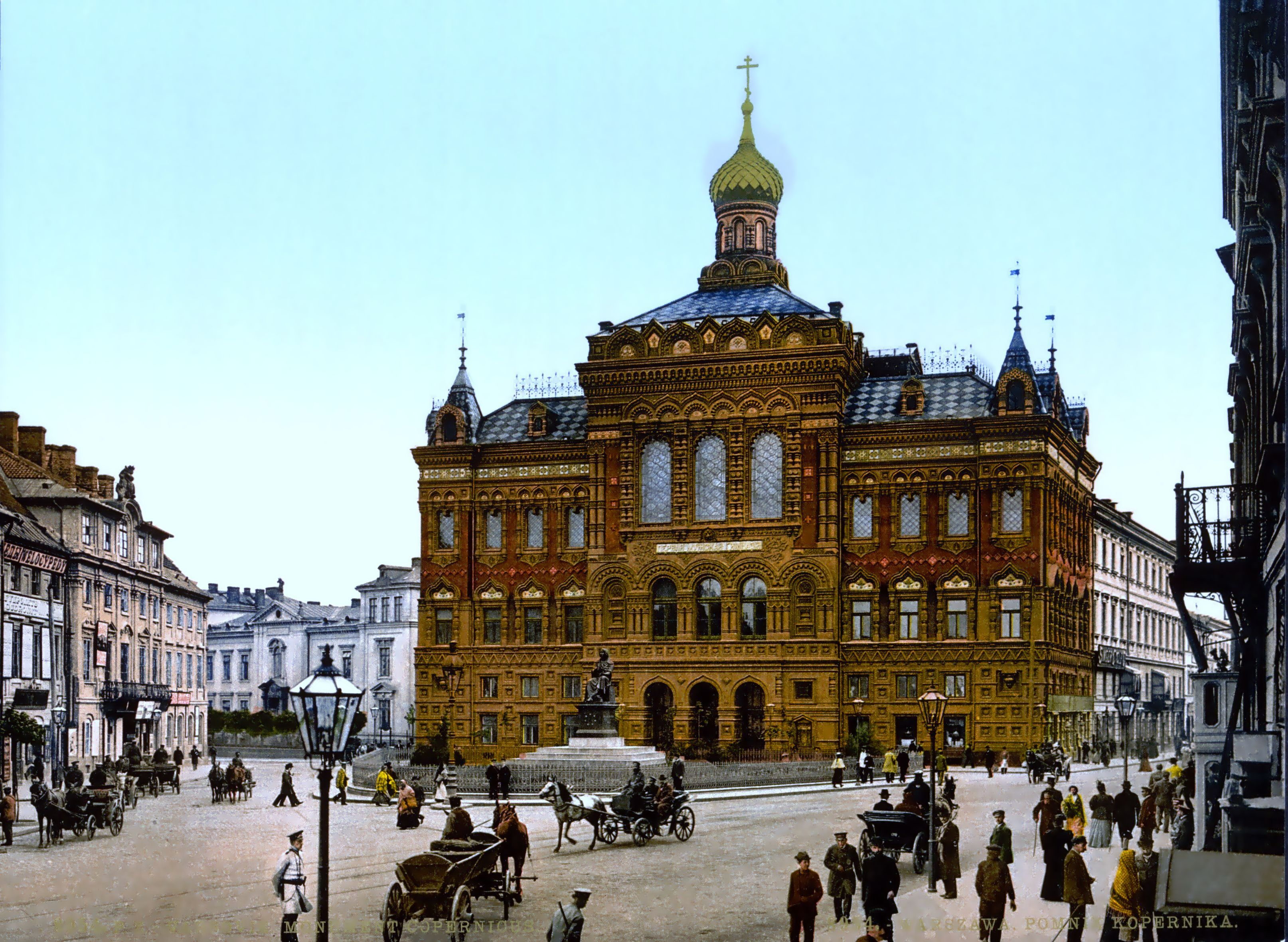
Palais de Staszic.
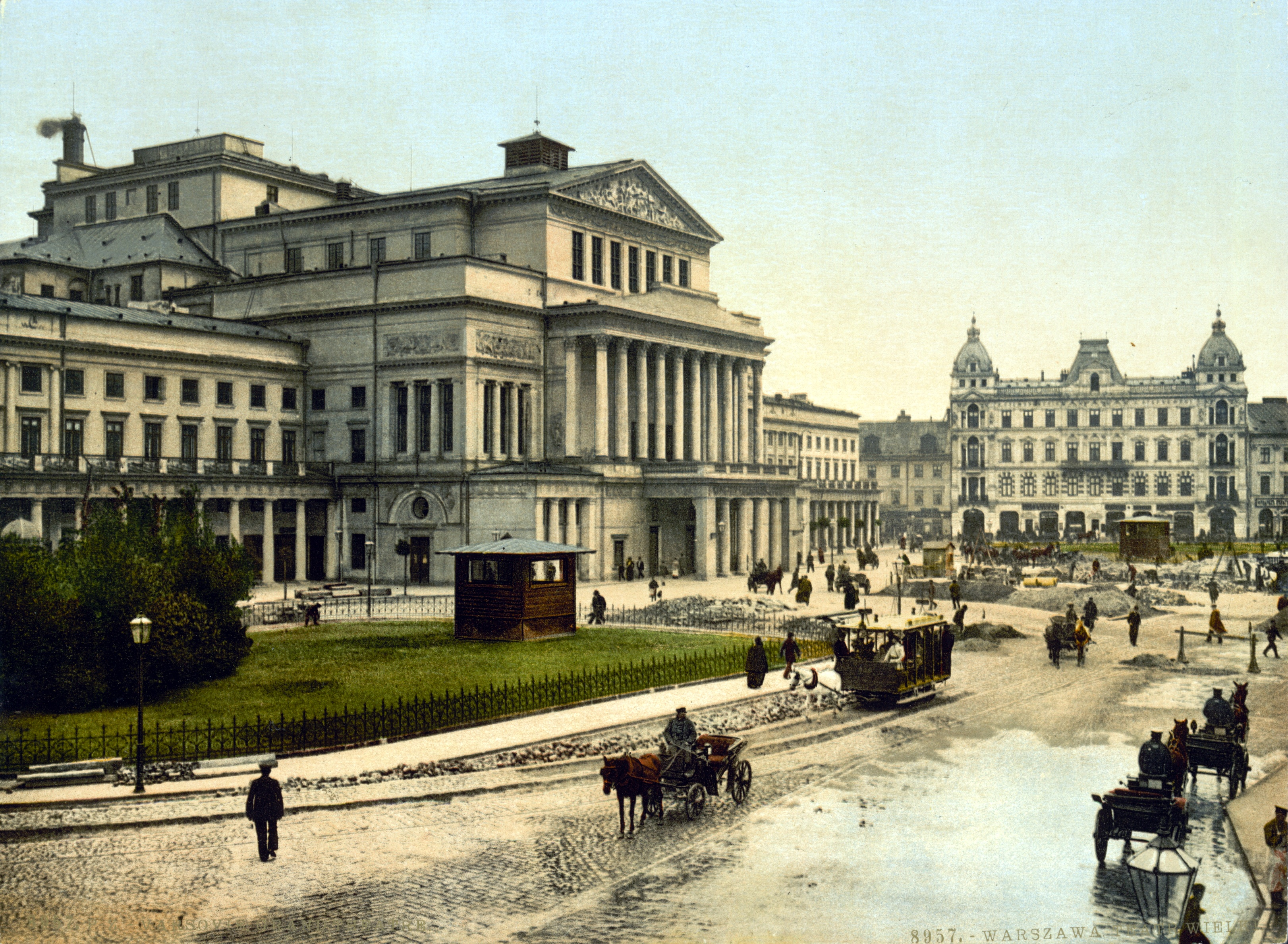
Place du Théâtre.
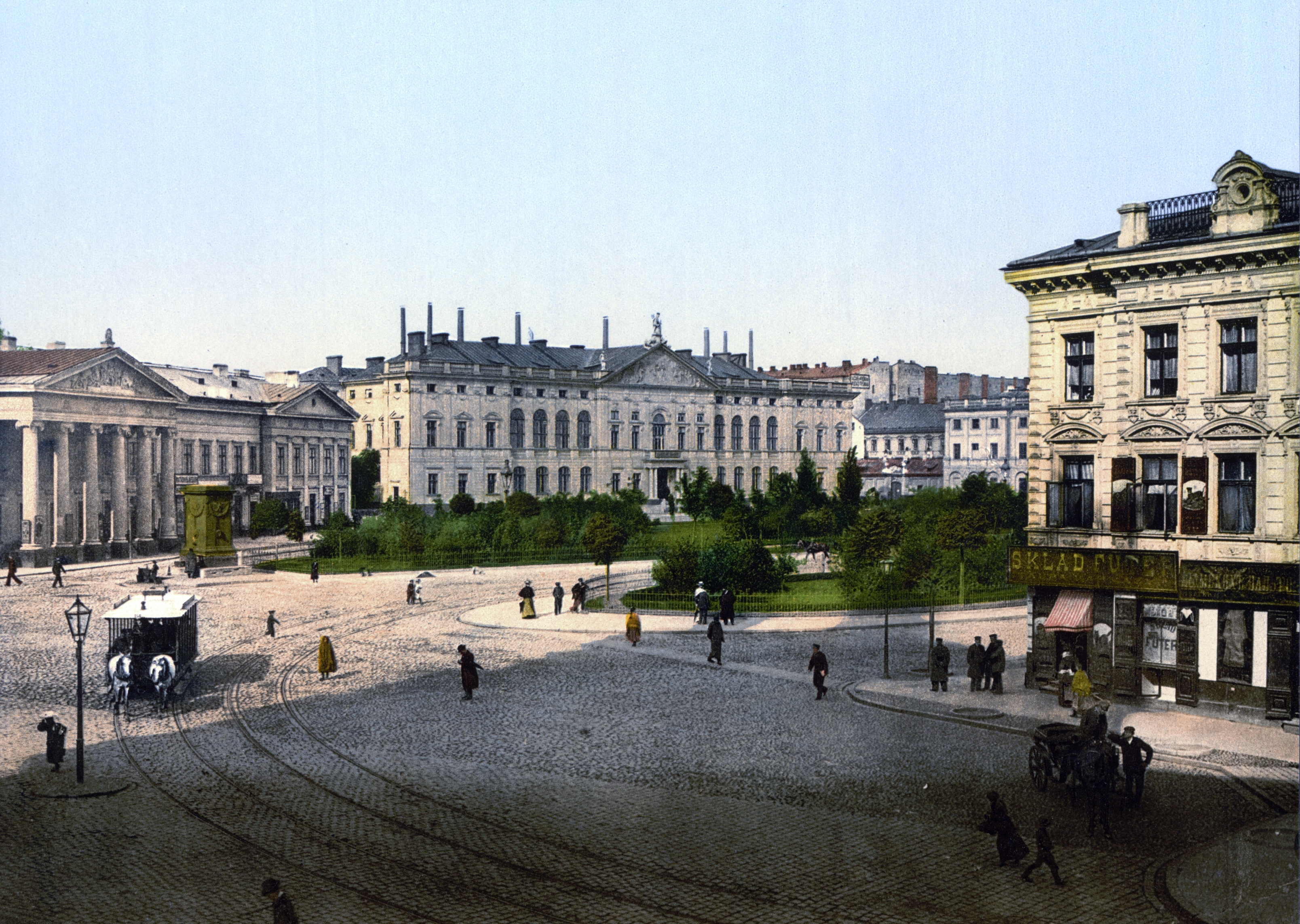
Place de Krasiński.
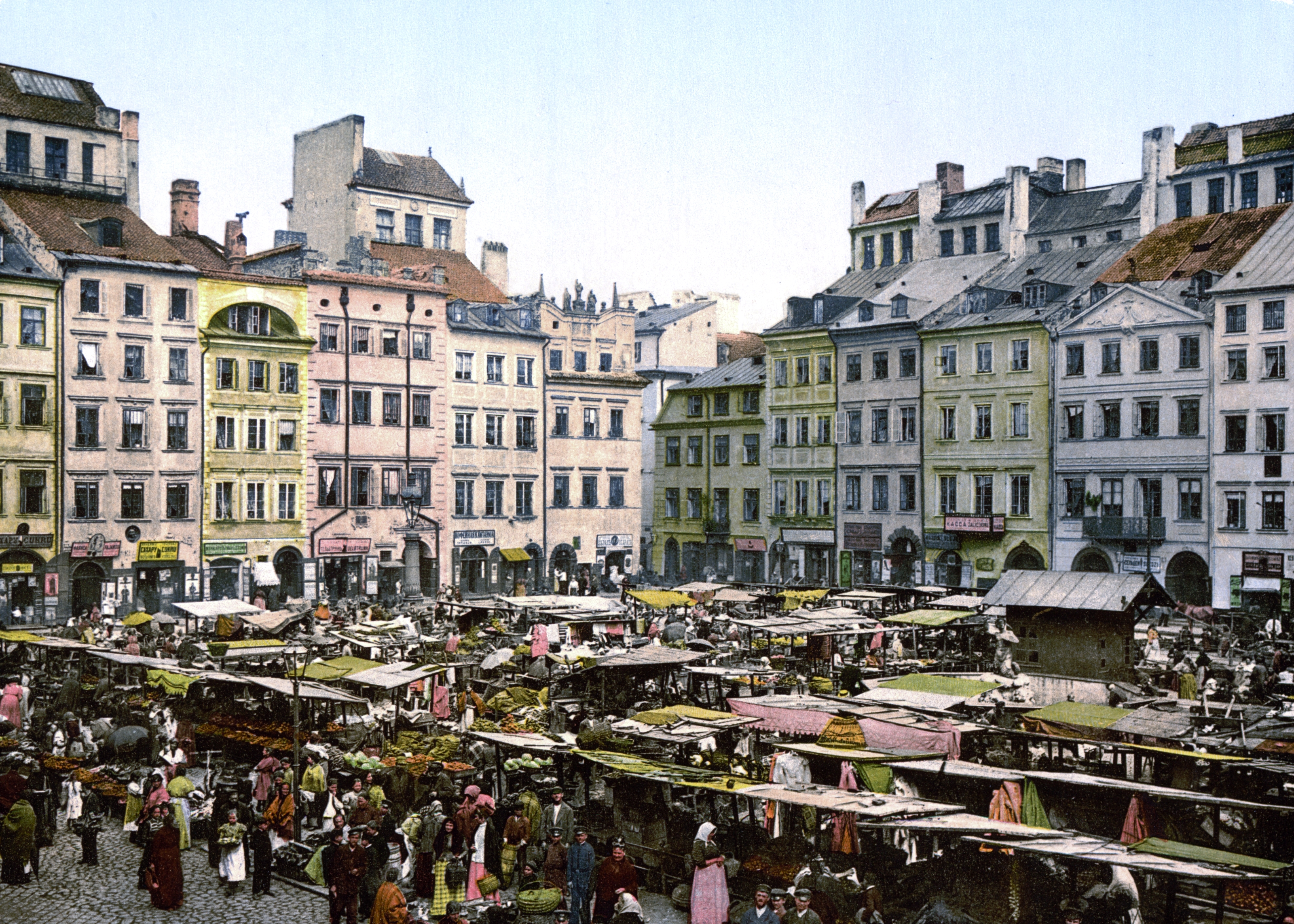
Place du Marché-de-la-Vieille-Ville.
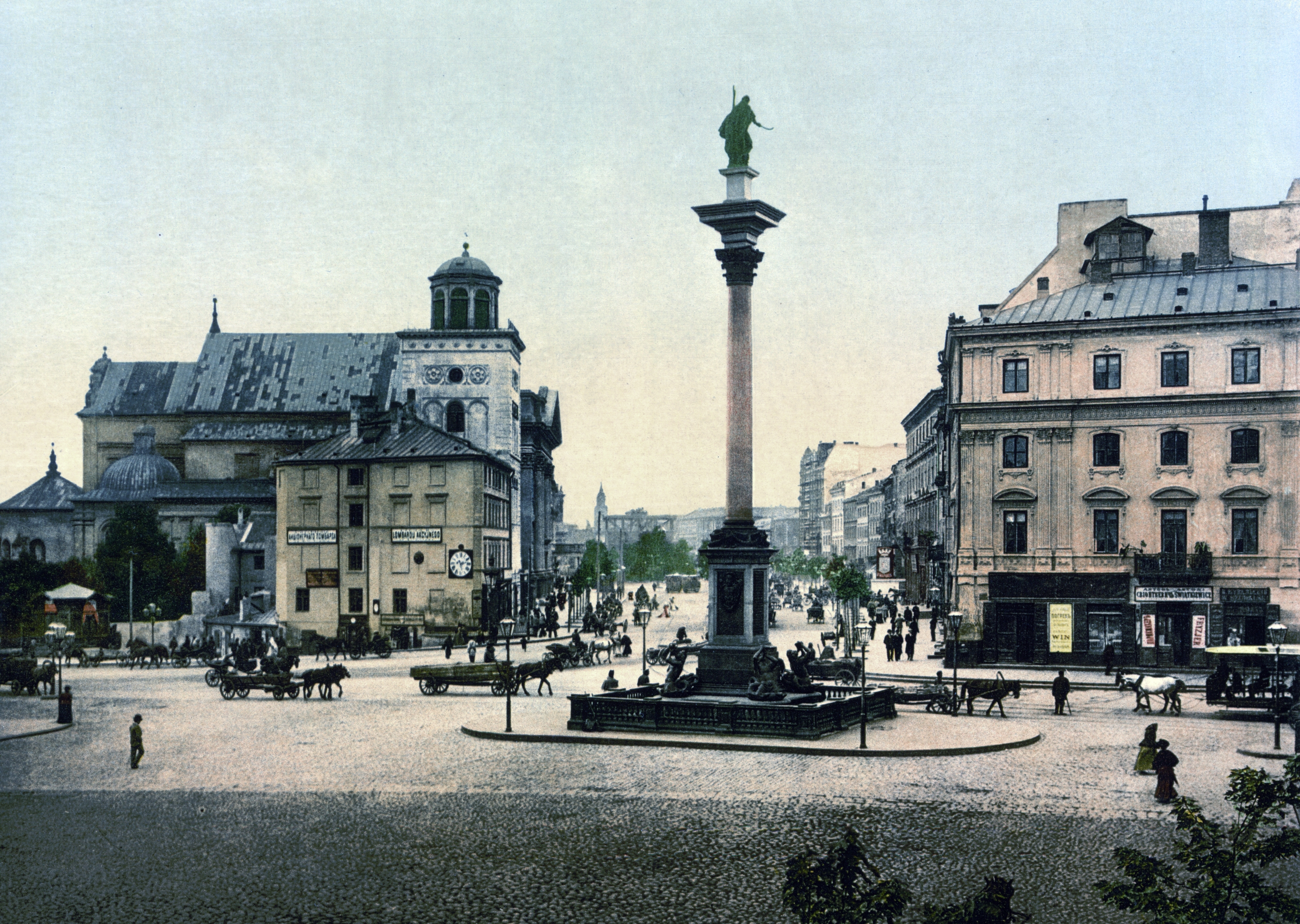
Place du Château.

- Liste de citoyens d'honneur de la ville de Varsovie

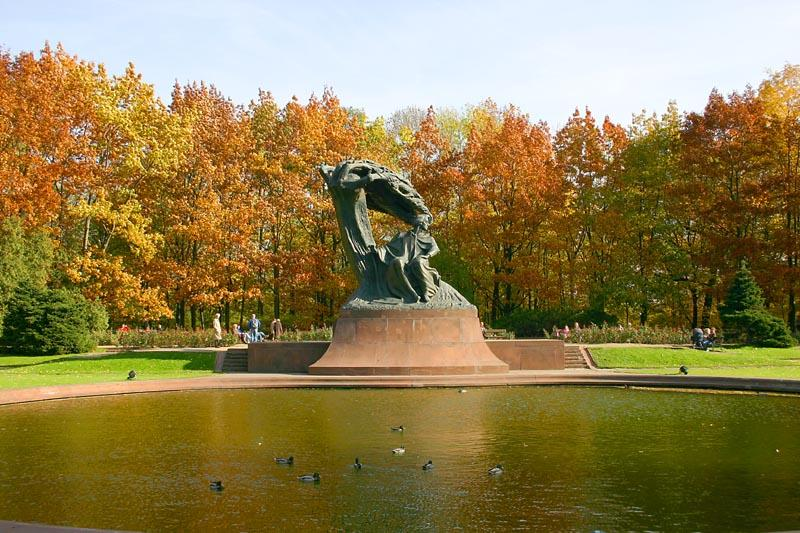
Monument Frédéric Chopin.
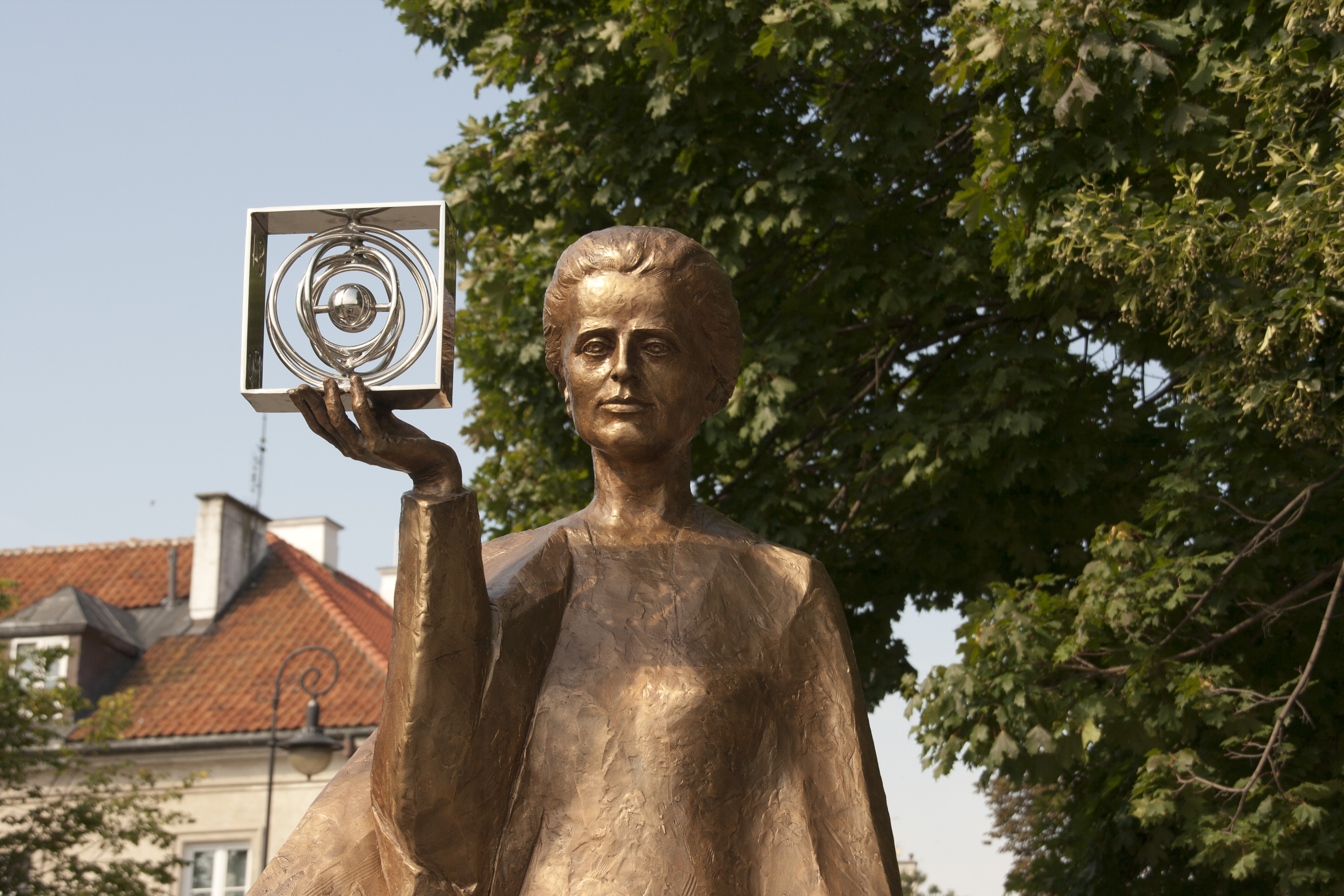
Monument Marie Curie.
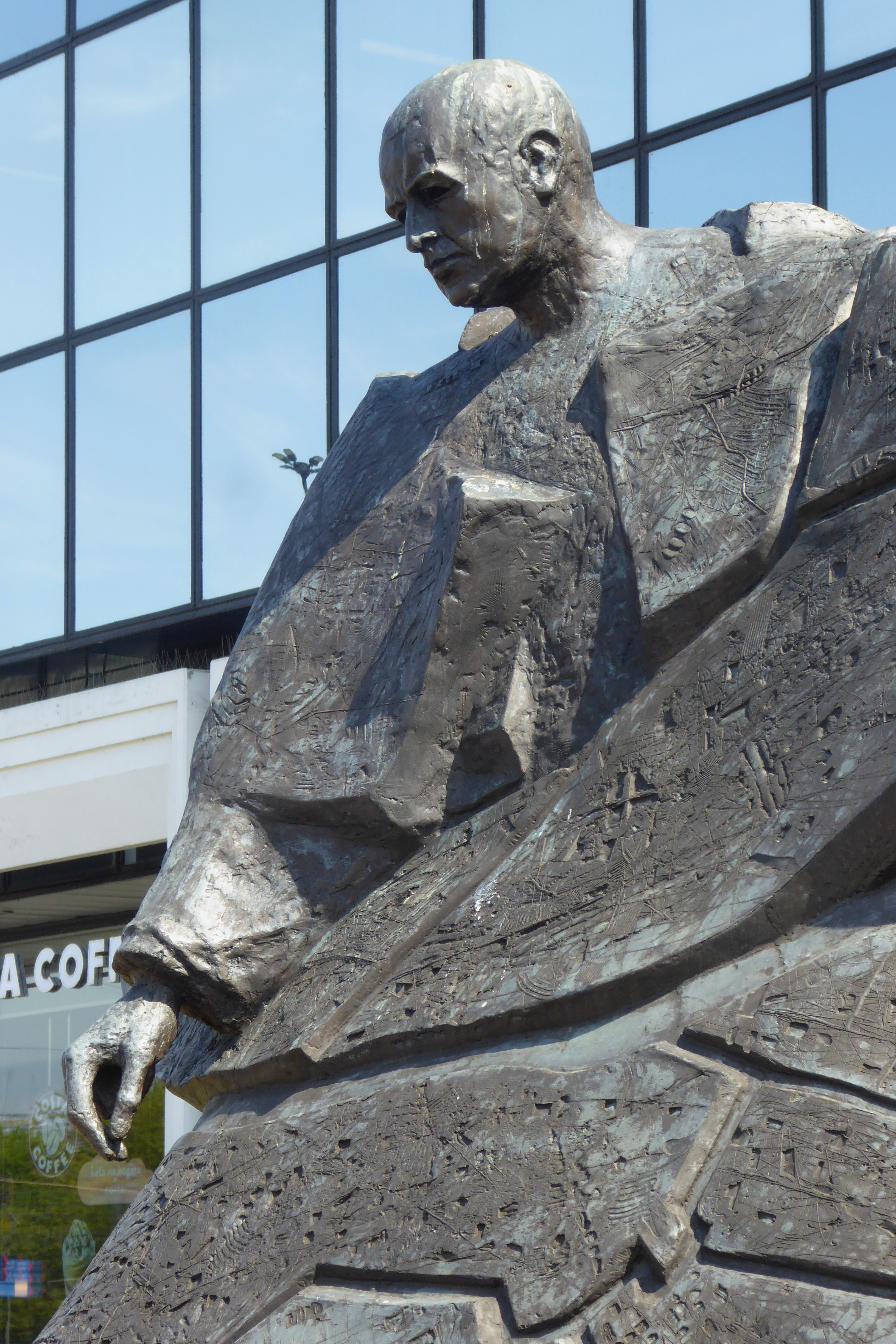
Monument Stefan Starzyński.
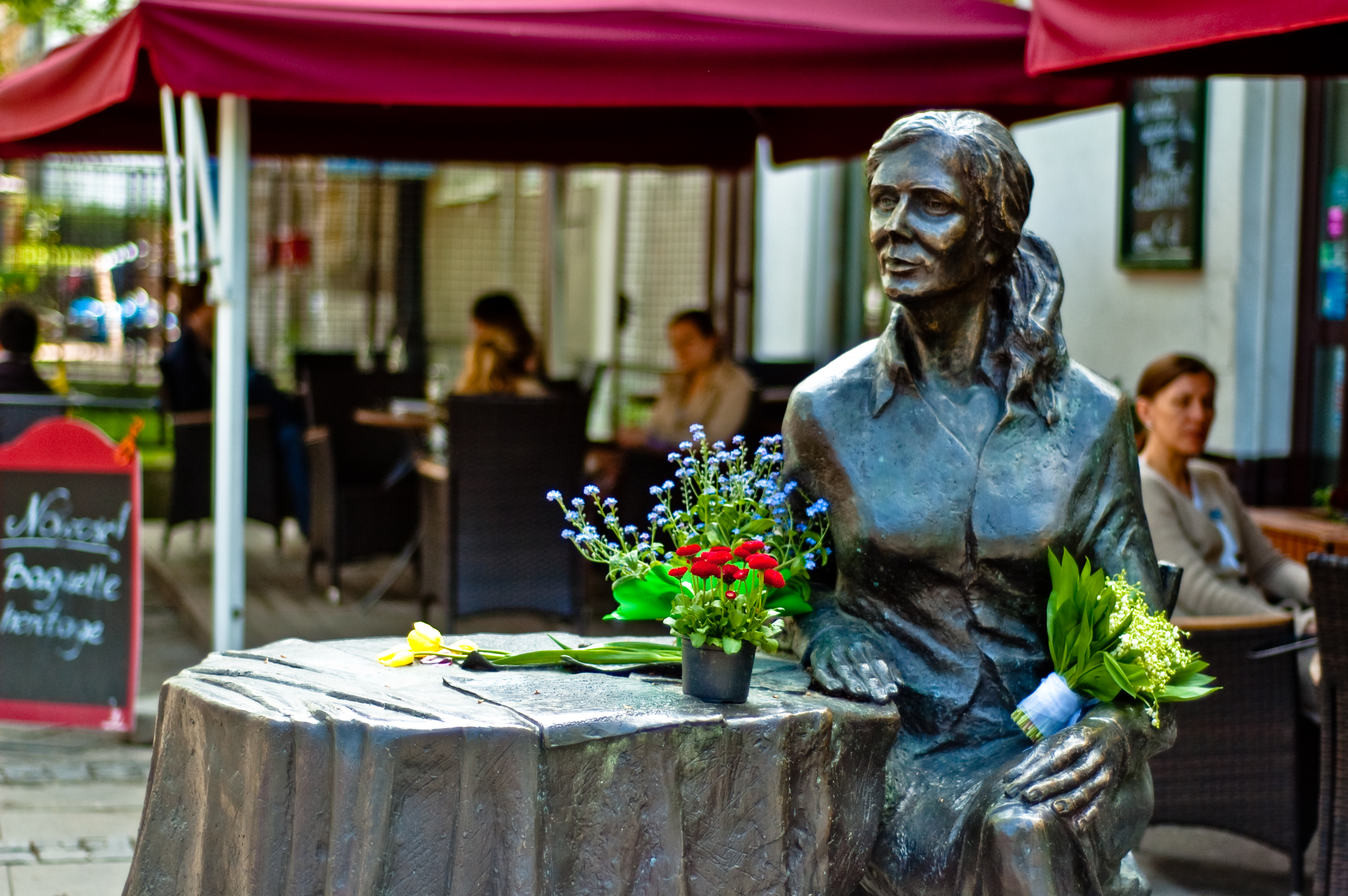
Monument Agnieszka Osiecka.

## Galeries

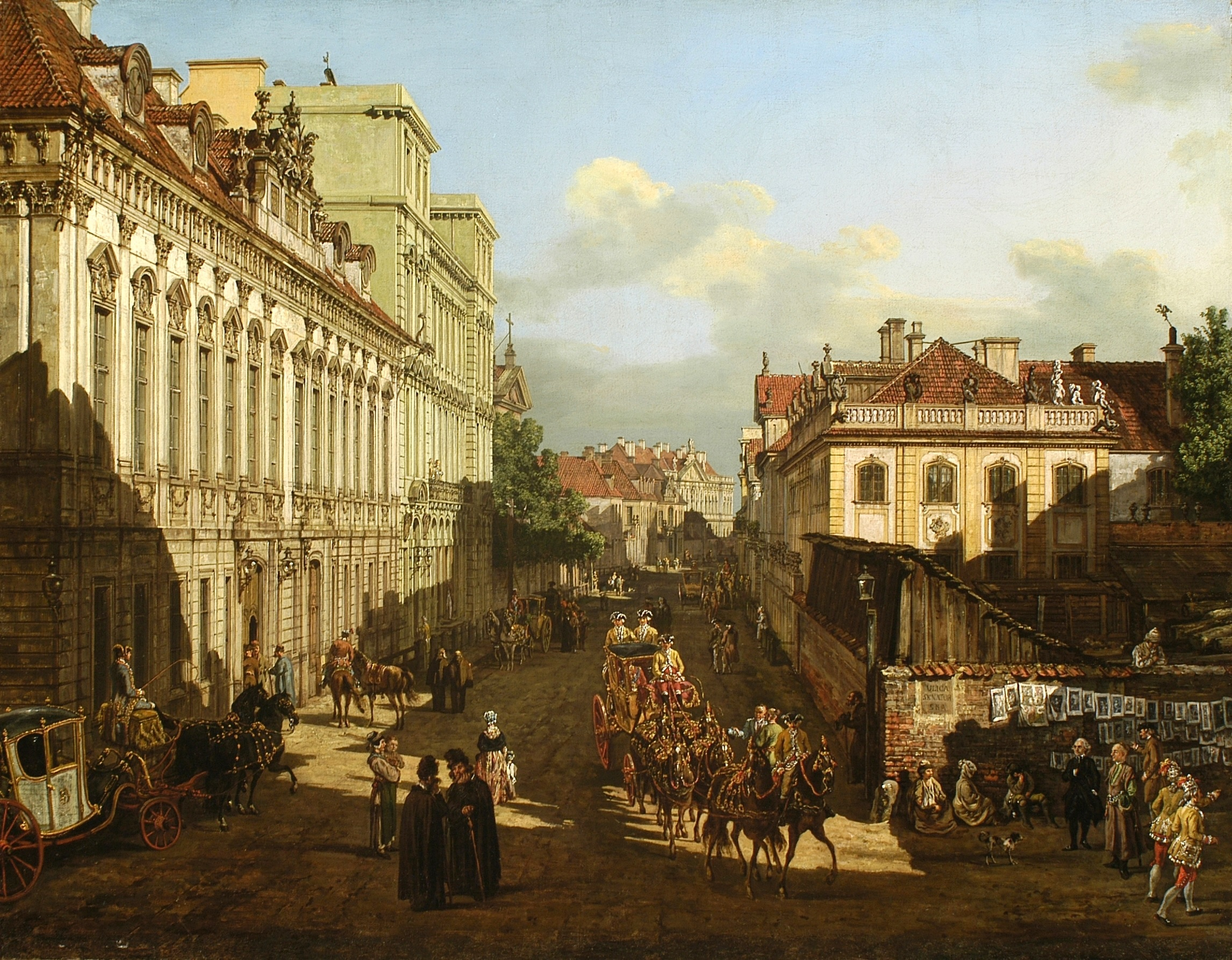
Rue Miodowa, Bernardo Bellotto, 1777.
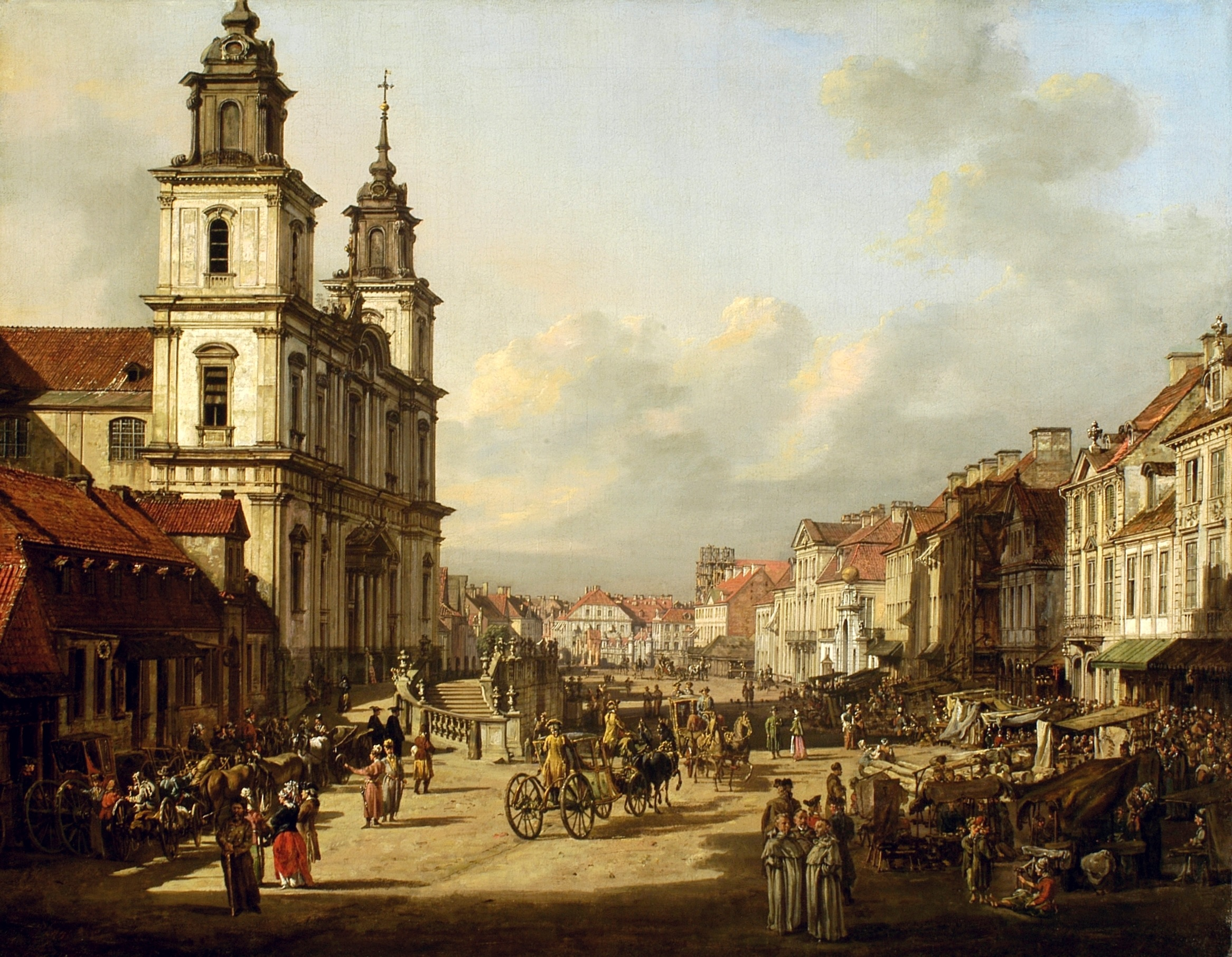
Faubourg de Cracovie, Bernardo Bellotto, 1778.
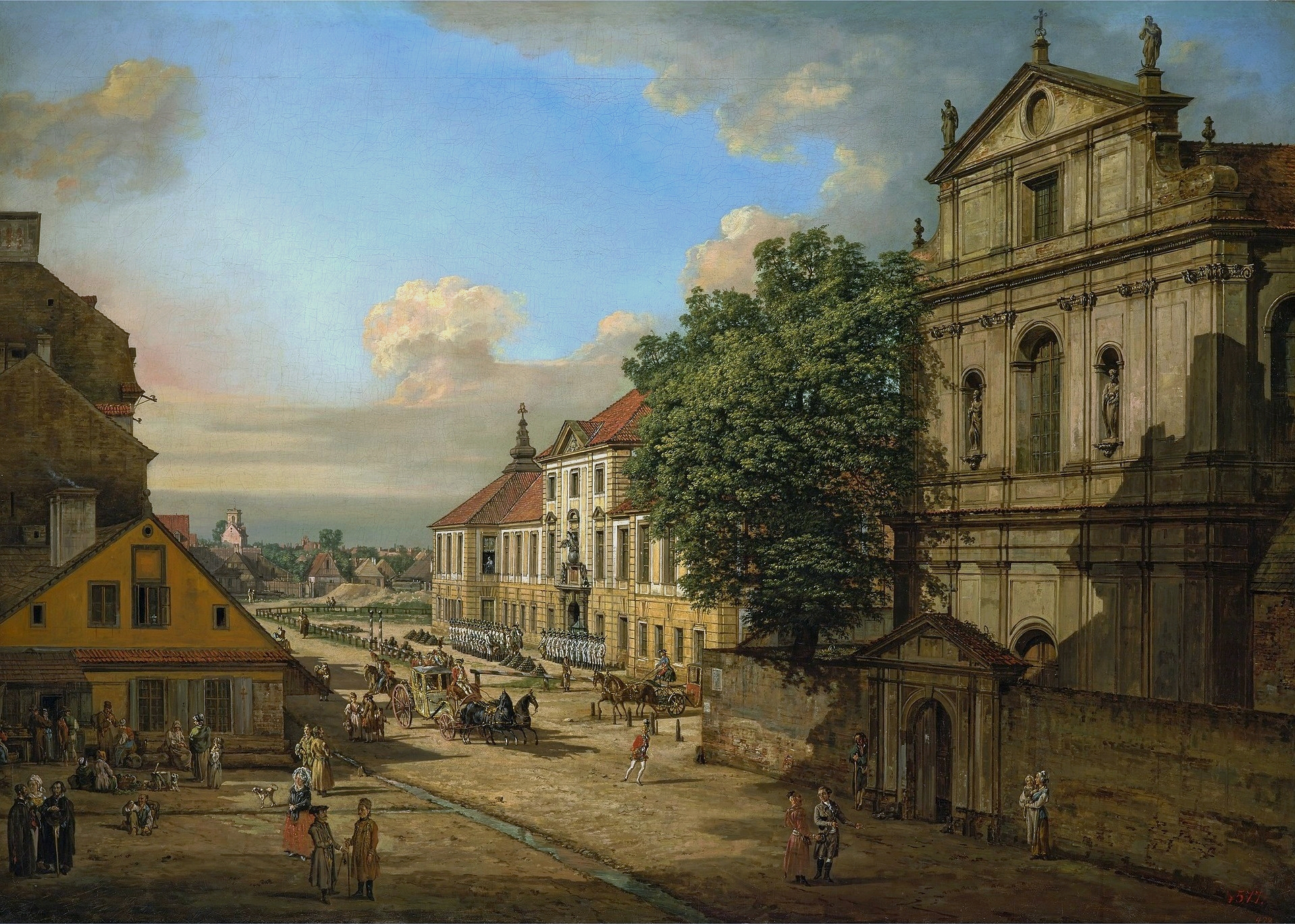
Rue Długa, Bernardo Bellotto, 1777.
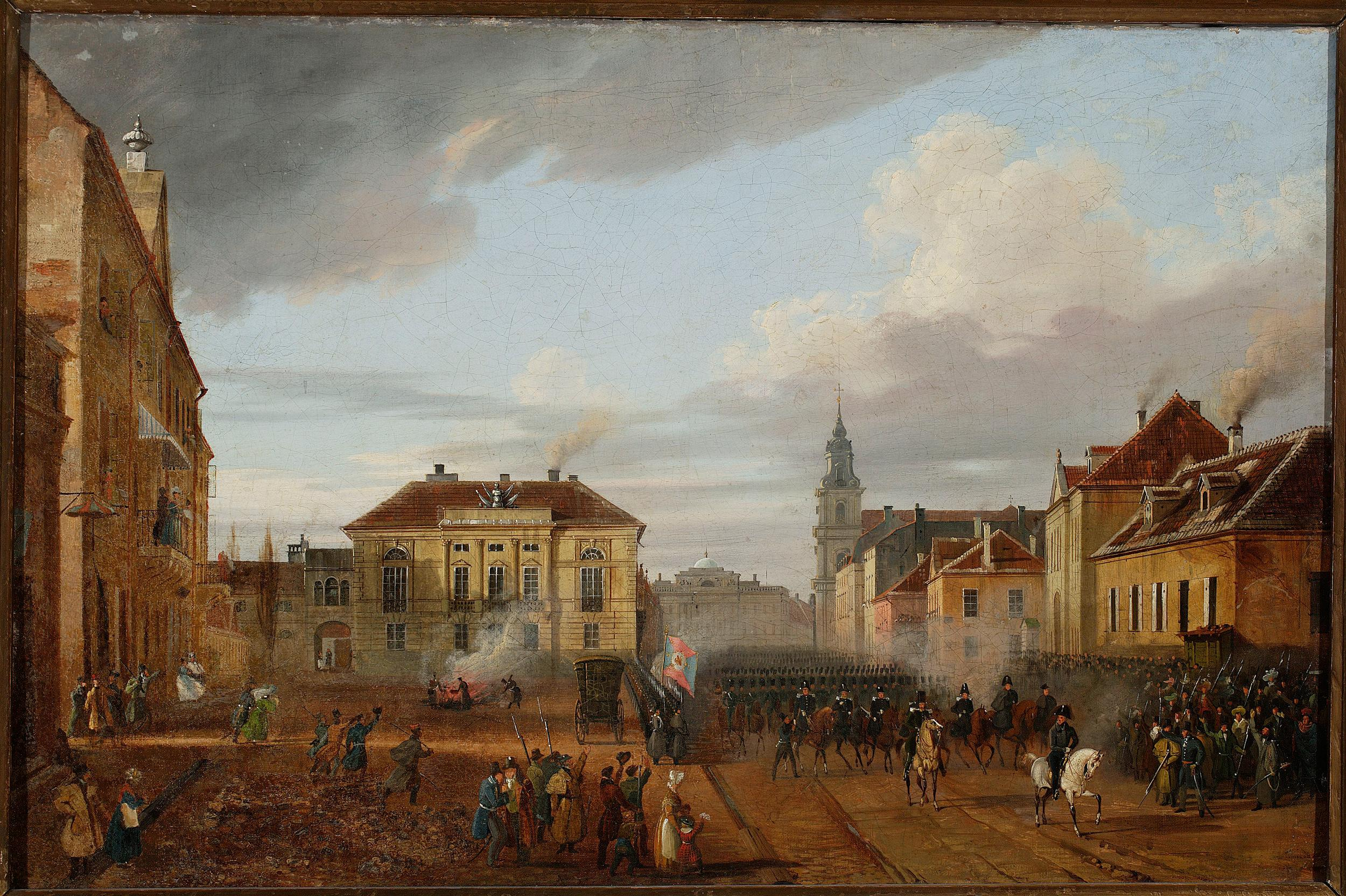
Faubourg de Cracovie, Marcin Zaleski, 1831.
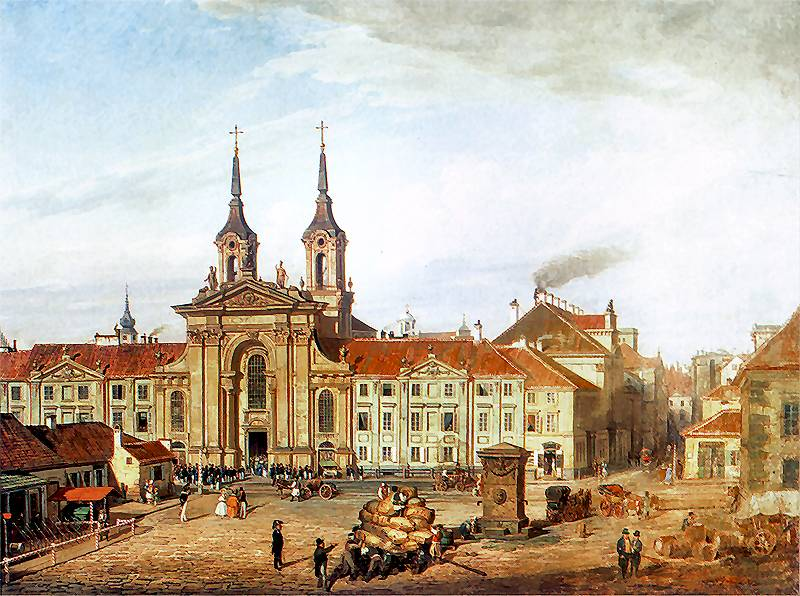
Église réformée, Marcin Zaleski, 1850.
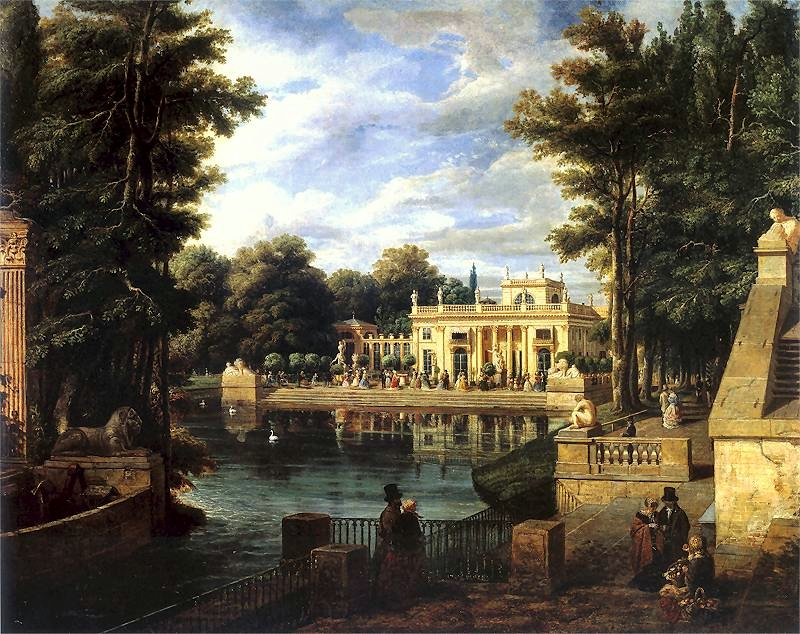
Parc Łazienki, Marcin Zaleski, 1850.
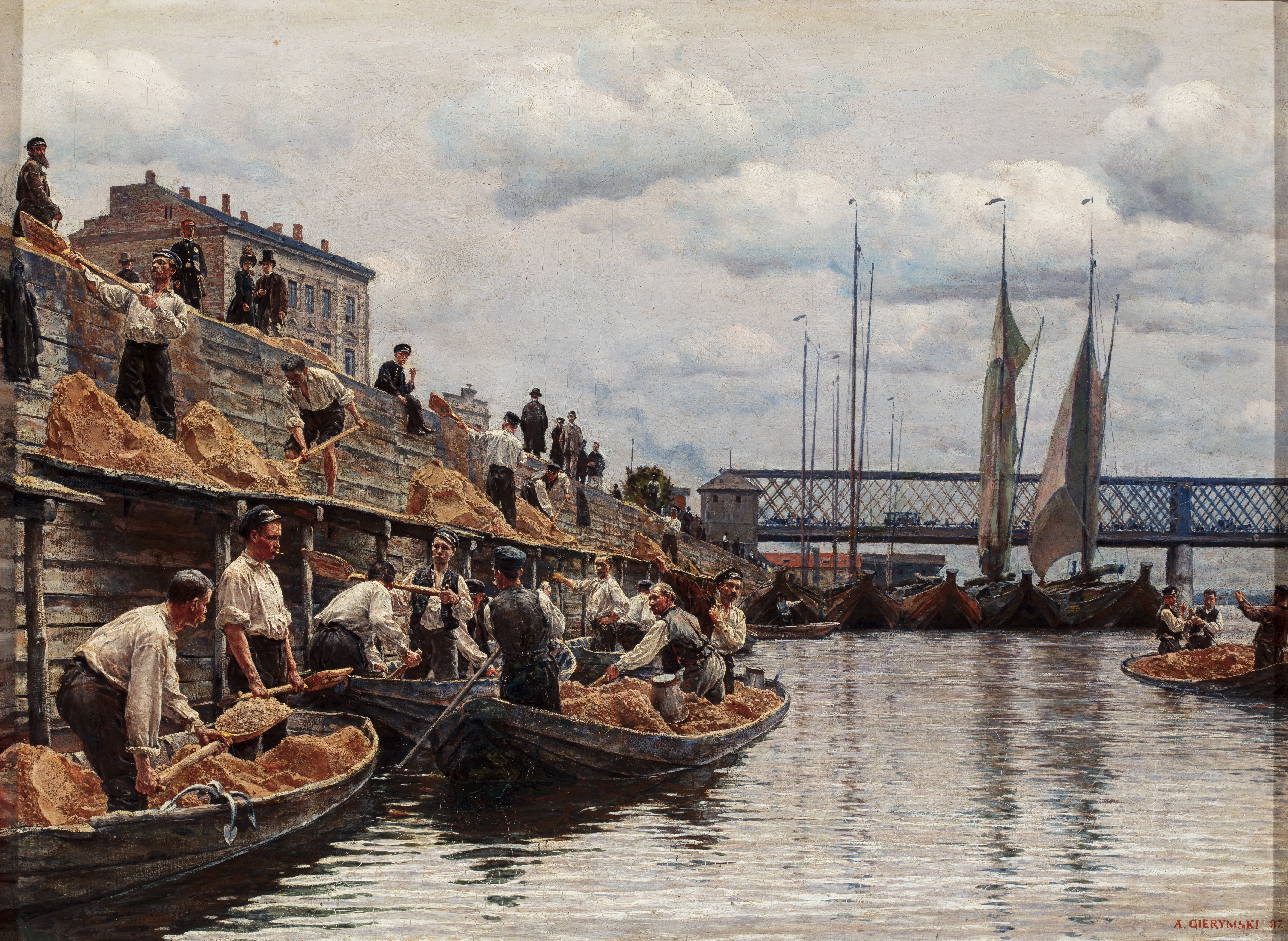
Les ouvriers de sable, Aleksander Gierymski, 1887.
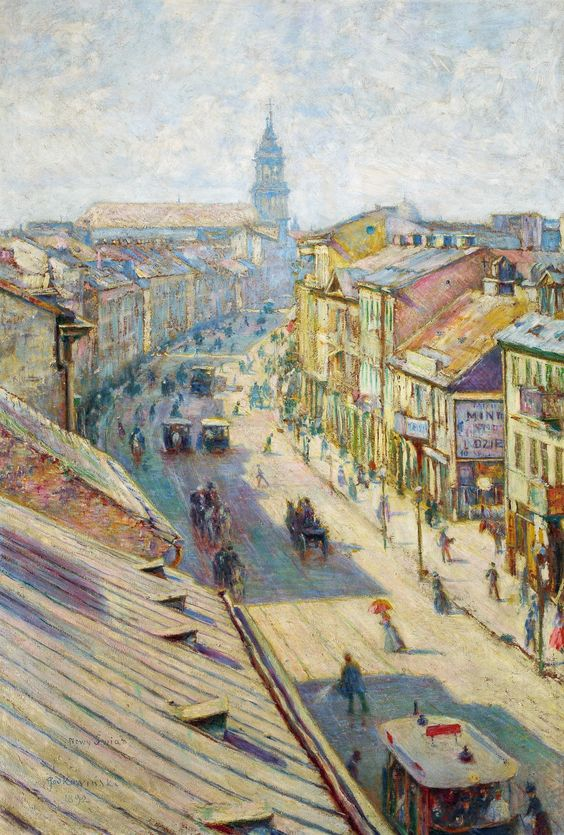
Rue du Nouveau Monde, Władysław Podkowiński, 1900.

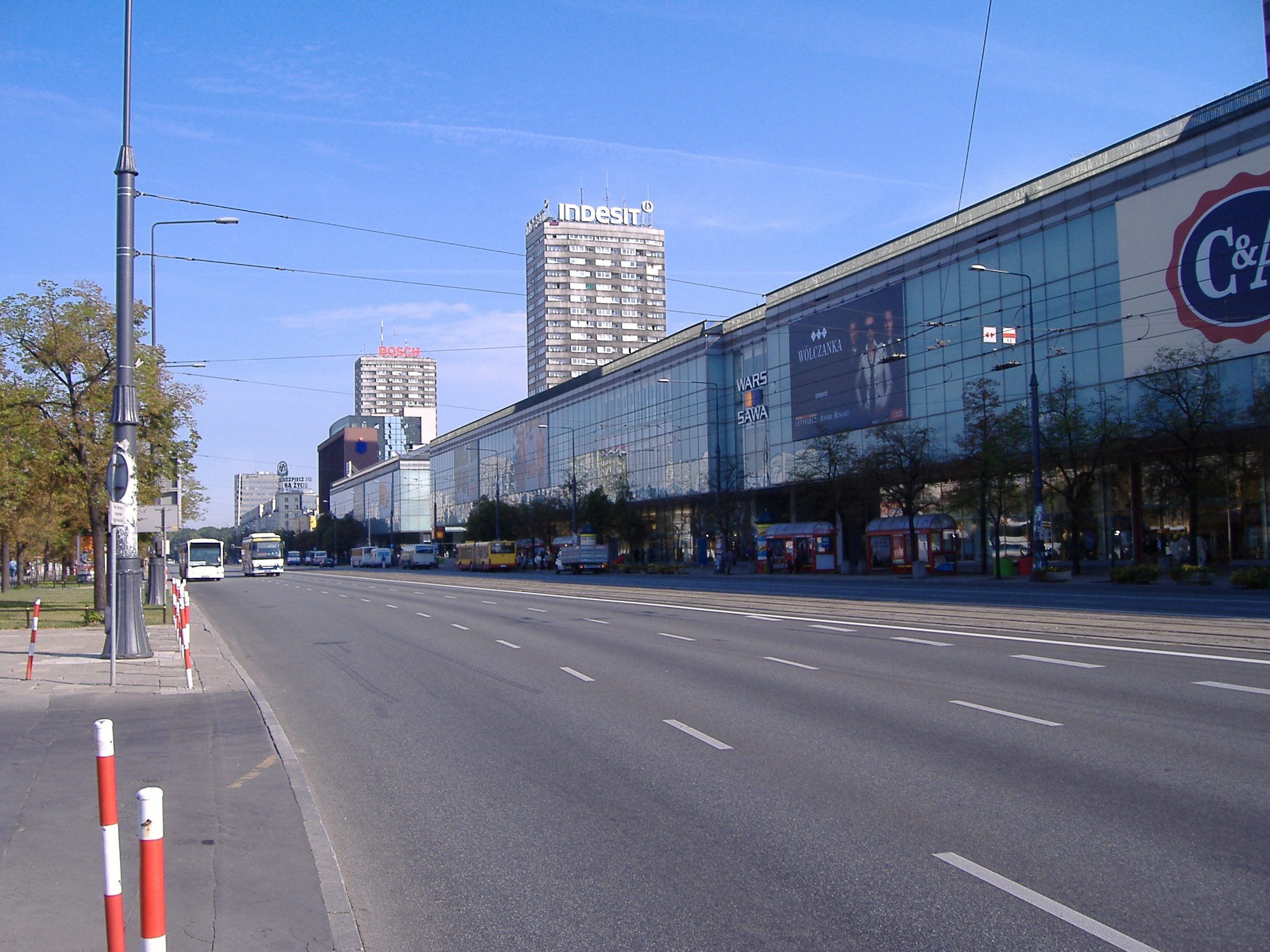
Rue du Maréchal 2005.
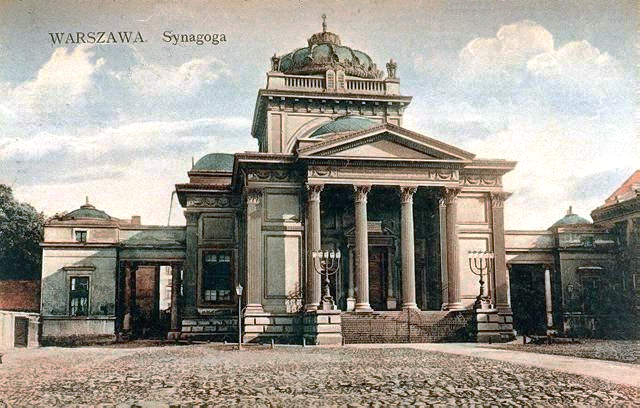
Grande synagogue 1910.
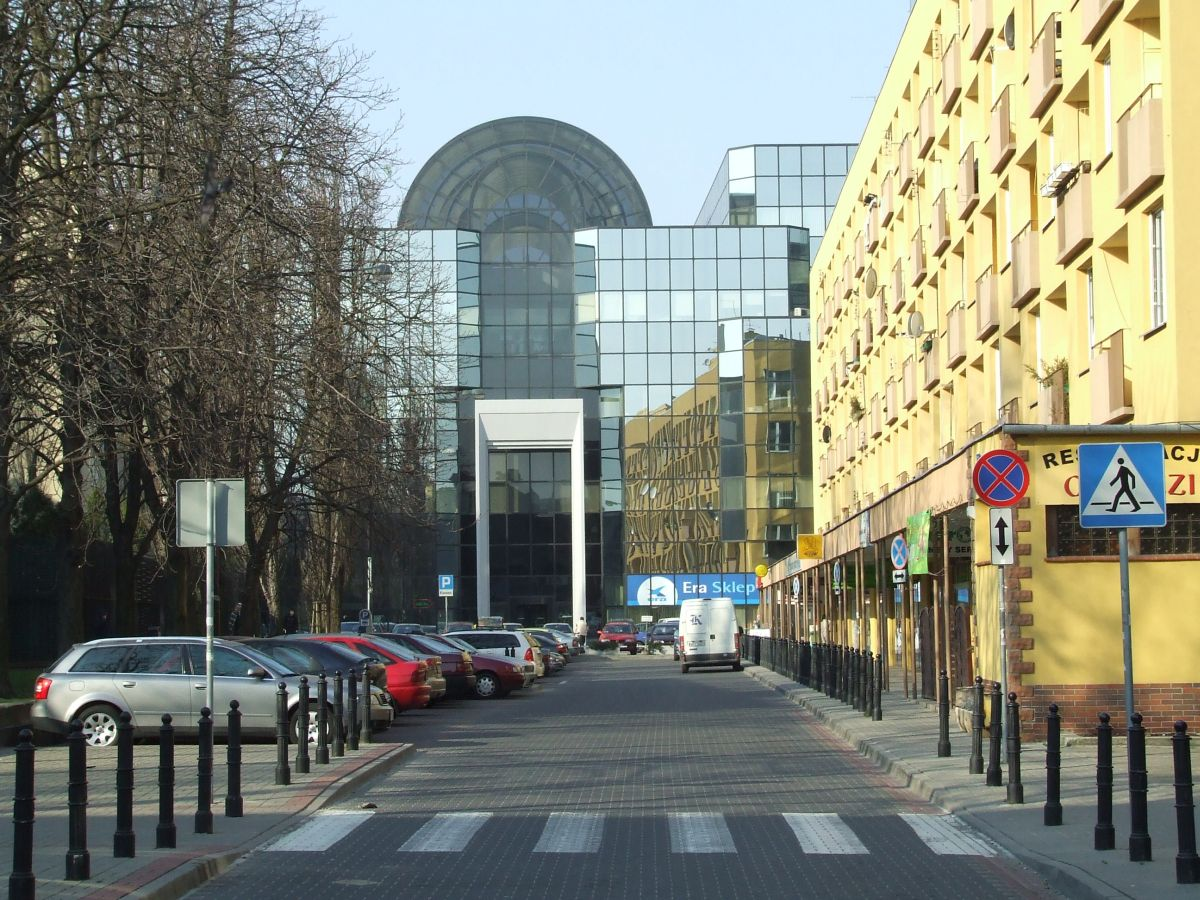
Gratte-ciel Bleu 2007.

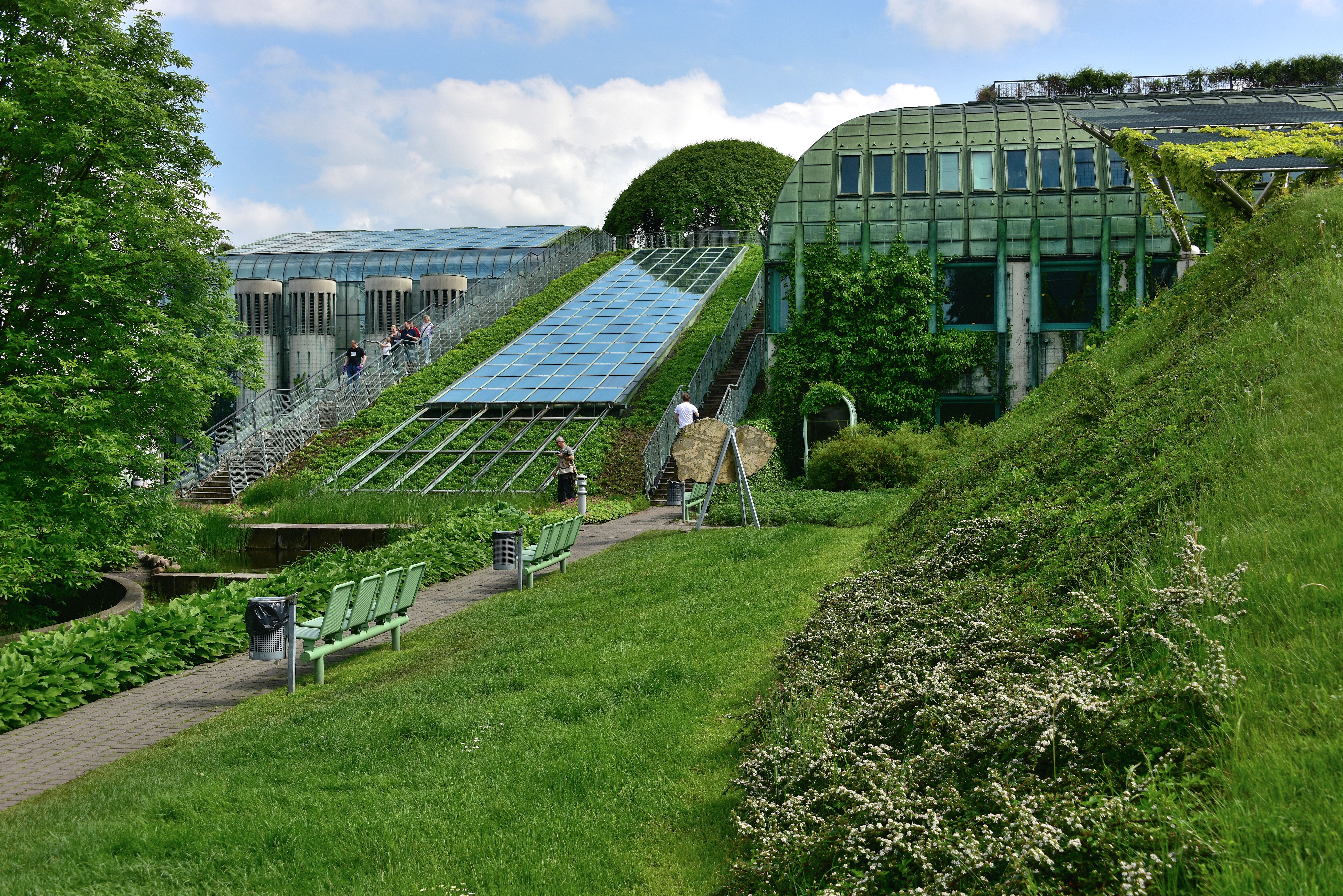
Jardin de la Bibliothèque de l'université de Varsovie.
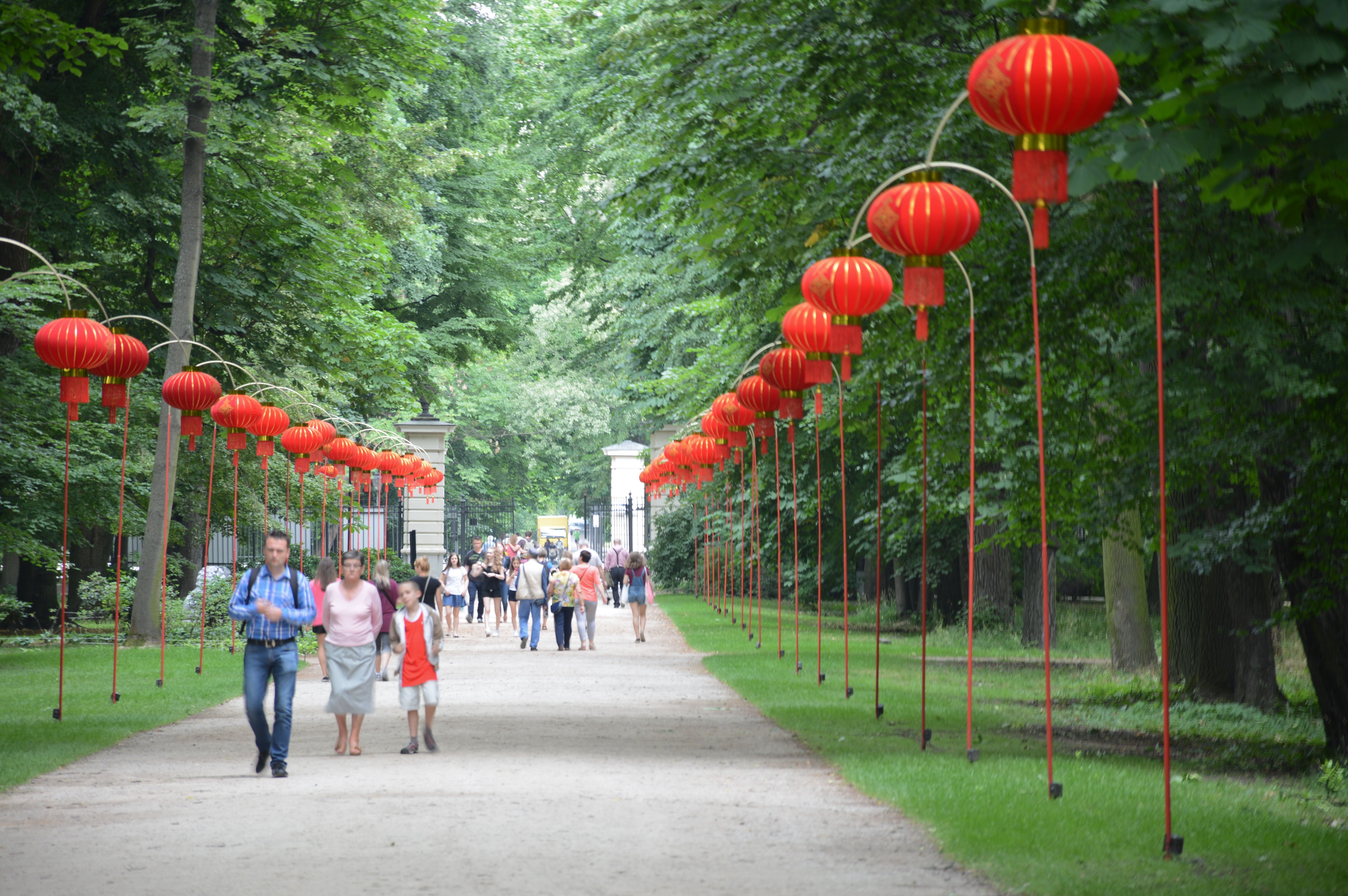
Parc des Bains Royaux.
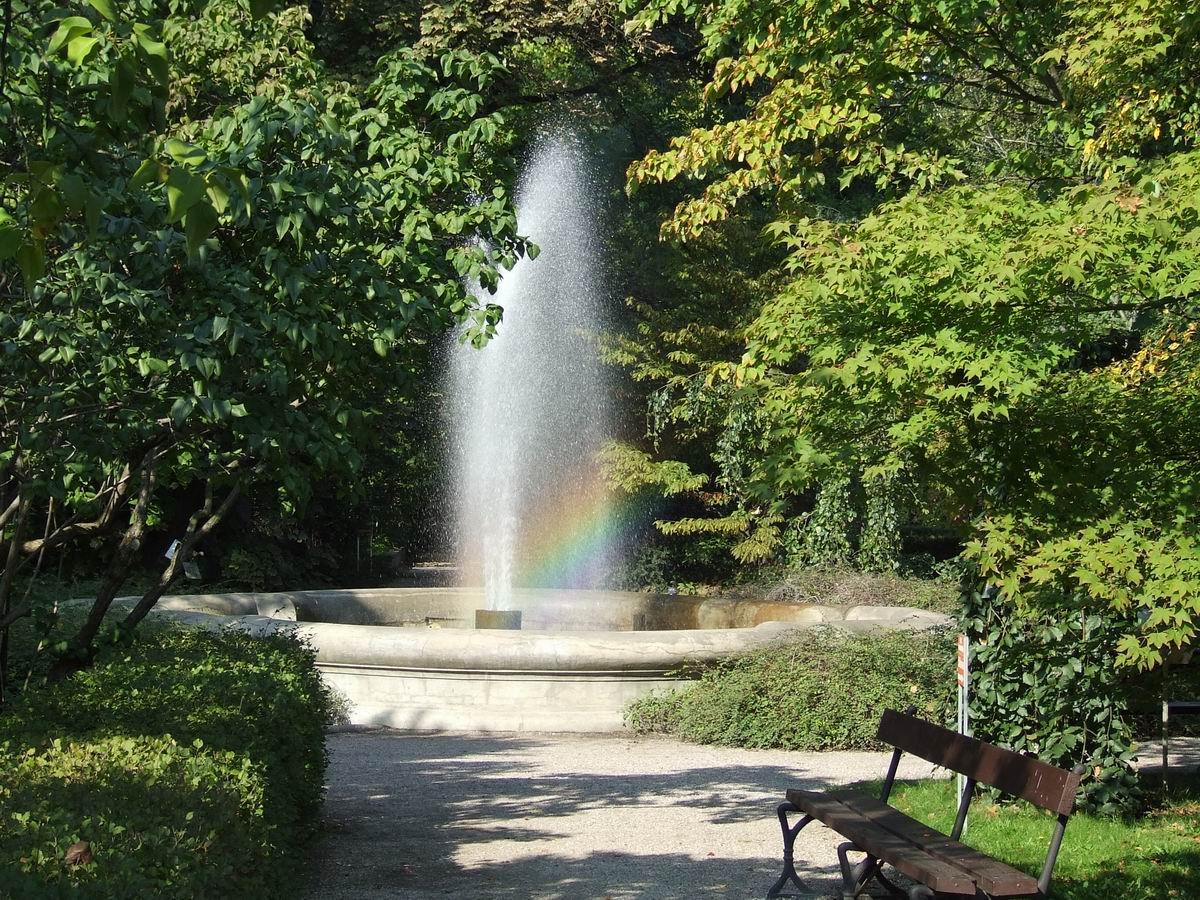
Jardin botanique de l'université de Varsovie.
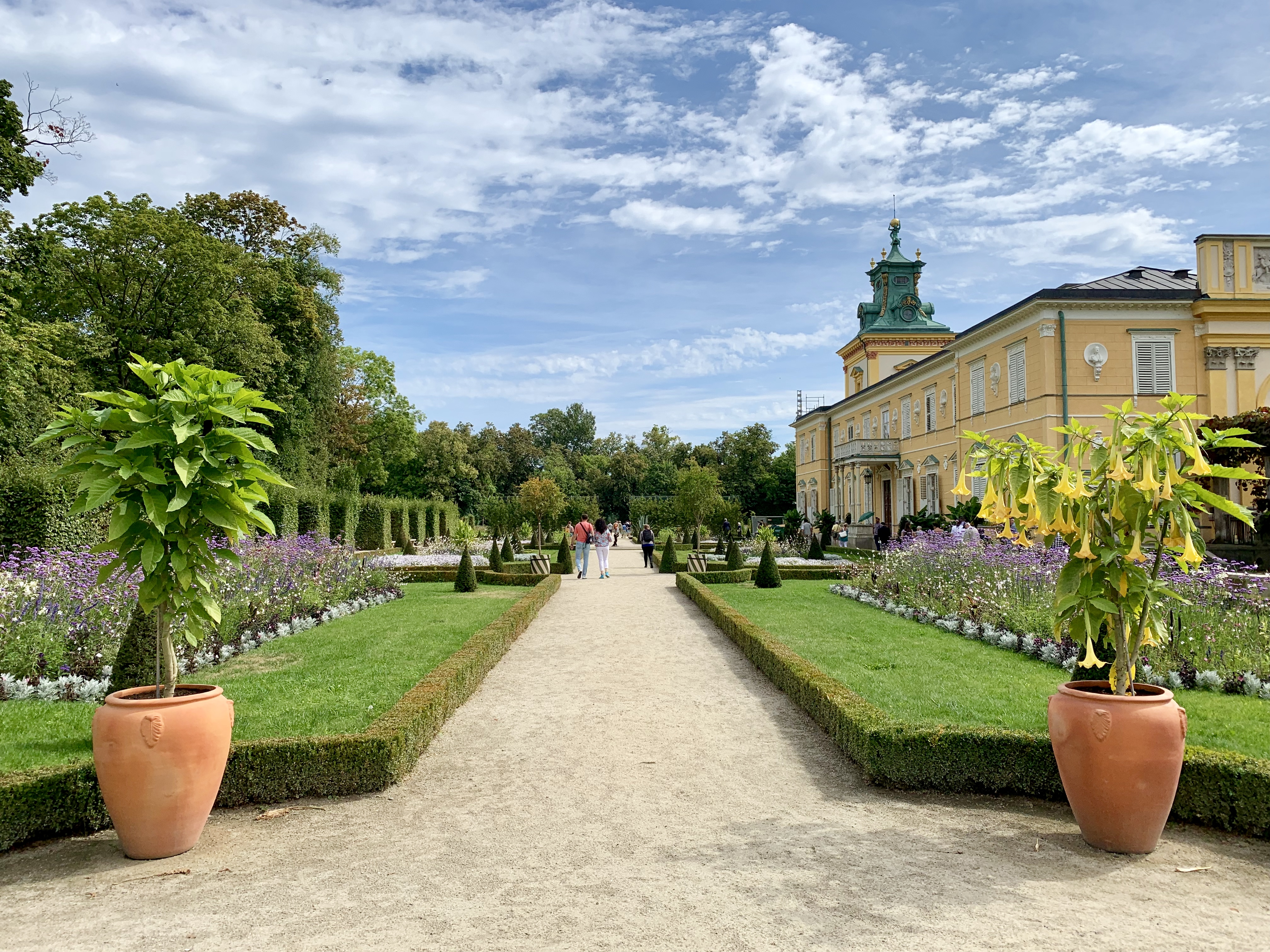
Parc du Palais de Wilanów.
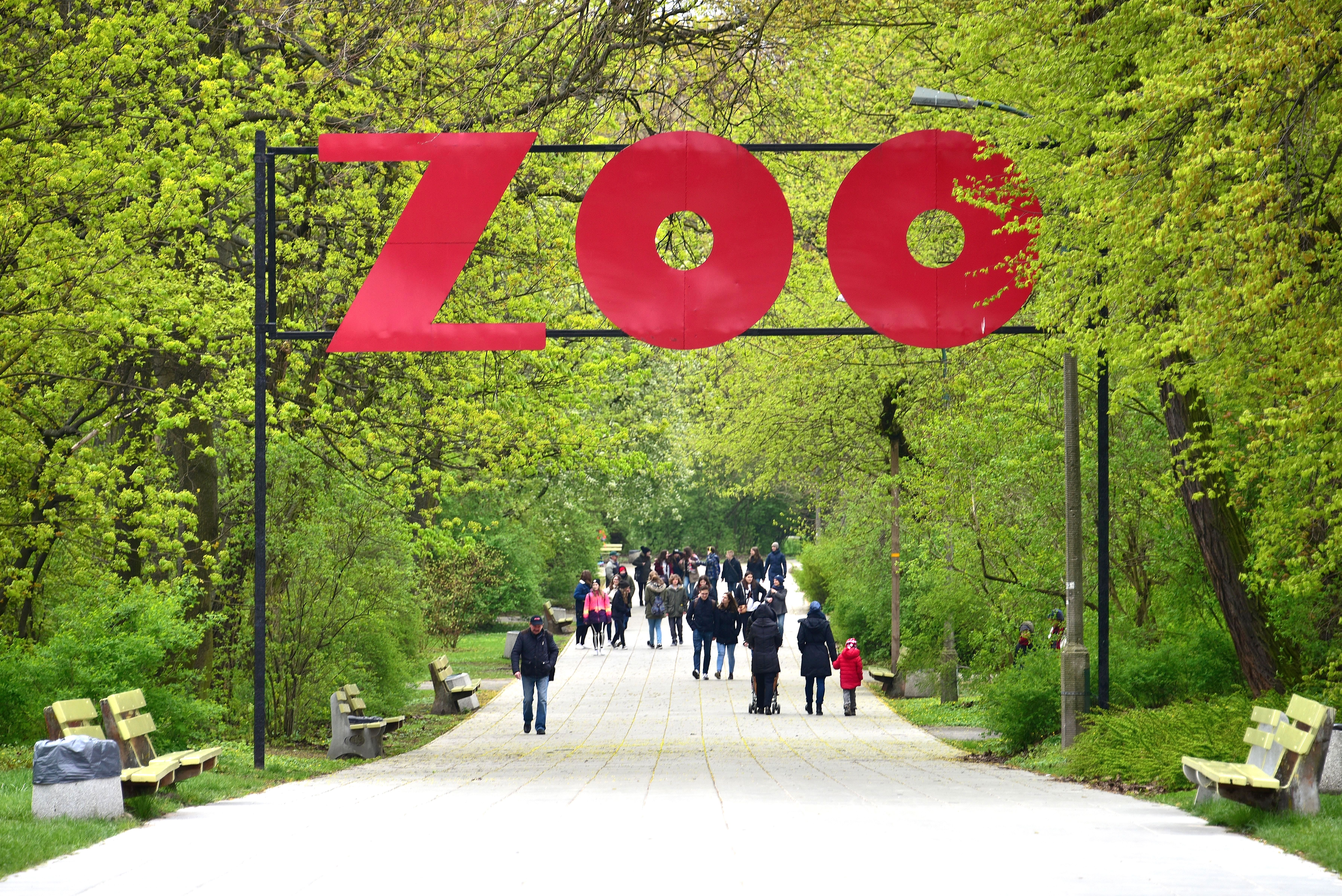
Parc Praski et le zoo de Varsovie.
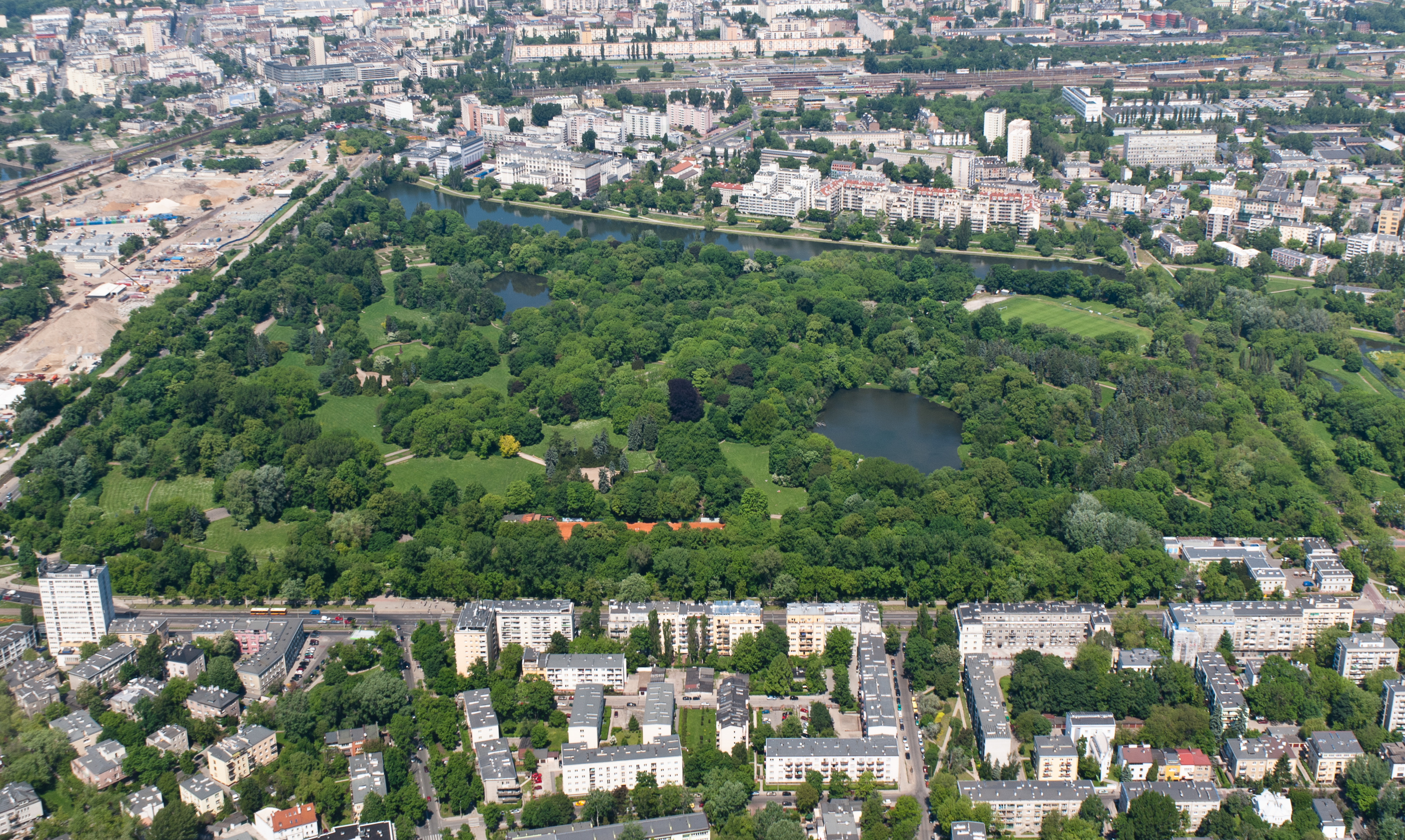
Parc Skaryszewski.
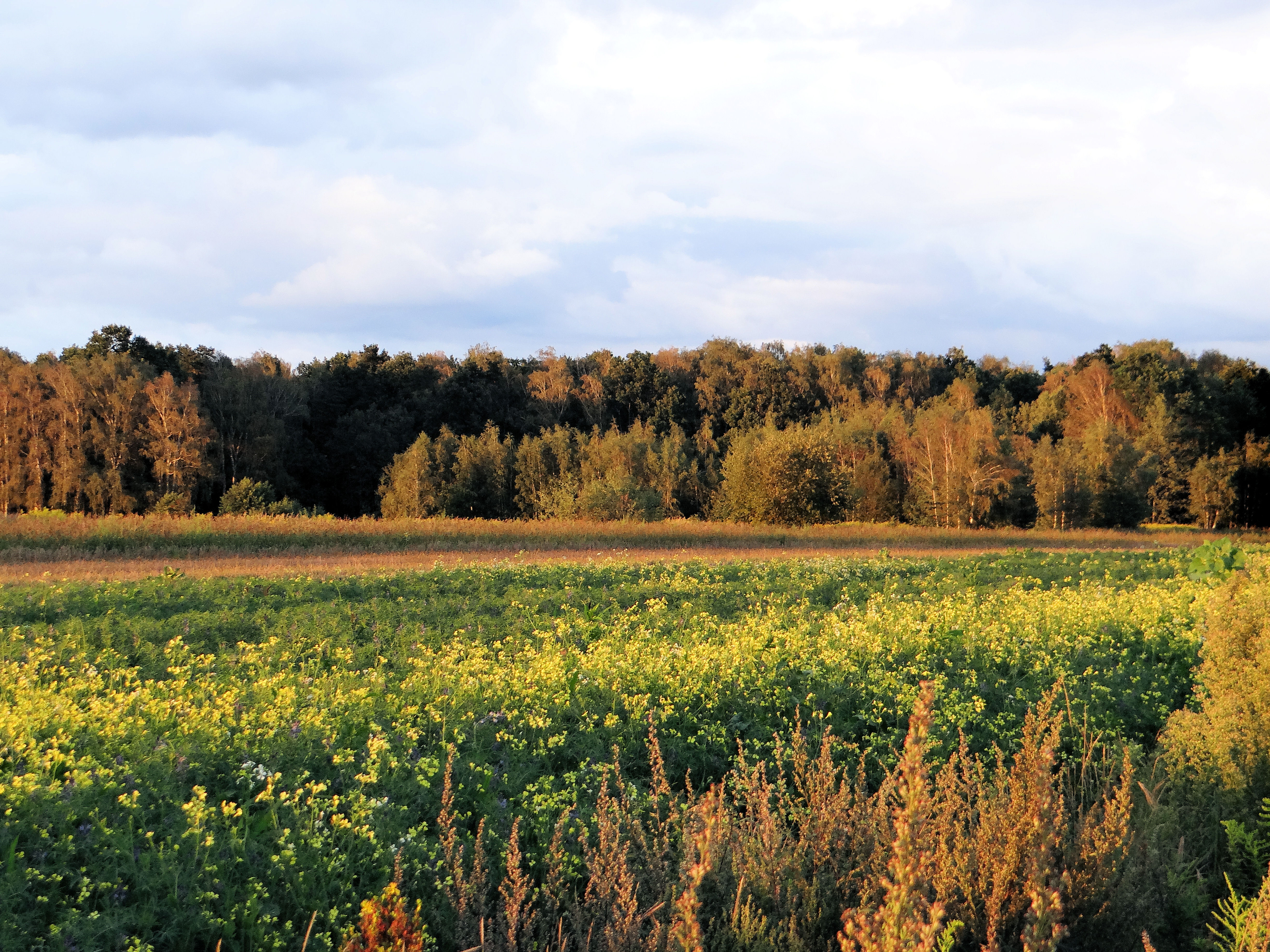
Bois de Kabaty.
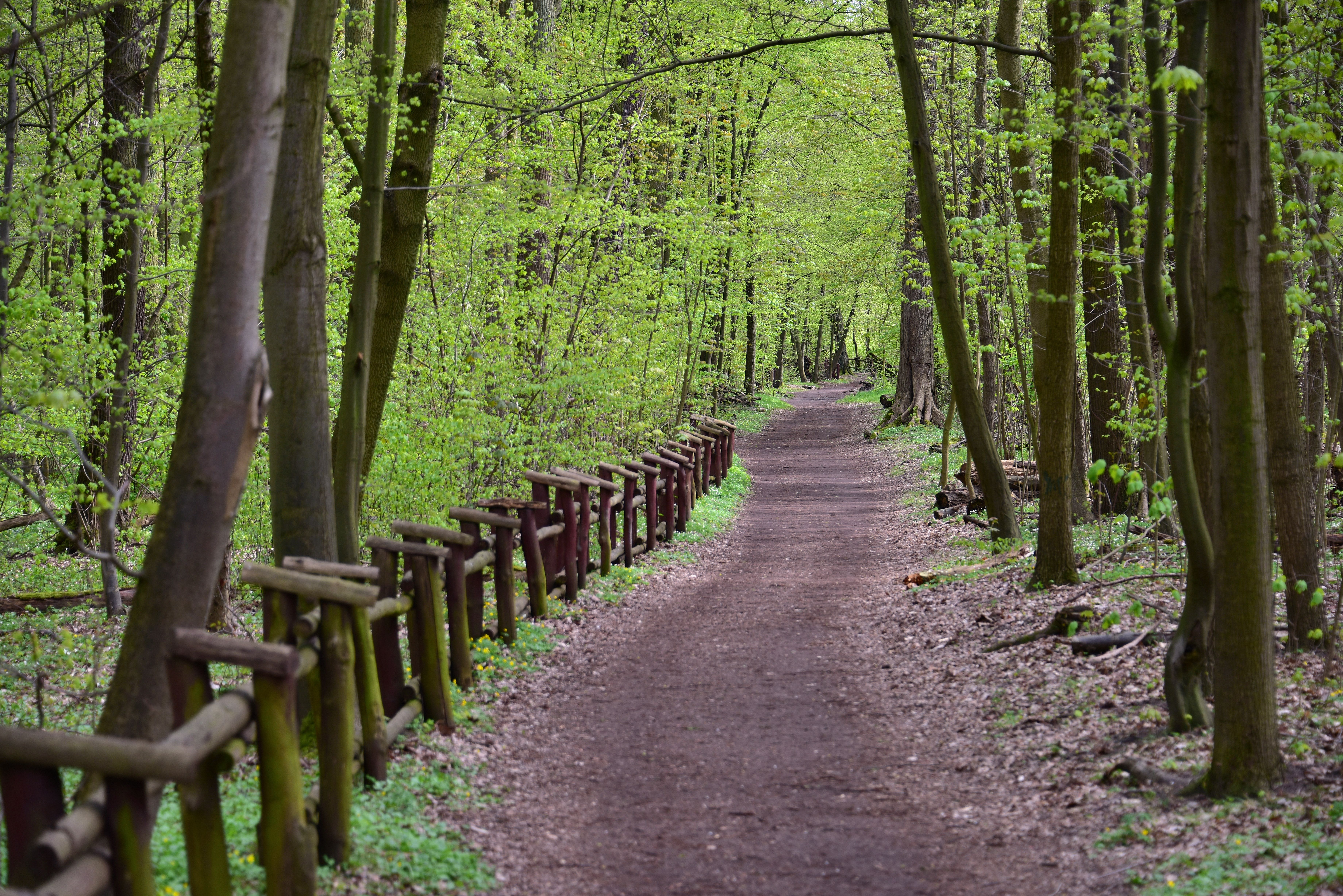
Forêt de Bielański.
Powsin.
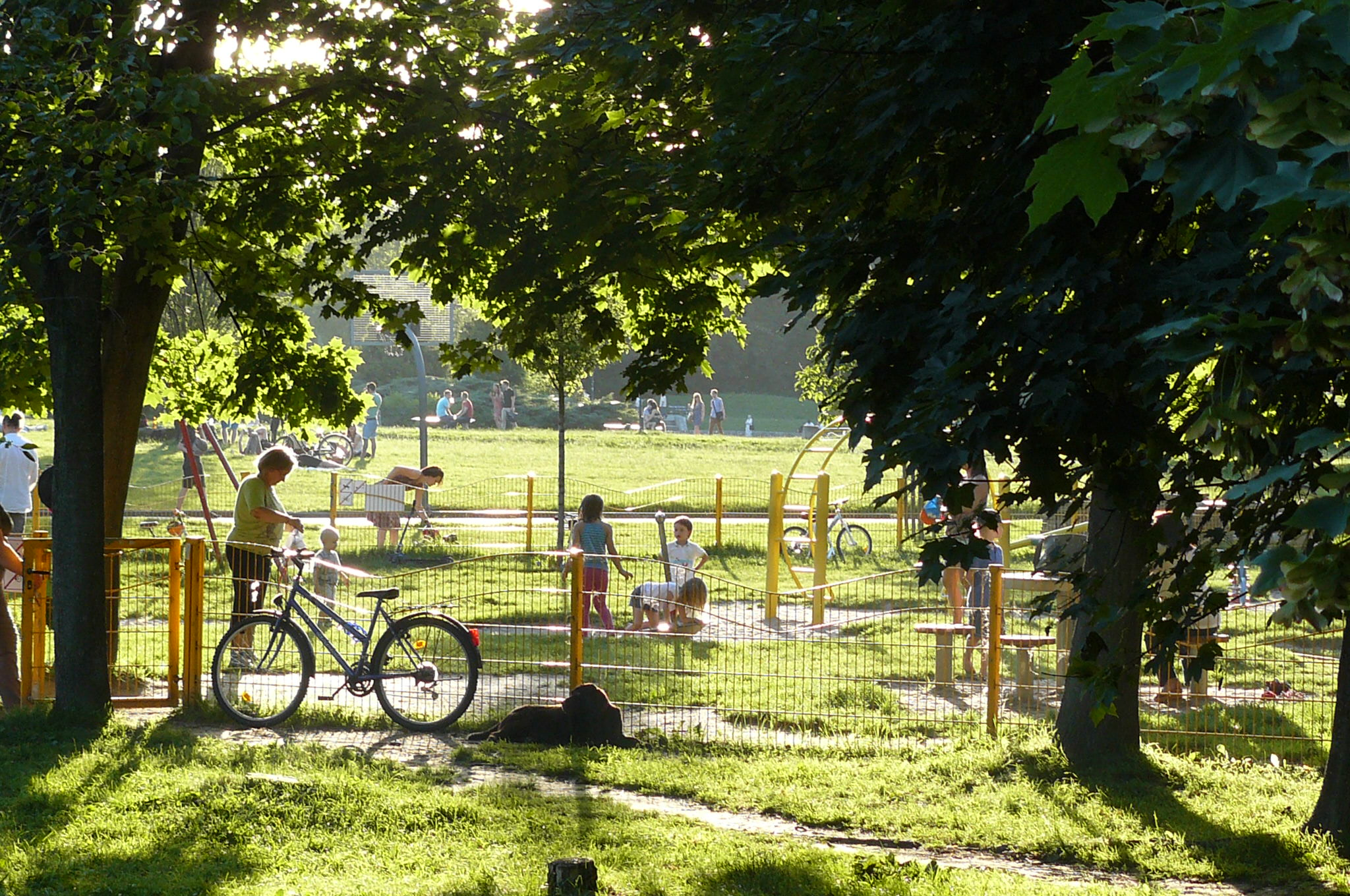
Pole Mokotowskie.

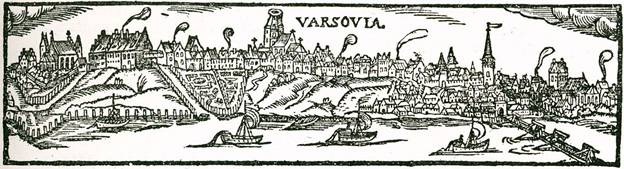
1573.
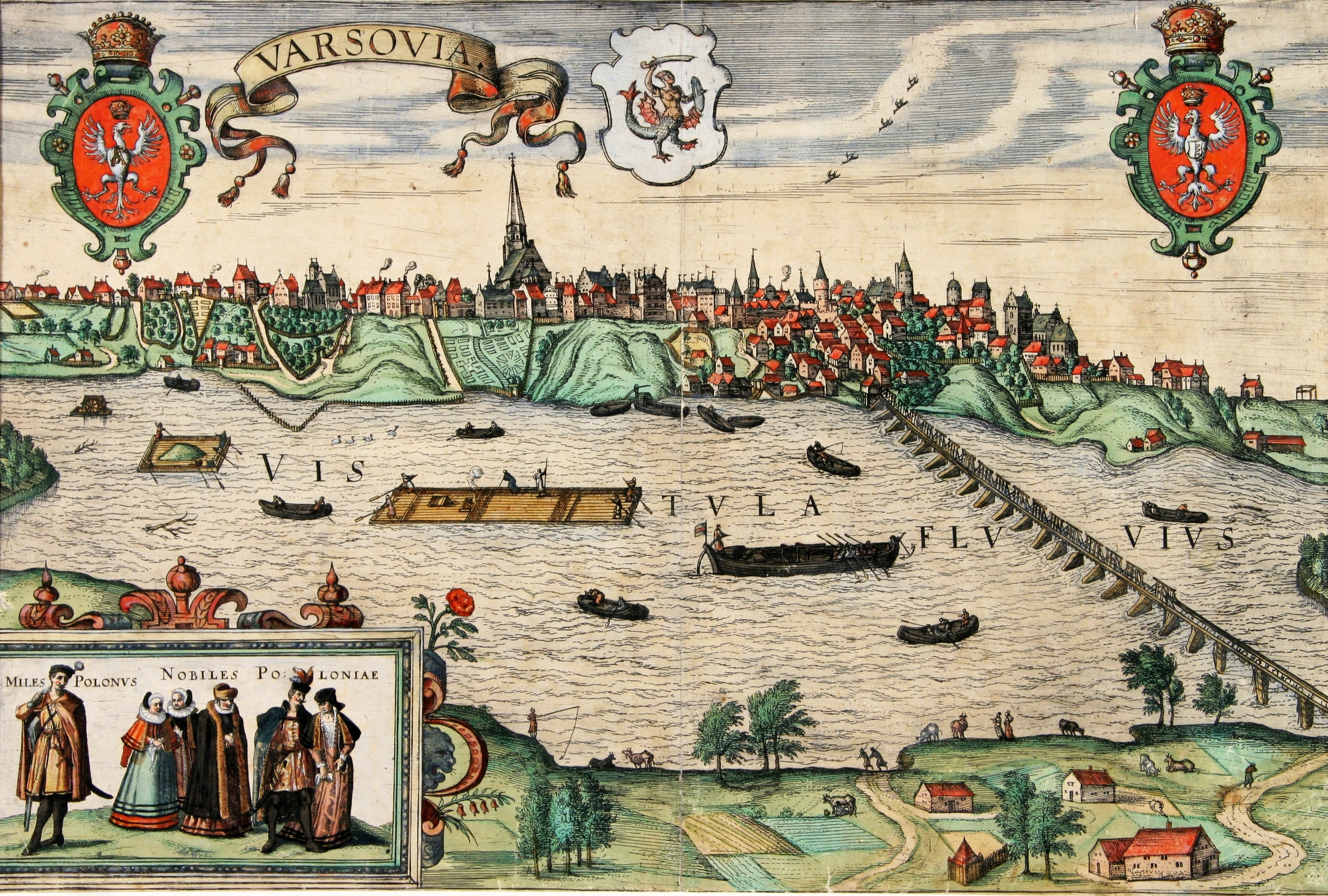
1617.
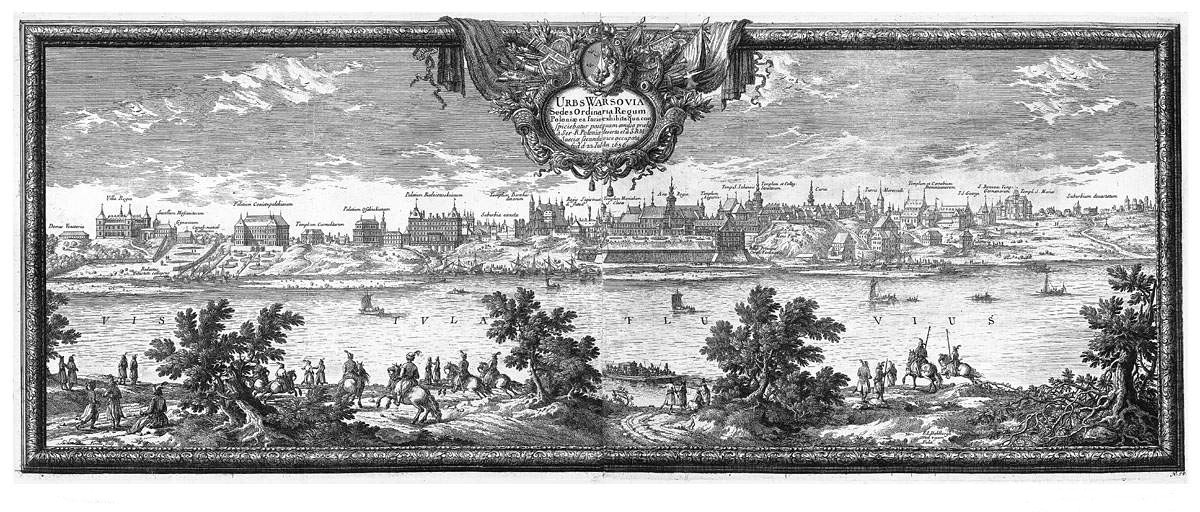
1656.
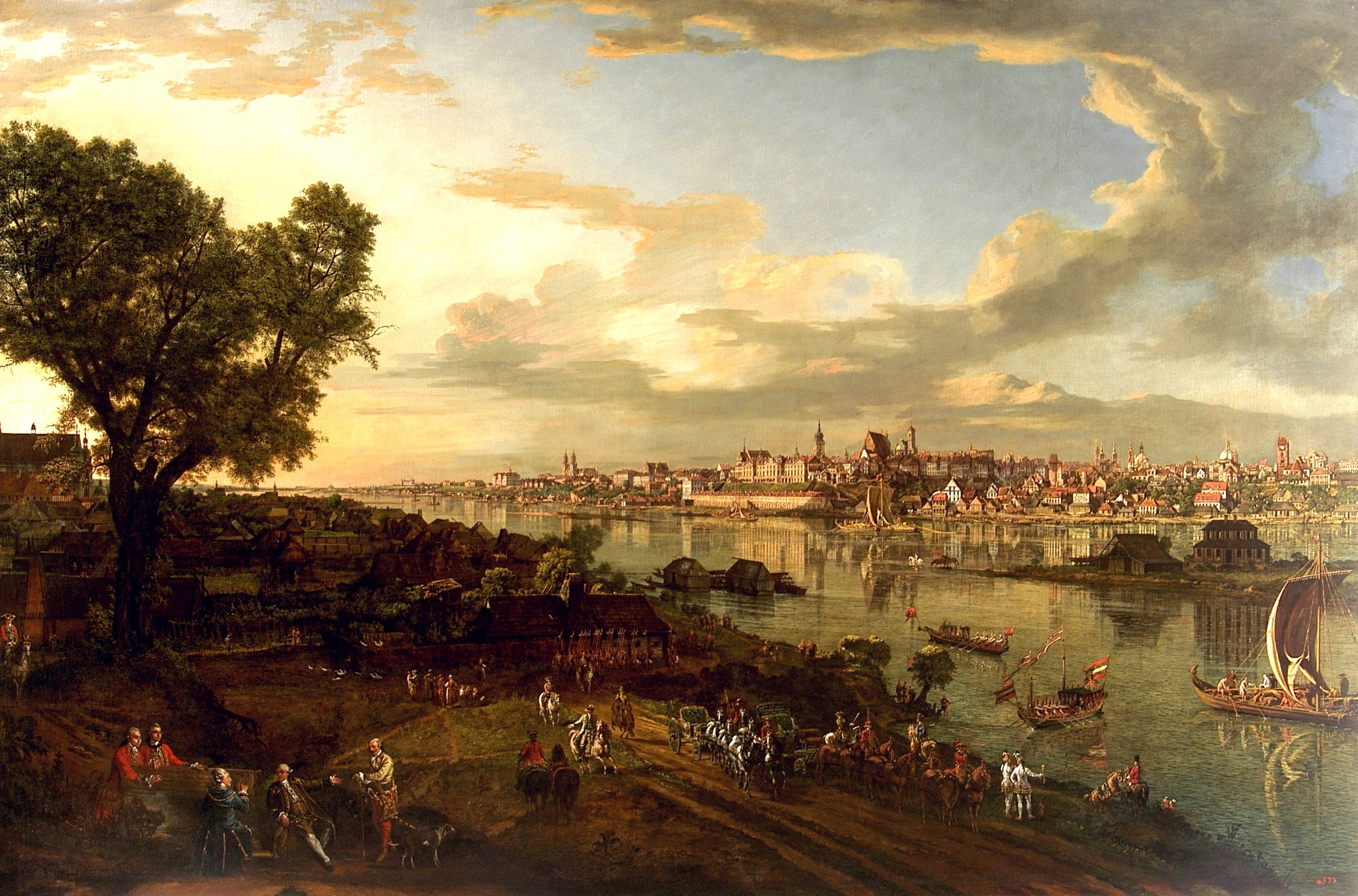
1770.